# Edad Antigua
La Edad Antigua, también llamada Antigüedad o Periodo Antiguo según el contexto, es un periodo histórico comprendido entre el final de la prehistoria —generalmente con la invención de la escritura y con ello la historia escrita— y una fecha variable según el área geográfica en cuestión. Durante este periodo surgió la escritura, las ciudades y el proceso de urbanización, la ley, el Estado y la estratificación social, así como grandes religiones todavía profesadas como el budismo, cristianismo e hinduismo.
Se desarrollaron numerosas civilizaciones de gran importancia en todos los continentes: Sumeria en el Creciente Fértil, el Antiguo Egipto en el África del norte, la civilización del valle del Indo en Asia del sur, la Antigua China en Asia oriental, las antiguas Grecia y Roma en el Mediterráneo, las civilizaciones mesoamericanas y andinas en América, entre muchas otras.
La finalización de la Antigüedad varía según el espacio geocultural. Por ejemplo, para Occidente termina en el siglo V con el inicio de la Edad Media; en el África subsahariana termina en el siglo I con el inicio de los Siglos Oscuros; y en América termina en el siglo XV, cuyo periodo se llama América precolombina.
El lapso de la historia registrada es de aproximadamente 5000 años, comenzando con la escritura cuneiforme sumeria. La historia antigua cubre todos los continentes habitados por humanos en el período 3000 a. C. - 500 d. C. El sistema de tres edades periodiza la historia antigua en la Edad de Piedra, la Edad del Bronce y la Edad del Hierro, y generalmente se considera que la historia registrada comienza con la Edad del Bronce. El comienzo y el final de las tres edades varía entre las regiones del mundo. En muchas regiones, generalmente se considera que la Edad del Bronce comenzó unos siglos antes del 3000 a. C., mientras que el final de la Edad del Hierro varía desde principios del primer milenio a. C. en algunas regiones hasta finales del primer milenio d. C. en otras.

## Características de la Edad Antigua
Sea cual fuera el criterio empleado, coincidiendo en tiempo y lugar, unos y otros procesos cristalizaron en el inicio de la vida urbana (ciudades muy superiores en tamaño, y diferentes en función, a las aldeas neolíticas); en la aparición del poder político (palacios, reyes) y de las religiones organizadas (templos, sacerdotes); en una compleja estratificación social; en grandes esfuerzos colectivos que exigen la prestación de trabajo obligatorio; en el establecimiento de impuestos y el comercio de larga distancia (todo lo que se ha venido en llamar «revolución urbana»). Este nivel de desarrollo social, que por primera vez se alcanzó en Sumeria  (espacio propicio para la constitución de las primeras ciudades-estado competitivas a partir del sustrato neolítico), llevaba ya cuatro milenios desarrollándose en el Creciente Fértil. A partir de ellas, y de sucesivos contactos (tanto pacíficos como violentos) de pueblos vecinos (culturas sedentario-agrícolas o nómada-ganaderas que se nombran tradicionalmente con términos de validez cuestionable, más propios de familias lingüísticas que de razas humanas: semitas, camitas, indoeuropeos, etc.), se fueron conformando los primeros estados de gran extensión territorial, hasta alcanzar el tamaño de imperios multinacionales.

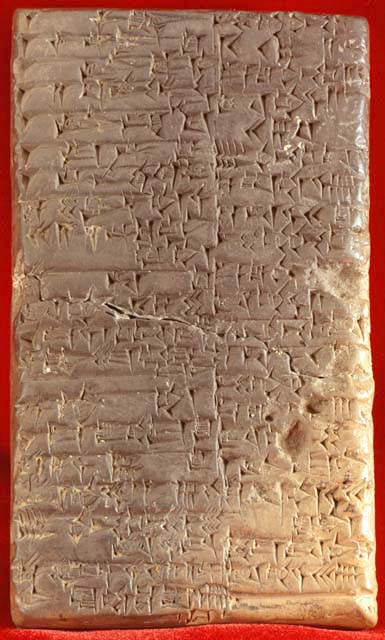
Tableta de arcilla sumeria con escritura cuneiforme de finales del La innovación de la escritura es de tal magnitud para el desarrollo de la civilización que se identifica con la historia misma.

Procesos similares tuvieron lugar en diversos momentos según el área geográfica (sucesivamente Mesopotamia, el valle del Nilo, el subcontinente indio, China, la cuenca del Mediterráneo, la América precolombina y el resto de Europa, Asia y África); en algunas zonas especialmente aisladas, algunos pueblos cazadores-recolectores actuales aun no habrían abandonado la prehistoria mientras que otros entraron violentamente en la edad moderna o la contemporánea de la mano de las colonizaciones de los siglos XVI al XIX.
Los pueblos cronológicamente contemporáneos a la Historia escrita del Mediterráneo Oriental pueden ser objeto de la protohistoria, pues las fuentes escritas por romanos, griegos, fenicios, hebreos o egipcios, además de las fuentes arqueológicas, permiten hacerlo.
La Antigüedad clásica se localiza en el momento de plenitud de la civilización grecorromana (siglo V a. C. al siglo II d. C.) o, en sentido amplio, en toda su duración (siglo VIII a. C. al siglo V d. C.). Se caracterizó por la definición de innovadores conceptos sociopolíticos —los de ciudadanía y de libertad personal, no para todos, sino para una minoría sostenida por el trabajo esclavo—, a diferencia de los imperios fluviales del antiguo Egipto, Babilonia, India o China, para los que se definió la imprecisa categoría de «modo de producción asiático», caracterizados por la existencia de un poder omnímodo en la cúspide del imperio y el pago de tributos por las comunidades campesinas sujetas a él, pero de condición social libre (pues aunque exista la esclavitud, no representa la fuerza de trabajo principal).

### Final de la Edad Antigua
El final de la Edad Antigua en la civilización occidental coincide con la caída del Imperio romano de Occidente, en el año 476 (el Imperio romano de Oriente sobrevivió toda la Edad Media hasta 1453 como Imperio bizantino), aunque tal discontinuidad no se observa en otras civilizaciones. Por tanto, las divisiones posteriores (Edad Media y Edad Moderna) pueden considerarse válidas solo para aquella, mientras que la mayor parte de Asia, África y América son objeto en su historia de una periodización propia.

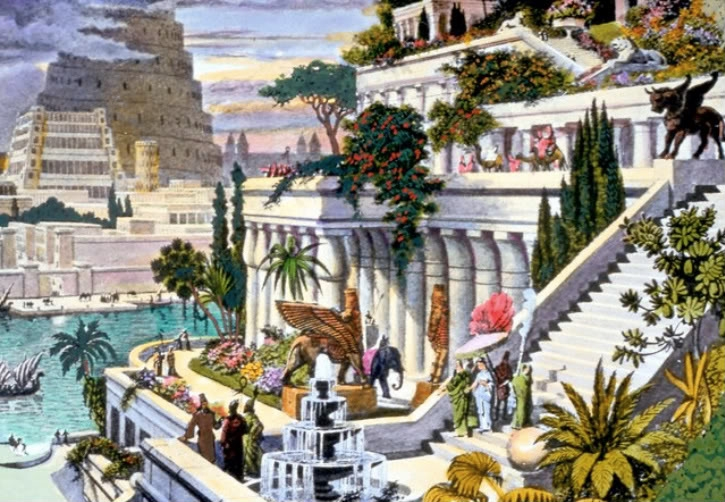
Grabado del que da una visión romántica de los Jardines Colgantes de Babilonia (al fondo se representa la legendaria Torre de Babel). Las fuentes griegas clásicas recogen la existencia de tal pensil como una de las siete maravillas del mundo antiguo. El mantenimiento de un jardín irrigado en altura era un prodigio técnico y simbolizaba el poder del Imperio neobabilónico. En los textos hebreos (Génesis) se idealiza la torre, que podría identificarse con algún zigurat mesopotámico (quizá con el babilónico templo de Marduk que Heródoto describe detalladamente, incluyendo la hierogamia que tenía lugar en su recinto más elevado).

Algunos autores culturalistas hacen llegar la Antigüedad tardía europea hasta los siglos VI y VII, mientras que la escuela «mutacionista» francesa la extiende hasta algún momento entre los siglos IX y XI. Distintas interpretaciones de la historia hacen hincapié en cuestiones económicas (transición del modo de producción esclavista al modo de producción feudal, desde la crisis del siglo III), políticas o ideológicas (desaparición del imperio e instalación de los reinos germánicos desde el siglo V), religiosas (sustitución del paganismo politeísta por los monoteísmos teocéntricos: el cristianismo —siglo IV— y posteriormente el islam —siglo VII—), filosóficas (filosofía antigua por la medieval) y artísticas (evolución desde el arte antiguo —clásico— hacia el arte medieval —paleocristiano y prerrománico—).

### Geografía de la Edad Antigua
Las civilizaciones de la Antigüedad son agrupadas geográficamente por la historiografía y la arqueología en zonas en que distintos pueblos y culturas estuvieron especialmente vinculados entre sí; aunque las áreas de influencia de cada una de ellas llegaron en muchas ocasiones a interpenetrarse e ir mucho más lejos, formando imperios de dimensiones multicontinentales (el Imperio persa, el de Alejandro Magno y el Imperio romano), talasocracias («gobierno de los mares») o rutas comerciales y de intercambio de productos e ideas a larga distancia; aunque siempre limitadas por el relativo aislamiento entre ellas (obstáculos de los desiertos y océanos), que llega a ser radical en algunos casos (entre el Viejo Mundo y el Nuevo Mundo). La navegación antigua, especialmente la naturaleza y extensión de las expediciones que necesariamente tuvieron que emprender las culturas primitivas de Polinesia (al menos hasta la Isla de Pascua), es un asunto aún polémico. En algunas ocasiones se ha recurrido a la arqueología experimental para probar la posibilidad de contactos con América desde el Pacífico. Otros conceptos de aplicación discutida son la prioridad del difusionismo o del desarrollo endógeno para determinados fenómenos culturales (agricultura, metalurgia, escritura, alfabeto, moneda, etc.) y la aplicación del evolucionismo en ámbitos arqueológicos y antropológicos.

## Antiguo Oriente Próximo

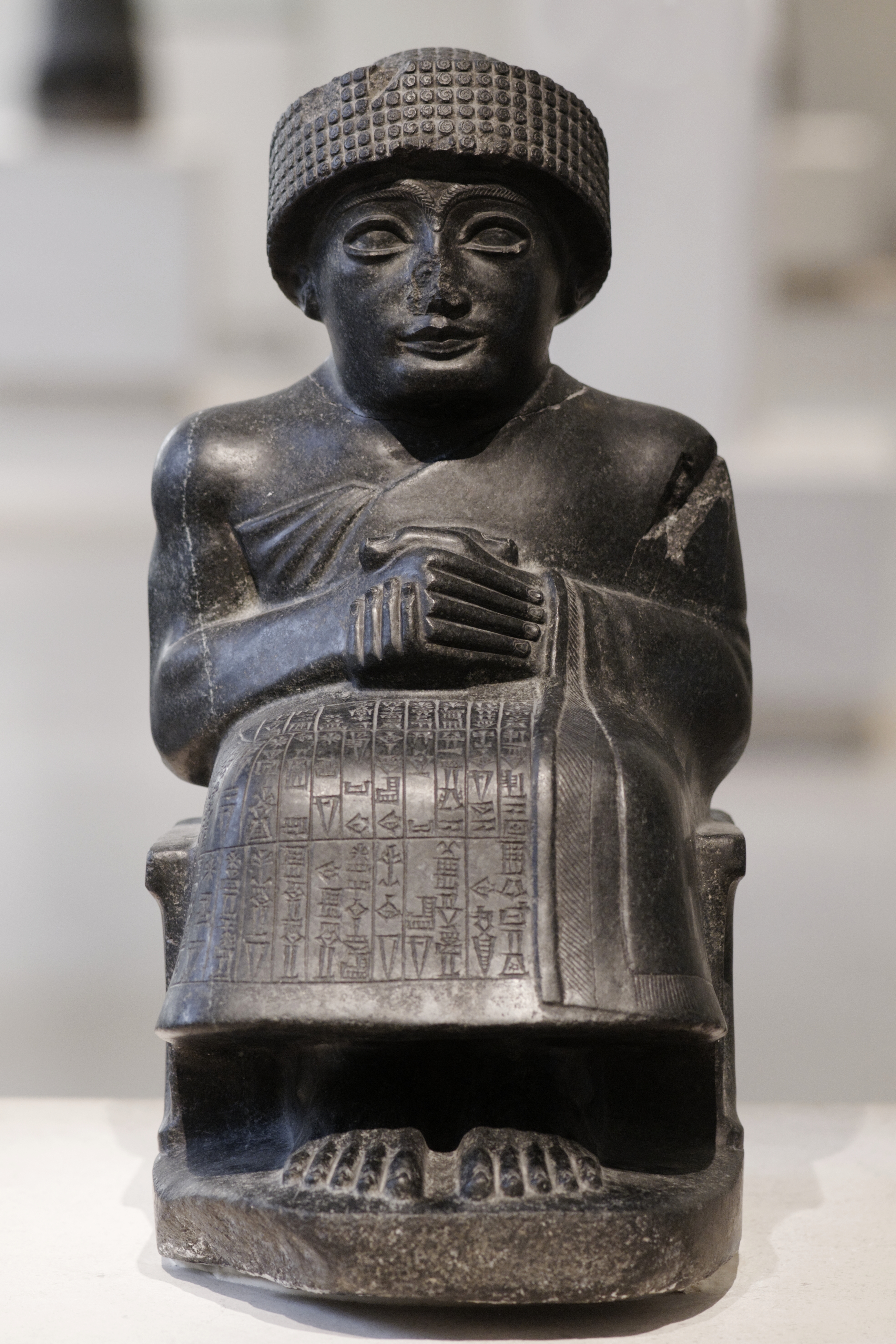
Estatua sedente del príncipe Gudea, patesi de la ciudad-estado sumeria de Lagash.

El Antiguo Oriente Próximo o Antiguo Oriente es el término utilizado para denominar las zonas de Asia occidental y noreste de África donde surgieron las civilizaciones anteriores a la civilización clásica grecorromana, y que actualmente se denomina Oriente Próximo u Oriente Medio. Para la misma región, Vere Gordon Childe acuñó la denominación Creciente Fértil, al definirla como la zona donde surgió primero la Revolución neolítica y posteriormente la Revolución urbana. Son los actuales países de Irak, parte de Irán, parte de Turquía, Siria, Líbano, Israel, los Territorios palestinos, Jordania, Arabia y Egipto. Cronológicamente, se entiende como un periodo que va desde el inicio de las civilizaciones históricas en torno al 0 a. C. (en esta zona la aparición de la escritura, las ciudades y los templos es simultánea a la Edad del Bronce) hasta la expansión del Imperio aqueménida en el siglo VI a. C.

### Mesopotamia antigua
La desembocadura del Tigris y el Éufrates en la Baja Mesopotamia dio origen a la acumulación de depósitos aluviales en la zona de marismas que va ganando paulatinamente terreno al mar frente a la costa en retroceso del golfo Pérsico (actualmente a más de cien kilómetros del lugar que ocupaba en el IV milenio a. C., y con los dos ríos confluyentes —Shatt al-Arab—). La zona fue propicia (con la condición de mantener una gran capacidad de organización social para el trabajo colectivo en la construcción de obras hidráulicas como canalizaciones, regadío y drenajes) para el desarrollo de las ciudades-estado sumerias (Ur, Uruk, Eridú, Lagash). Estas, en competencia entre sí y con los pueblos nómadas de estepas y desiertos circundantes (los del sur y oeste englobados por la historiografía en el amplio concepto étnico de semitas y los del este en la zona irania donde se fue formando la civilización elamita), así como con los núcleos que se fueron formando más al norte (Babilonia) y más al norte aún en la Alta Mesopotamia (Nínive); fueron desarrollando las características constitutivas de la civilización (sociedad compleja) y el estado (superestructura político-ideológica): templo, clase sacerdotal y religión organizada, frontera, guerra territorial, ejército, propaganda, impuestos, burocracia, monarquía, construcciones como murallas y zigurats; y el rasgo que marca el inicio de la historia: el registro de la memoria en la escritura.

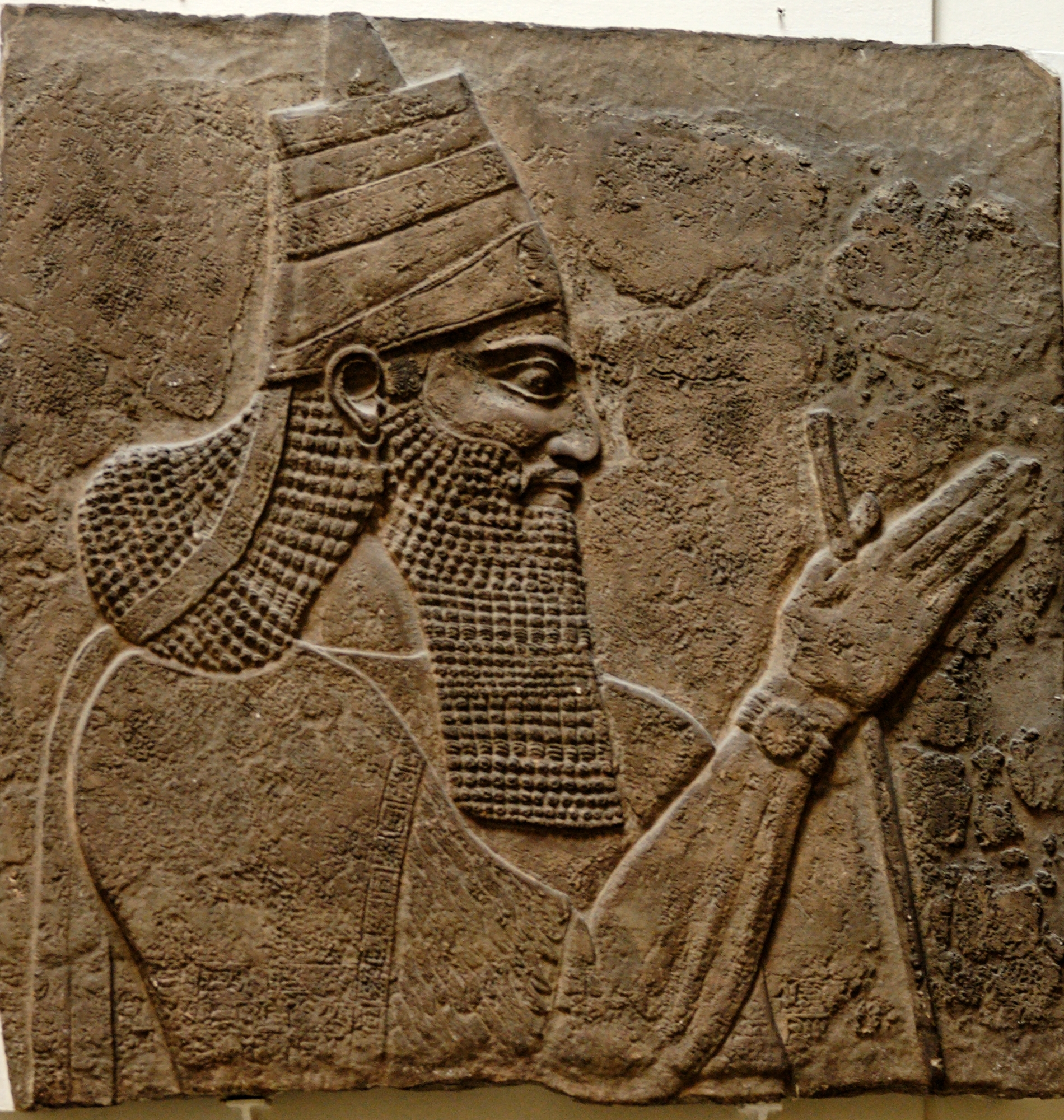
Tiglatpileser III, rey de Asiria del

La dinámica del crecimiento territorial llevó a la formación de imperios, que en su pretensión de monopolizar el poder, se describían a sí mismos como un continuo espacial «entre el mar pequeño y el mar grande» (el golfo Pérsico y el Mediterráneo), en enumeraciones más o menos fiables de pueblos anexionados, destruidos, dispersados, rechazados, sometidos, tributarios, o simplemente socios comerciales, aliados o contactos diplomáticos.

### Persia antigua
Cordilleras, mesetas, estepas y desiertos caracterizan un difícil medio físico entre el río Tigris al oeste, el golfo Pérsico al sur, el río Indo al este y los montes Elburz, el mar Caspio y el río Oxus al norte. No obstante, también son la vía terrestre que conecta el Oriente Próximo con el Asia Central y el Asia Meridional (más difícilmente, siendo más usada la conexión marítima); y a través de esas zonas, en última instancia, con el Extremo Oriente. La extensa región persa o irania cumpliría un papel clave en la teoría indoeuropea, de debatida validez, que suponía la existencia de un grupo ancestral de pueblos de las estepas portadores de rasgos comunes (lingüísticos, étnicos, culturales e incluso de estructura de pensamiento), esencialmente ganaderos (otorgaban un gran valor a vacas, caballos y perros), de estructura social patriarcal, jerarquizada y triádica (visible incluso en su panteón de dioses), que protagonizaron una gigantesca expansión que incluiría la conquista de India por los arios; la de Europa por los predecesores de griegos, latinos, celtas, germanos y eslavos; y la de Mesopotamia, Anatolia, Levante y Egipto por medos y persas.

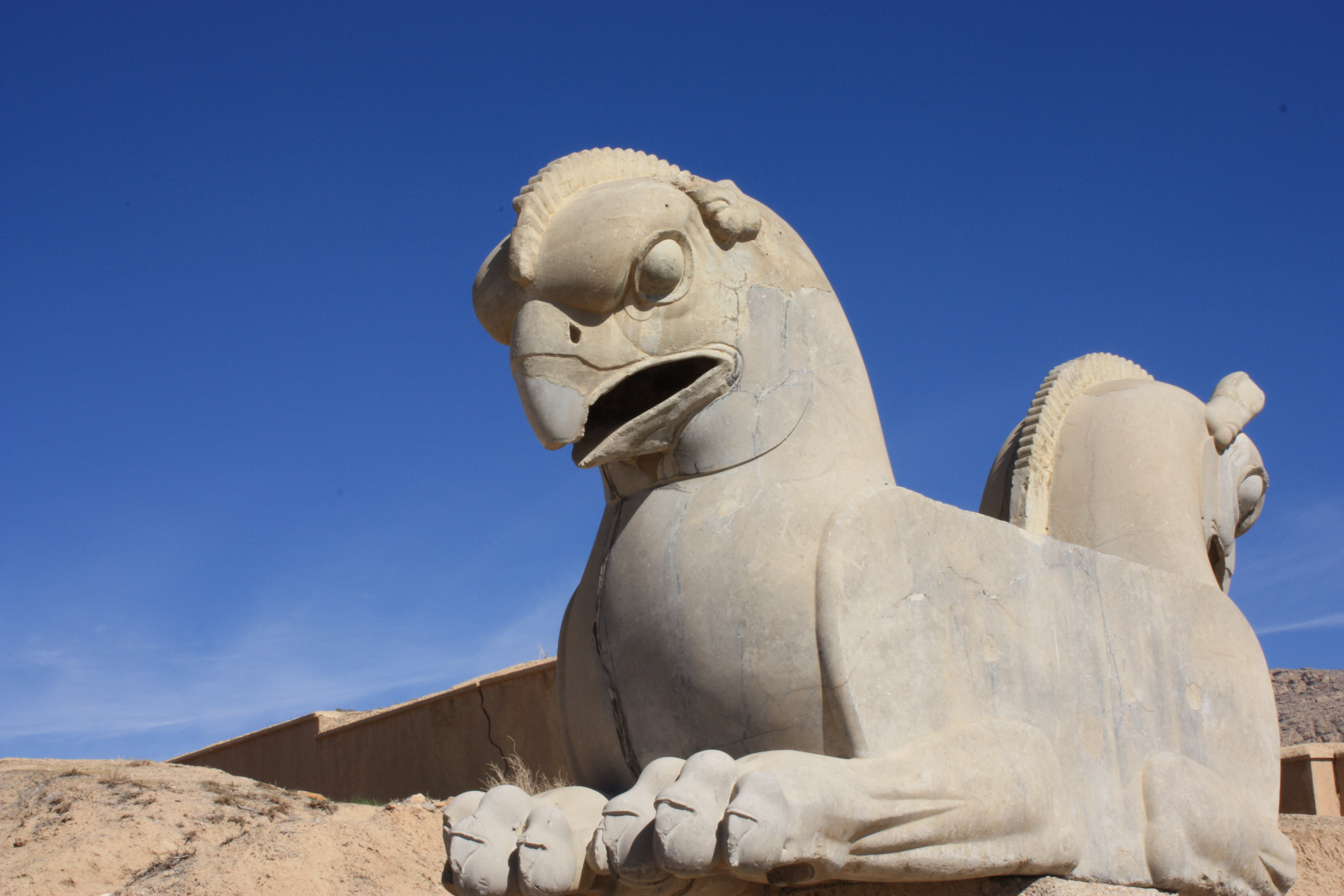
Escultura de un animal fantástico (en Persépolis).
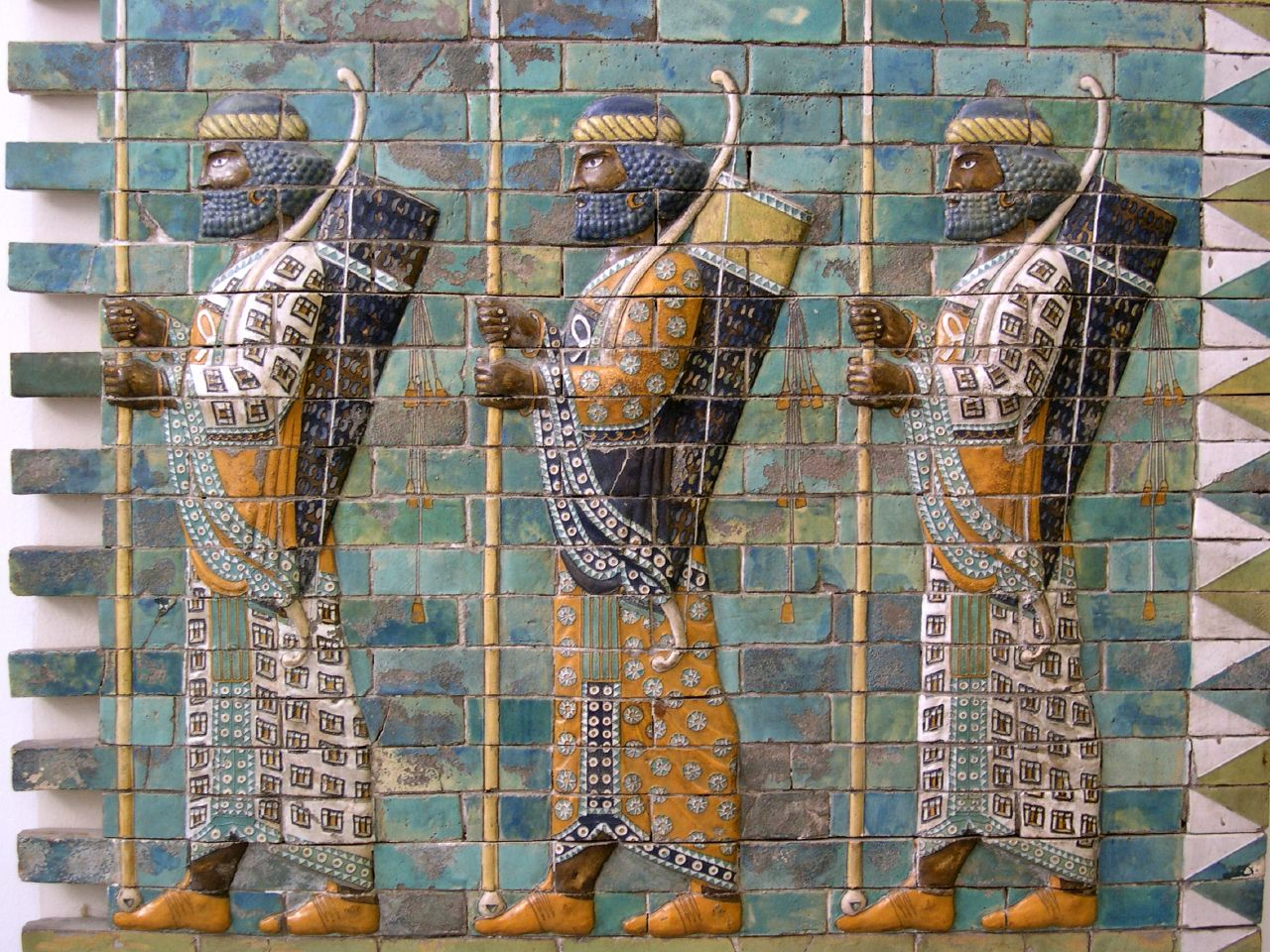
Friso de los inmortales.
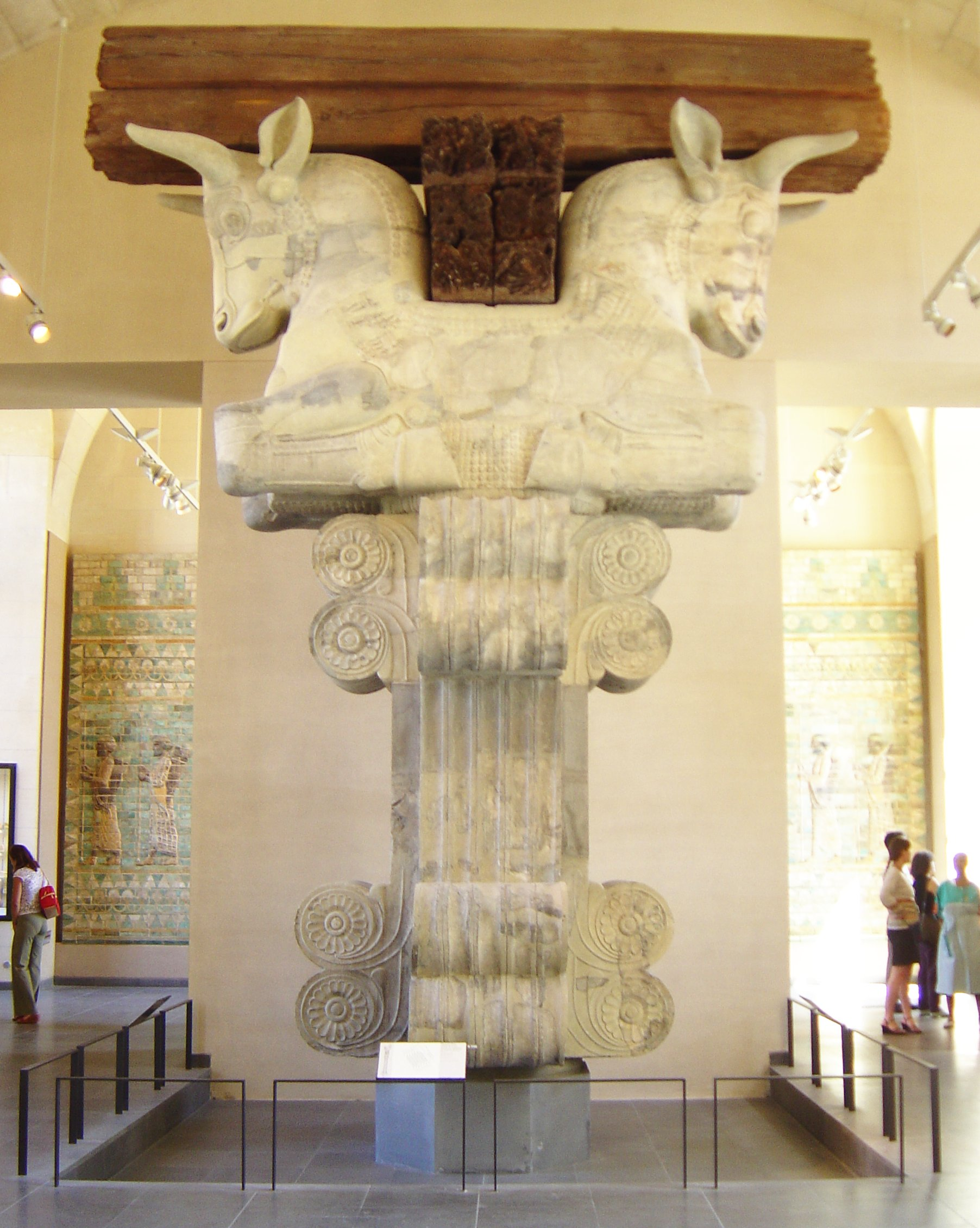
Capitel de la apadana del palacio de Darío en Susa.
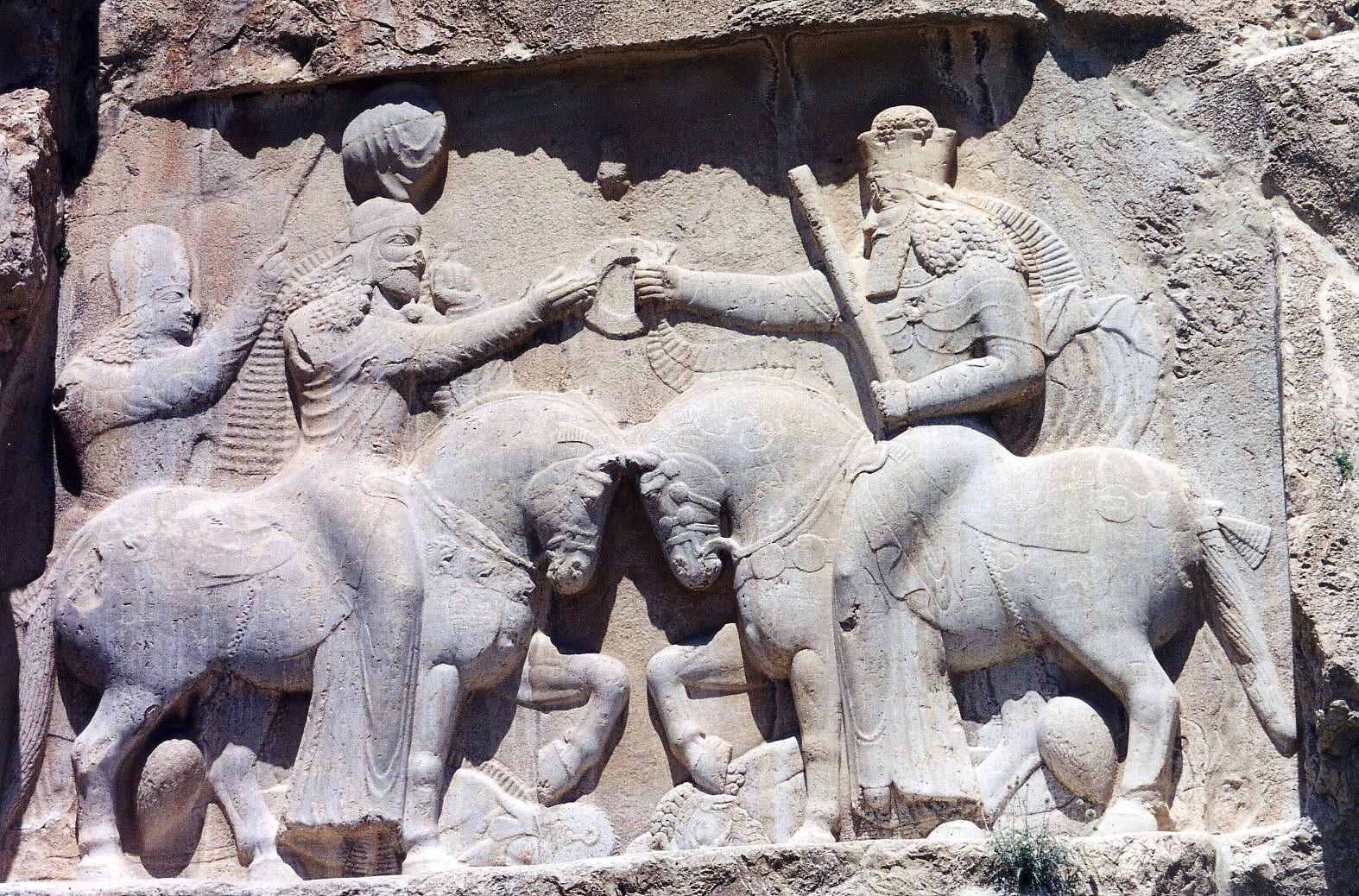
Investidura de Ardacher I (fundador de la dinastía sasánida, en el siglo III) por el dios Ahura Mazda. Sus caballos pisotean al anterior rey, Artabán IV, y a la deidad negativa Ahriman. Naqsh i Rustam.

### Anatolia y Armenia antiguas
La península de Anatolia, vía terrestre entre Asia y Europa, de la que la separa el estrecho del Bósforo y las numerosas islas del Egeo, con las que siempre mantuvo un continuo cultural (del que son muestra los aqueos y troyanos del mito homérico), estuvo en el corazón de las innovaciones de la Revolución Neolítica y la Revolución Urbana, desarrollando estados poderosos que entraron en relación y competencia con los mesopotámicos e incluso con Egipto. Hacia el norte, la costa del mar Negro (el Ponto para griegos y romanos), acogía mitos como el del vellocino de oro que se hallaba en la Cólquide. La cordillera del Cáucaso la pone en contacto con las lejanas llanuras eurasiáticas.

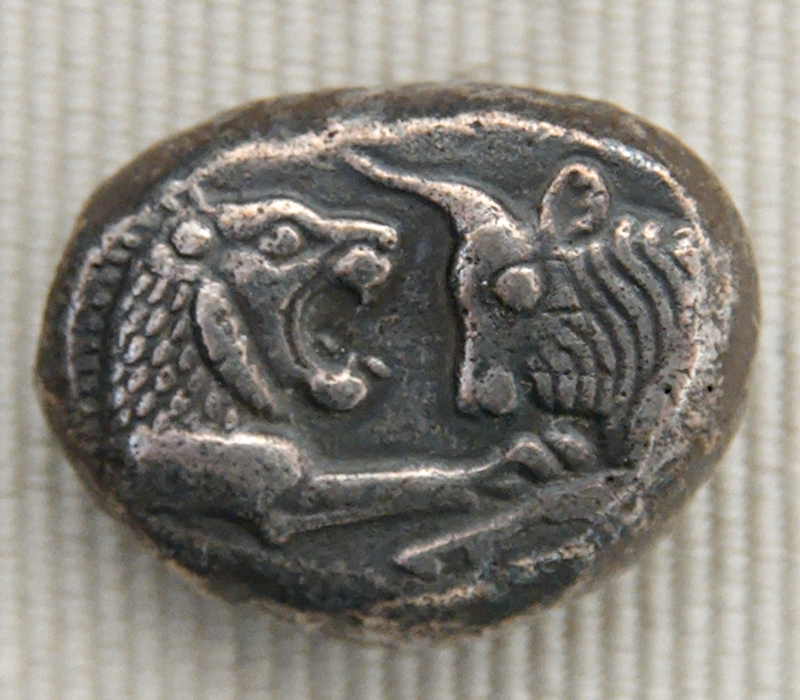
Creseida de plata. Moneda emitida por el rey Creso de Lidia, siglo VI a. C.
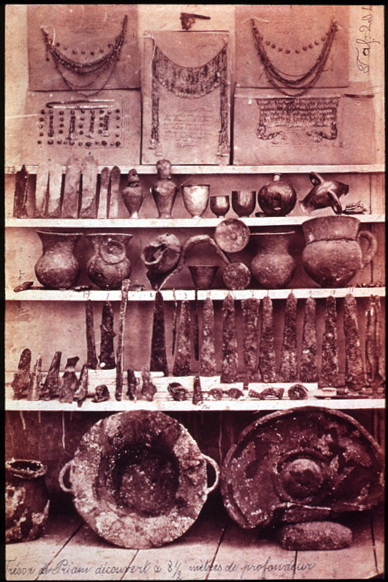
El llamado tesoro de Príamo, descubierto por Schliemann en su excavación de Troya.
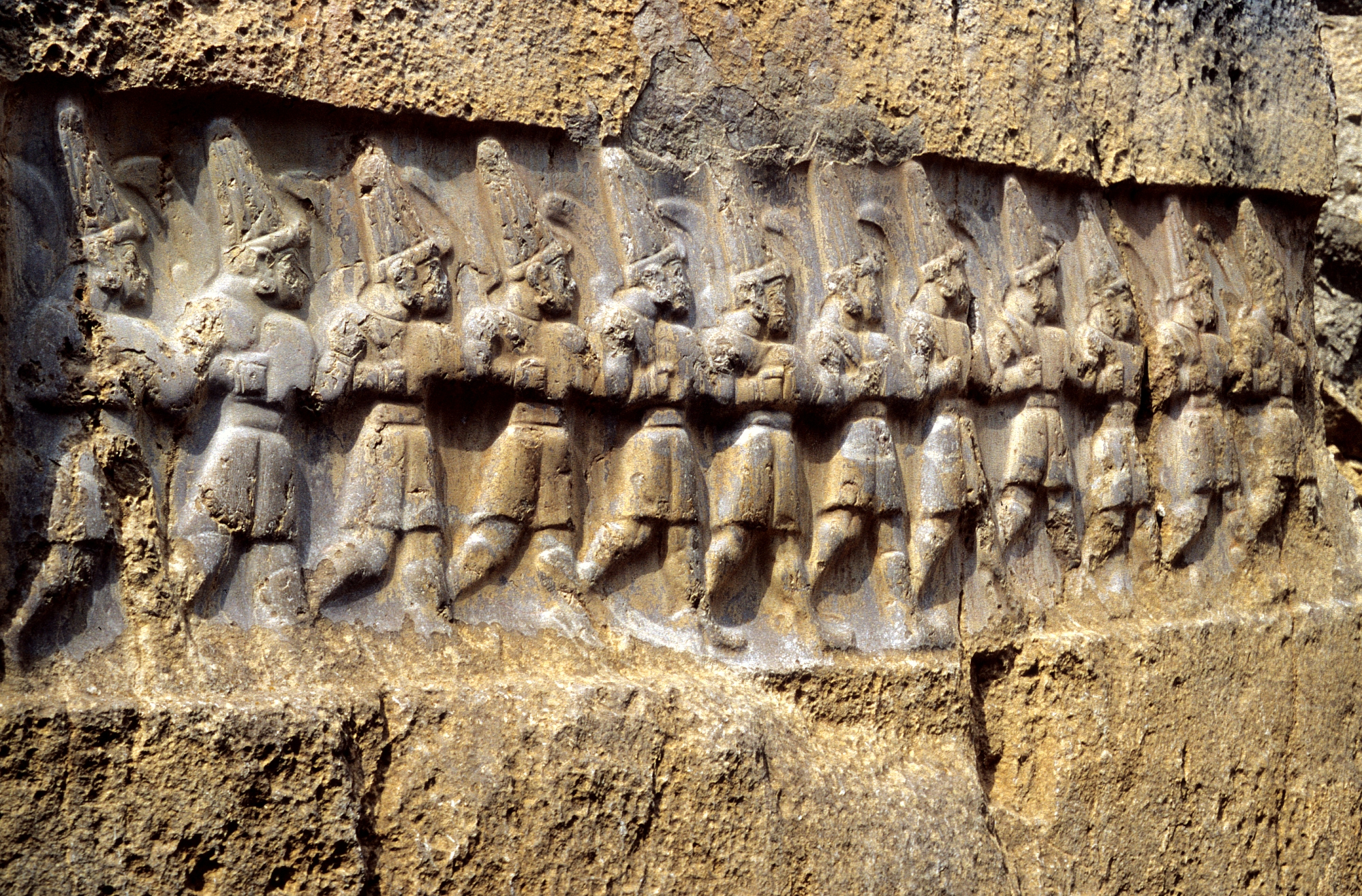
Relieve con guerreros hititas, en Hattusa.

### Levante mediterráneo antiguo
La zona costera más oriental del Mediterráneo, por su ubicación entre África y Asia y sus favorables condiciones físicas, actuó como un «pasillo» entre el mar y el desierto, muy compartimentado, aunque con valles fluviales de dirección norte-sur (los del Jordán y el Orontes), que posibilitó las comunicaciones terrestres entre África, Asia y Europa. Ese papel se había cumplido desde el Paleolítico y el Neolítico (Jericó), y se acentuó con las primeras civilizaciones. Los grandes imperios de Egipto, Mesopotamia y Anatolia tuvieron en esta zona su zona de contacto geoestratégico. La situación crítica permitió que se desarrollaran potentes civilizaciones locales de fuerte personalidad e influencia en el desarrollo histórico posterior (rasgos como el alfabeto o el monoteísmo), con una proyección muy superior a su extensión geográfica o población.

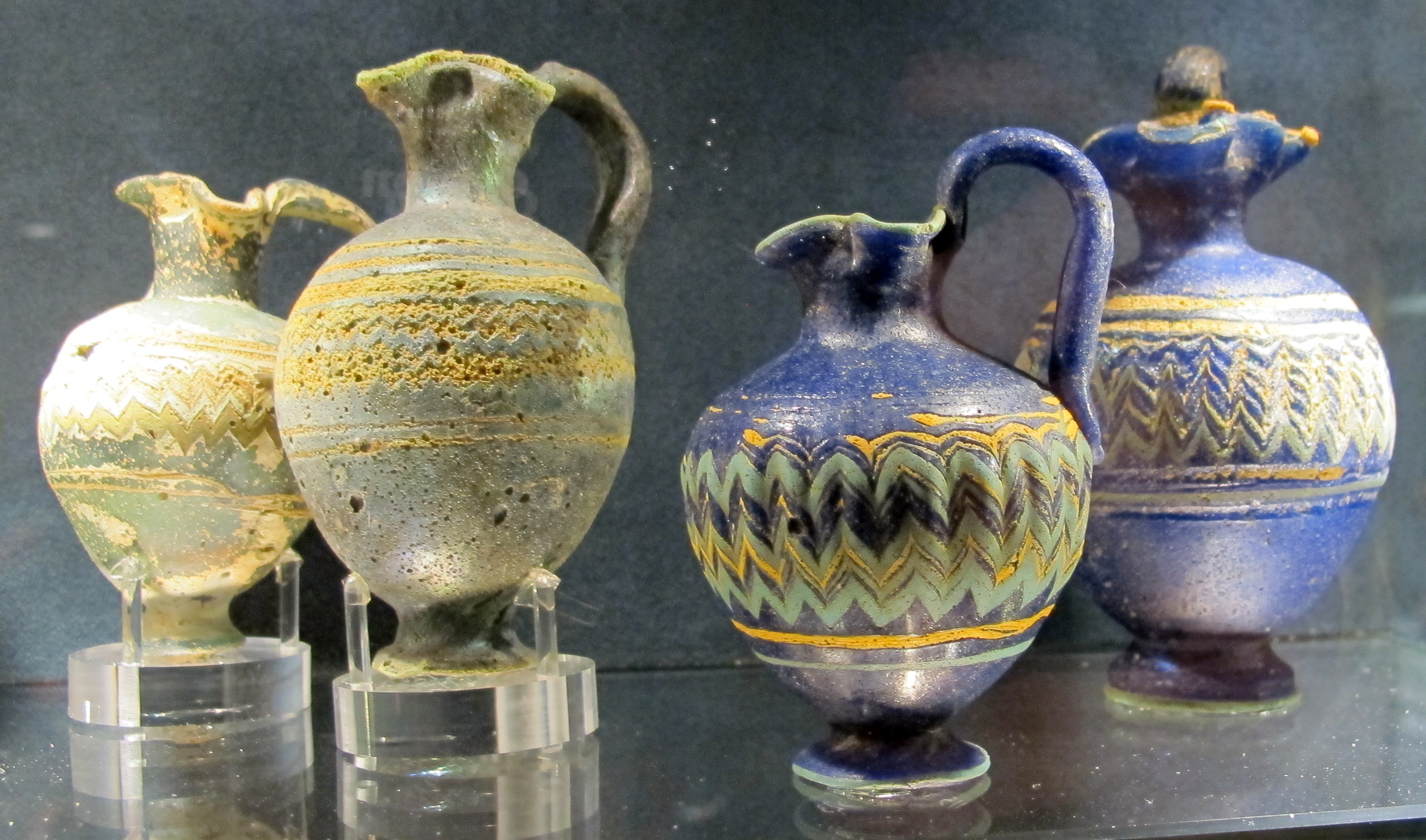
Manufacturas fenicias (Museo Archeologico Nazionale - MIBAC)
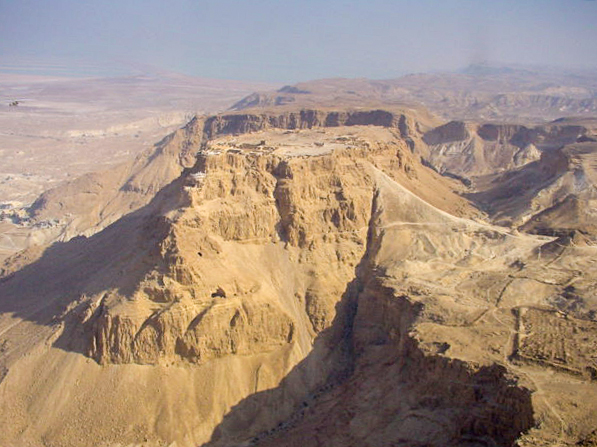
Fortaleza de Masada, donde las legiones romanas asediaron a una guarnición judía.
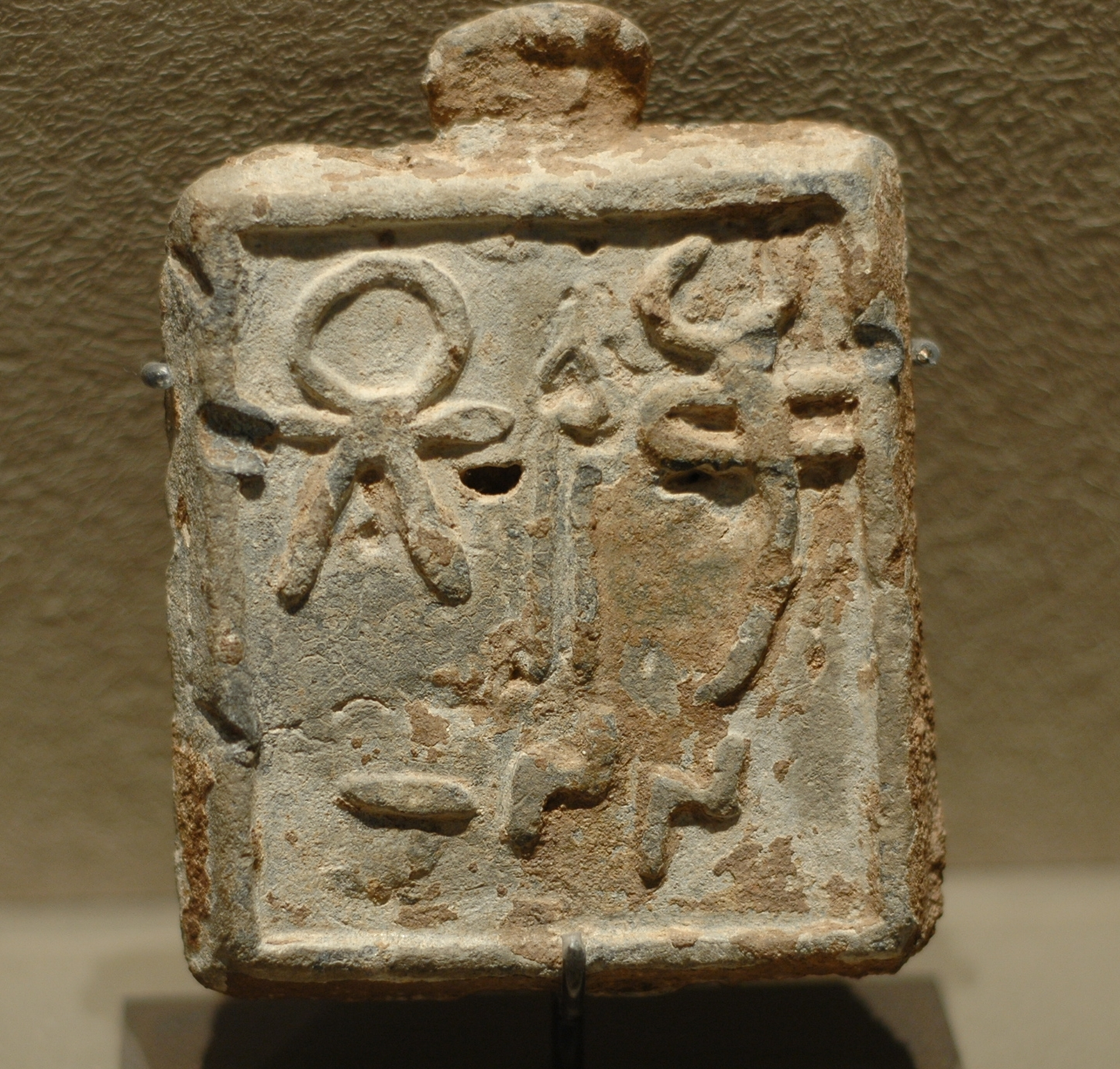
Pesa con el símbolo de la diosa fenicia Tanit. Hallado en la isla de Arados (Siria).

### Siria, Jordania y Arabia antiguas

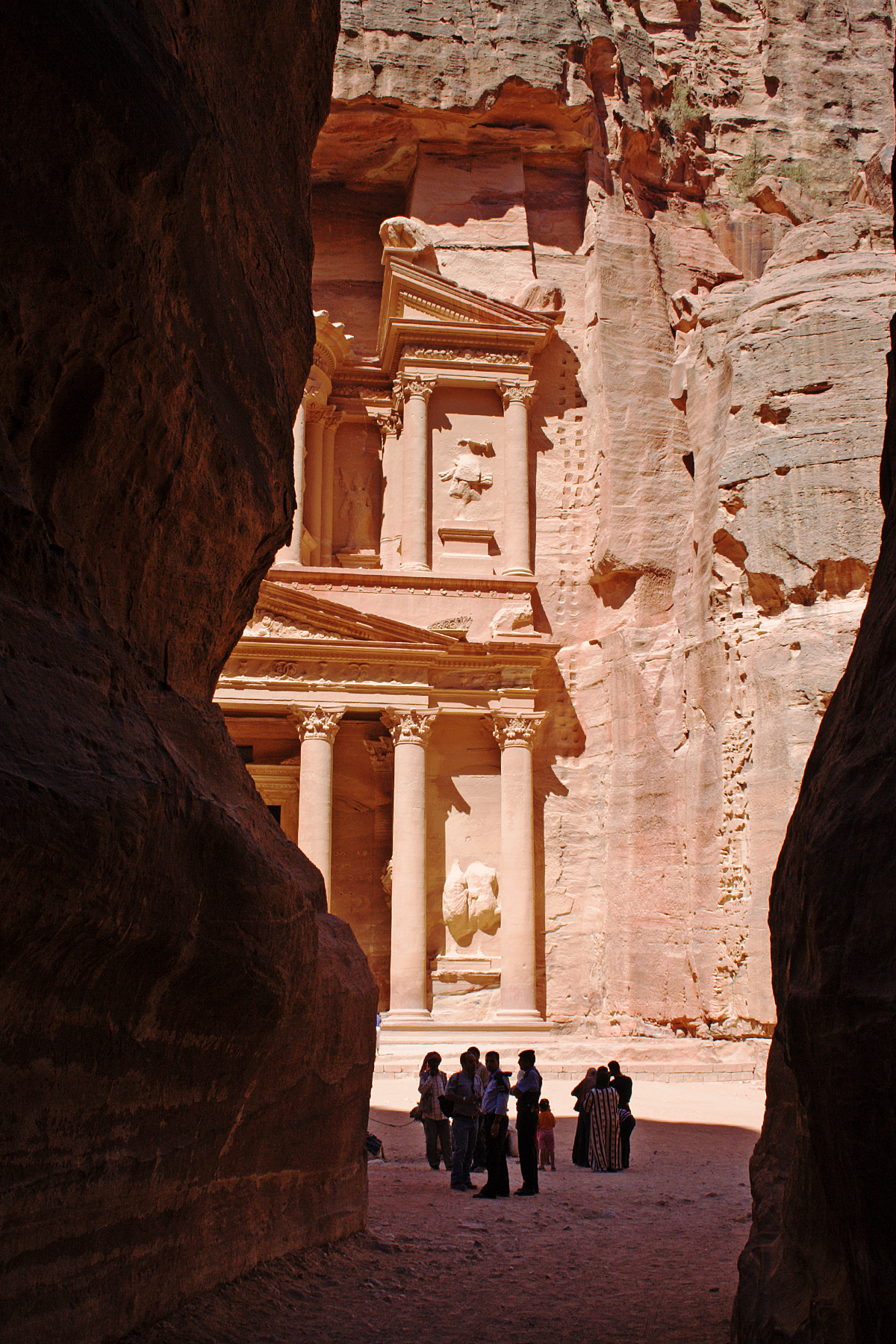
Vista de El Tesoro desde el desfiladero. Ciudad de Petra

Entre el Tigris y la cordillera del Líbano comienza una vasta zona desértica que se extiende hacia el sur hasta la península arábiga. Supone un obstáculo insalvable para el desarrollo de la agricultura más allá de pequeñas zonas de oasis muy dispersos, excepto en la zona del Yemen (Arabia Felix —‘Arabia feliz’—). Las actividades económicas que se desarrollaron y permitieron la formación de una peculiar civilización fueron, por tanto, la ganadería nómada y las lucrativas rutas caravaneras del comercio a larga distancia que conectaban todas las partes del mundo antiguo a través de los puertos del mar Rojo, el golfo de Adén y el golfo Pérsico (abiertos al océano Índico —navegación hasta la India e Indonesia—, al este de África —donde la relación con Eritrea y Etiopía fue muy estrecha— y a la costa oriental de Egipto —Berenice—), y ciudades del interior como Alepo, Damasco, Apamea, Petra o Palmira (que conectaban con el Levante mediterráneo).
- Arabia preislámica
- Imperio seléucida
- Siria (provincia romana)
- Historia de Siria
- Historia de Jordania
- Historia de Yemen
- Qataban
- Reino de Saba
- Himyar
- Awsan
- Dilmun
- Nabateos
- Lihyan
- Magan
- Petra
- Palmira
- Ruta del incienso

### Valle del Nilo antiguo

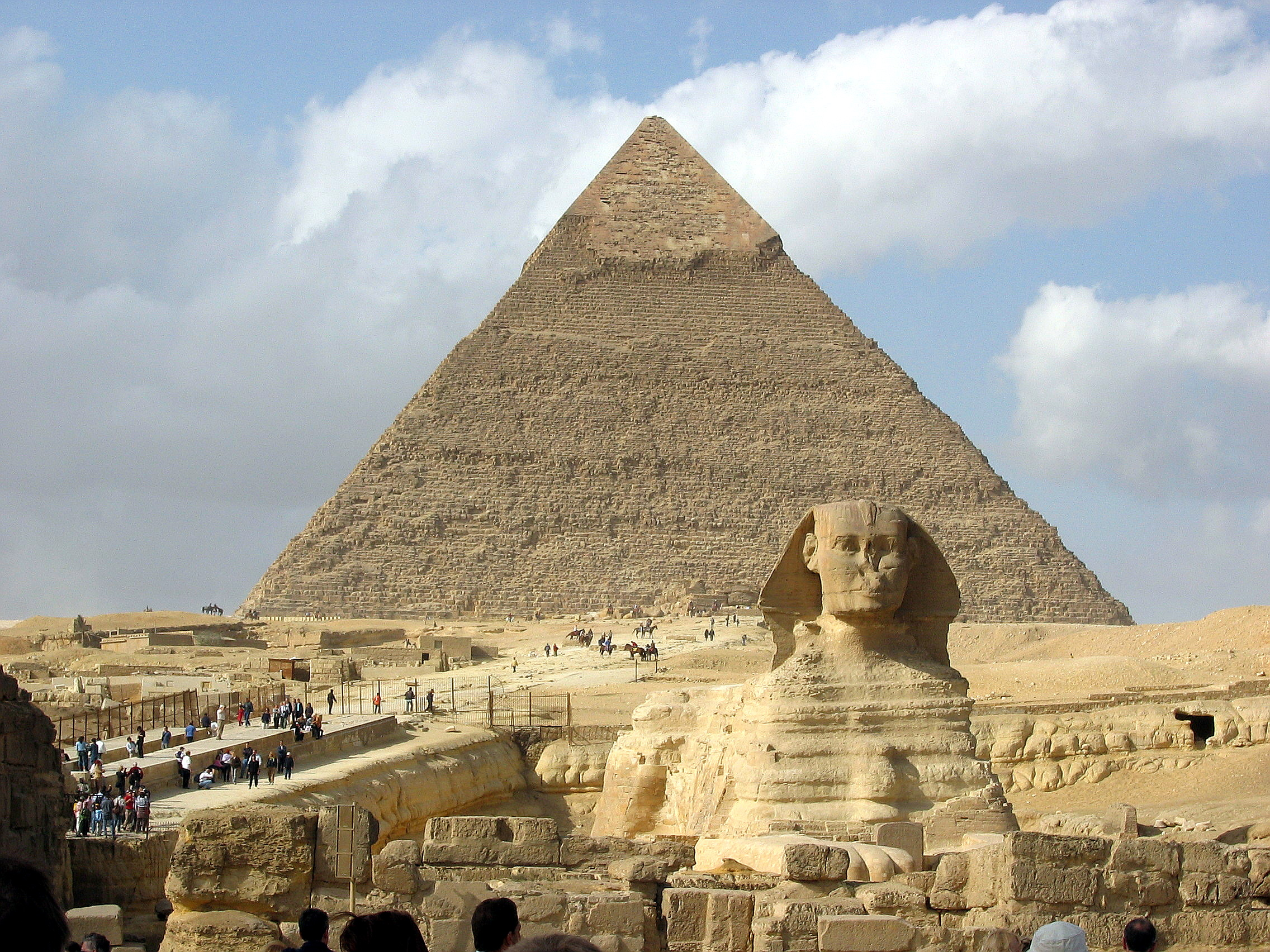
La Esfinge y las Pirámides de Guiza (en el antiguo Egipto,).

«Egipto es un don del Nilo» (Heródoto), pues pocas civilizaciones tuvieron una relación tan determinante con un río. Su crecida anual permitió la fertilidad y altísima densidad de población de una estrecha franja que recorre el despoblado desierto norteafricano («desertizado» en el periodo postglacial) desde las cataratas del sur hasta el delta del norte. La dualidad entre el Alto Egipto y el Bajo Egipto forjó, sobre una sociedad campesina extraordinariamente estable y vinculada por el trabajo colectivo en las obras hidráulicas, unas instituciones y una cultura caracterizadas por la sacralización de la figura del faraón, la fortaleza de los templos, una eficaz burocracia y una compleja religión del más allá. Dentro de una gran continuidad a lo largo de milenios (que a veces se ha interpretado como homogeneidad o incluso estereotipación, con escasísimas excepciones —el periodo de Amarna—), se mantuvo una repetida dialéctica entre la unidad y la disgregación en el devenir cíclico de las fases de la historia egipcia, con periodos de esplendor y de crisis.
- Antiguo Egipto
- Hicsos
- Pueblos del Mar
- Nubios
- Reino de Kush
- Reino de Aksum
- Reino de Napata
- Reino de Meroe
- Camitas
- Expansión afroasiática
- Lenguas cusitas
- Lenguas egipcias

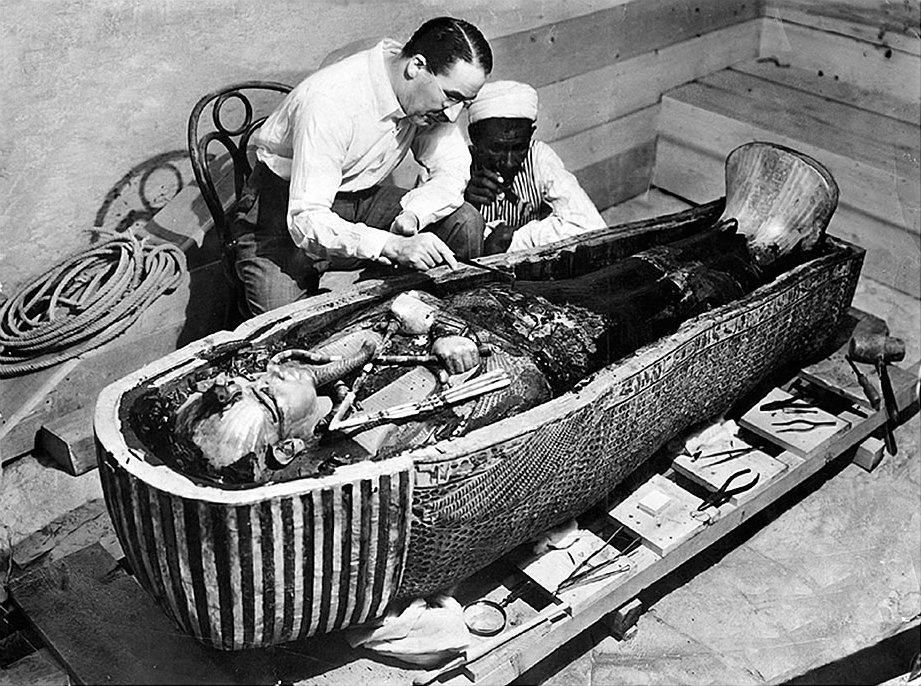
La apertura del sarcófago de Tutankamón por Howard Carter en 1923, uno de los momentos más espectaculares de la arqueología. Era una tumba intacta, y precisamente la del faraón cuyo breve reinado (1336-1327 a. C.) significó la vuelta a la ortodoxia tradicional de la religión egipcia tras el paréntesis herético de Ajenatón.
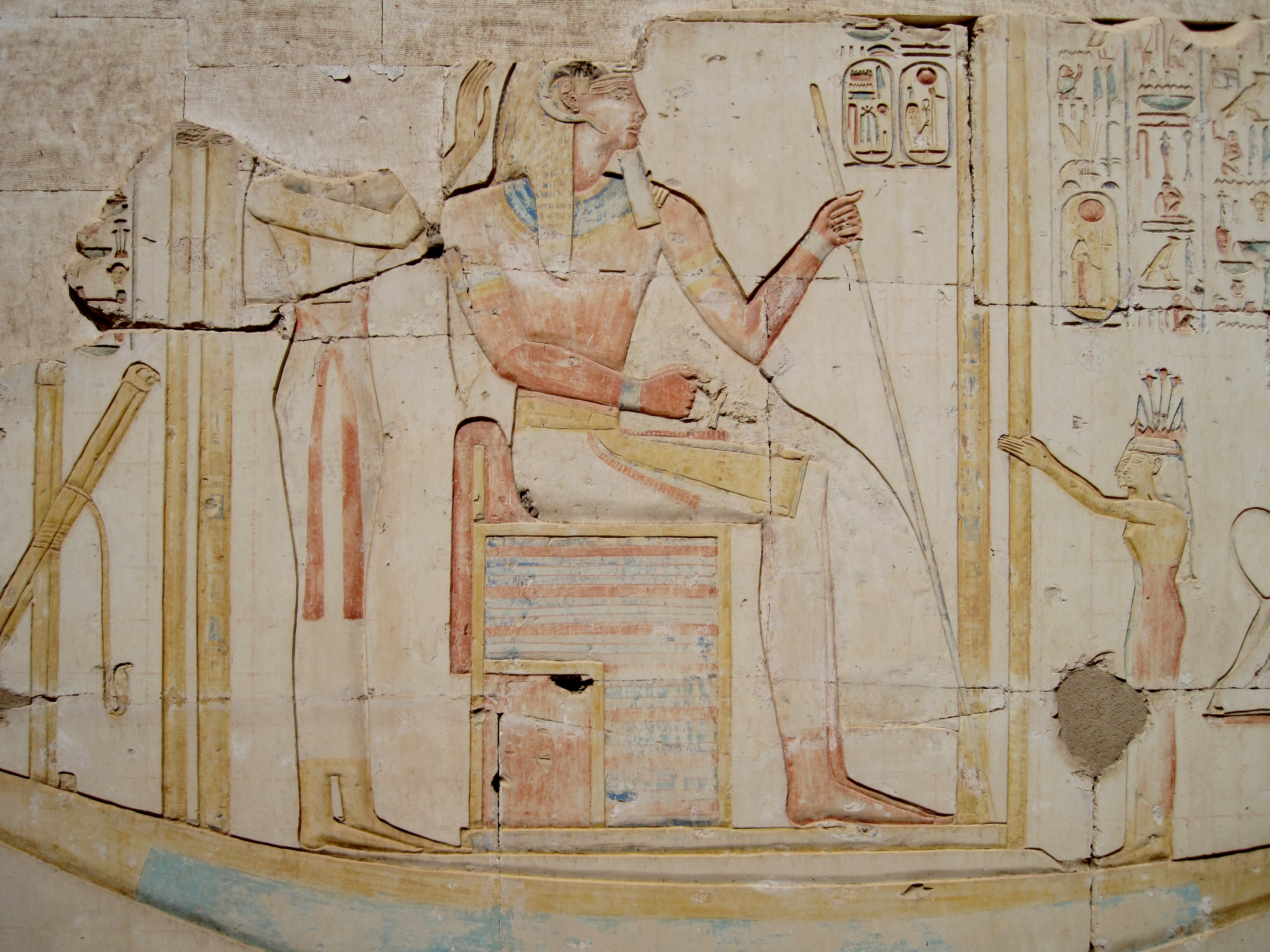
Ramsés II, el más activo de los faraones del Imperio nuevo, en un relieve de Abydos. La expansión exterior llevó hasta el norte de Palestina, enfrentándose con los hititas en la famosa batalla de Qadesh (siglo XIII a. C.1274), cuyo incierto resultado permitió presentarla como una victoria por ambas partes, obligó al mantenimiento de un precoz concepto de «equilibrio internacional» con sofisticadas negociaciones diplomáticas, y suscitó un interesante programa justificativo en textos y monumentos artísticos que la convierten en la primera batalla de la historia militar con suficiente información como para ser objeto de un estudio detallado.
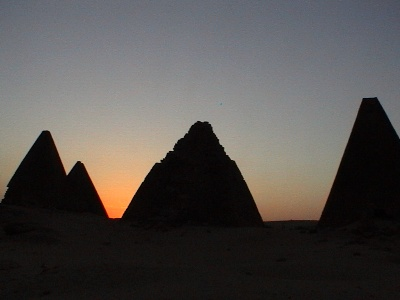
Pirámides de Gebel Barkal, en el reino de Napata (o de los «faraones negros» o kushitas), fuertemente influenciado por la cultura egipcia. Actual Sudán.

## Mediterráneo y Europa antiguos
- Pueblos prerromanos
- Pueblos colonizadores
- Orientalizante
- Helenismo
- Romanización

### Antigua Grecia

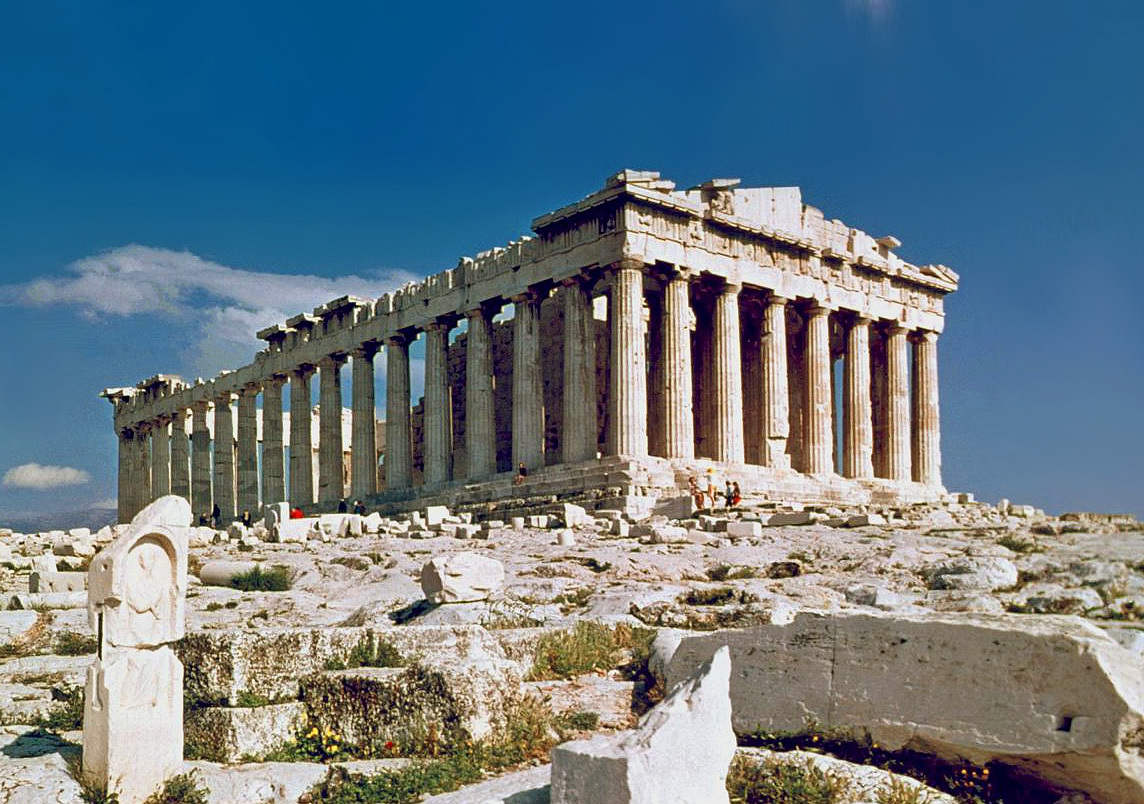
El Partenón, Atenas, Es el edificio más representativo de la cultura helénica. Su construcción fue ordenada por el político griego Pericles..

Hélade es el concepto geográfico y cultural que abarcaba en la Antigüedad clásica el territorio habitado por los griegos o helenos, más amplio que la actual Grecia, y que comprendería el territorio continental europeo que va desde el Peloponeso al sur hasta una difusa separación con Macedonia, Tracia y Epiro al norte; además de las islas del mar Egeo y del mar Jónico y la costa occidental de la actual Turquía (Jonia) hasta el Helesponto. También se asimilaban al concepto de Hélade las colonias griegas establecidas por todo el Mediterráneo; y también podían entenderse próximos a él los extensos territorios de las monarquías helenísticas de Egipto y el Próximo Oriente, que en mayor o menor medida habían sido helenizados.

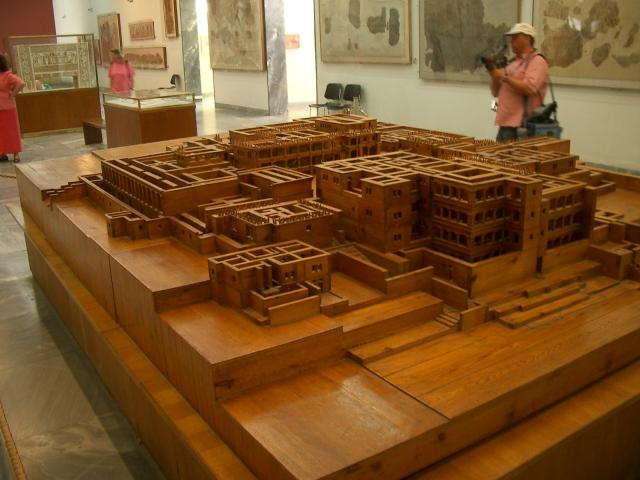
Maqueta de la estructura del palacio de Cnosos. Fue una asombrosa ciudad palatina ubicada en Creta, de características nunca antes vistas (red de tuberías, posición compleja en las gradas del interior, dimensiones muy superiores a otros palacios contemporáneos, etc.), por lo que se cree que de la civilización minoica, los egipcios ―no los griegos―, se inspiraron en el mito de la Atlántida. Las teorías arqueológicas sobre el catastrófico final de la cultura minoica, asociado a la llamada «erupción minoica» del volcán que produjo la caldera actual de la isla Santorini (siglo XVII a. C.), también permiten su asociación con ese mito.
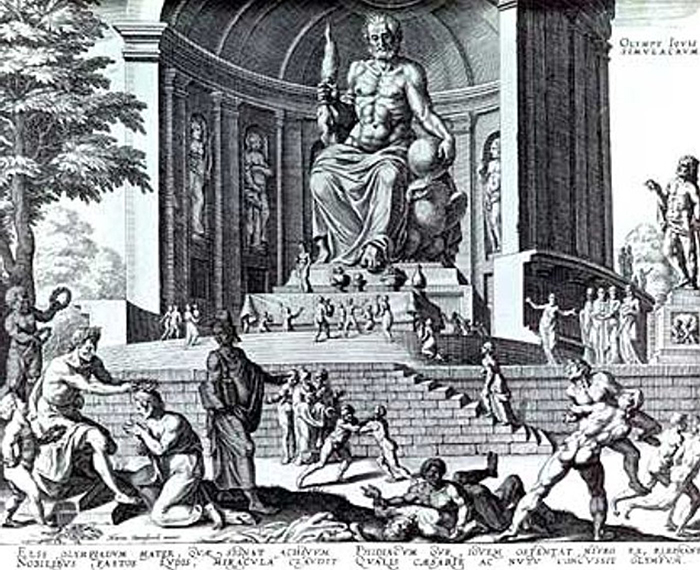
Zeus, padre de los dioses y armado con el rayo, como corresponde a la mitología griega, preside el Santuario de Olimpia donde en su honor se celebraban desde el siglo VIII a. C. los juegos olímpicos, hitos que marcaban el calendario y uno de los legados más importantes de la civilización clásica. La colosal estatua de oro y marfil, de 12 metros de altura, se debía a Fidias (siglo V a. C.), y se contaba entre las siete maravillas del mundo antiguo. Destruida en el siglo V d. C., este grabado es una recreación de época moderna.
El Imperio macedonio fue el más vasto del mundo antiguo, y también el más efímero: no sobrevivió a su fundador, Alejandro Magno. En plena juventud, tras suceder a su padre Filipo II de Macedonia (que previamente había unificado las polis griegas), aplicó la eficaz maquinaria de guerra formada por este a la derrota del Imperio persa, el enemigo de los griegos desde las guerras médicas. Su gesta expandió la cultura griega por Próximo Oriente y hasta el Asia Central y la India, iniciando el periodo denominado Helenismo.
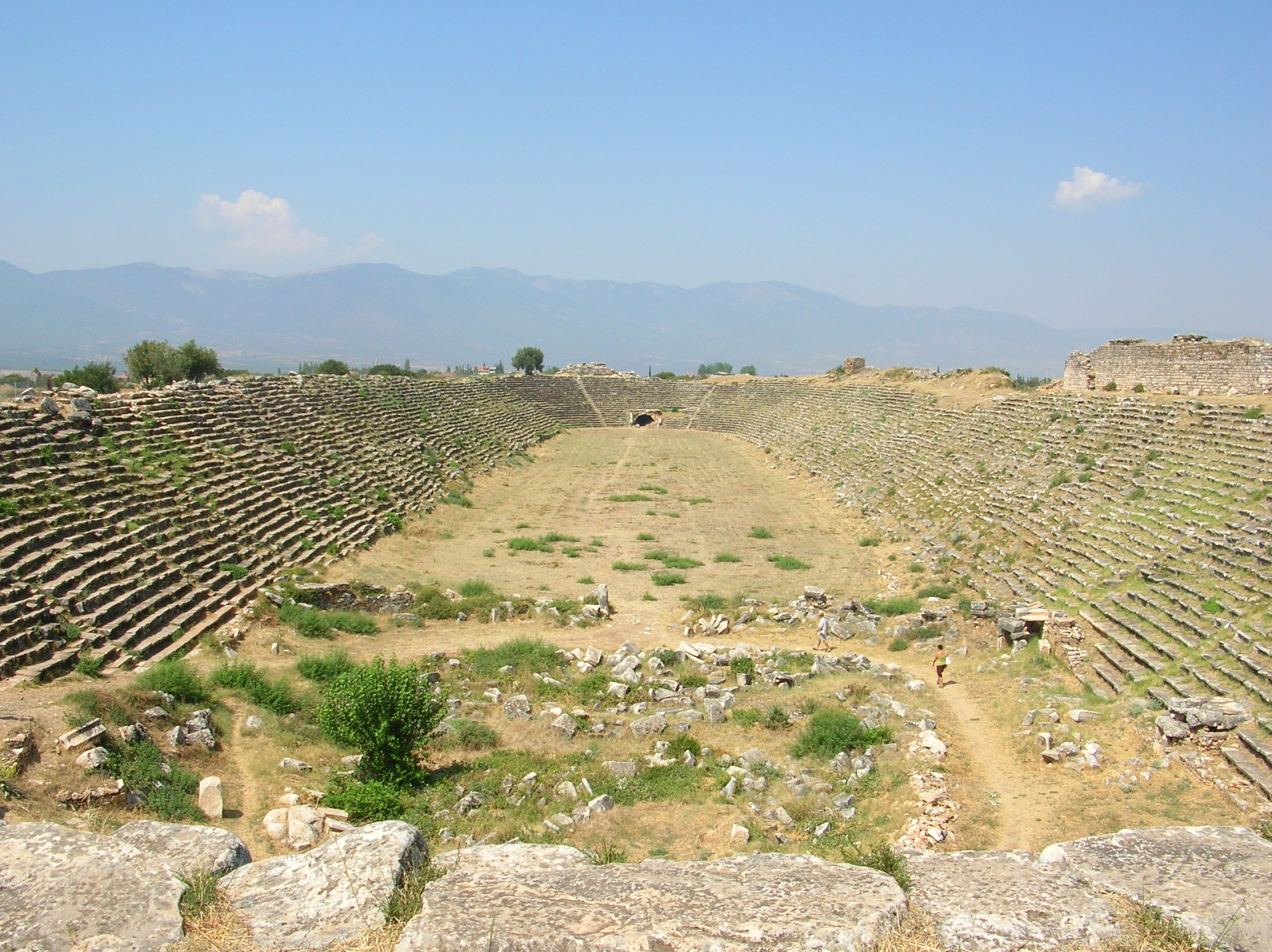
El estadio de Afrodisias, uno de los pocos vestigios que nos quedan de esa ciudad grecorromana, conocida en su tiempo por sus bellos edificios de mármol. El estadio es, de hecho, una mezcla entre un coliseo y una pista griega. La razón de ello se debe a que celebraban batallas sangrientas y al mismo tiempo juegos como lanzamiento de discos.

### Islas del Mediterráneo antiguo
Muchos mitos griegos se situaban en costas o islas situadas en un indefinido «extremo Occidente» (Vulcano —Hefaistos—, Trabajos de Hércules —Heracles, Columnas de Hércules, Gerión, Atlas—, Atlántida, Jardín de las Hespérides, Odisea —Cíclopes, Lestrigones, Sirenas, Escila y Caribdis, Ogigia, Lotófagos—); otros se situaban en dirección menos clara, o más bien en el Mediterráneo oriental (hacia el mar Negro —la Cólquide de los viajes de Jasón, los Argonautas y el Vellocino de Oro—, el sur del Egeo —la Creta de Minos, Dédalo, Ícaro, y el Minotauro vencido por el ateniense Teseo; o del rapto de Europa— o el Chipre del nacimiento de Afrodita).

#### Chipre antiguo
- Historia de Chipre

#### Islas del Mediterráneo Occidental antiguo
- Megalitismo
- Historia de Córcega
  - Corsos
- Historia de Cerdeña
  - Sardos
- Historia de Sicilia (Sicilia).
  - Sículos
  - Sicanos
  - Élimos
- Islas Eolias

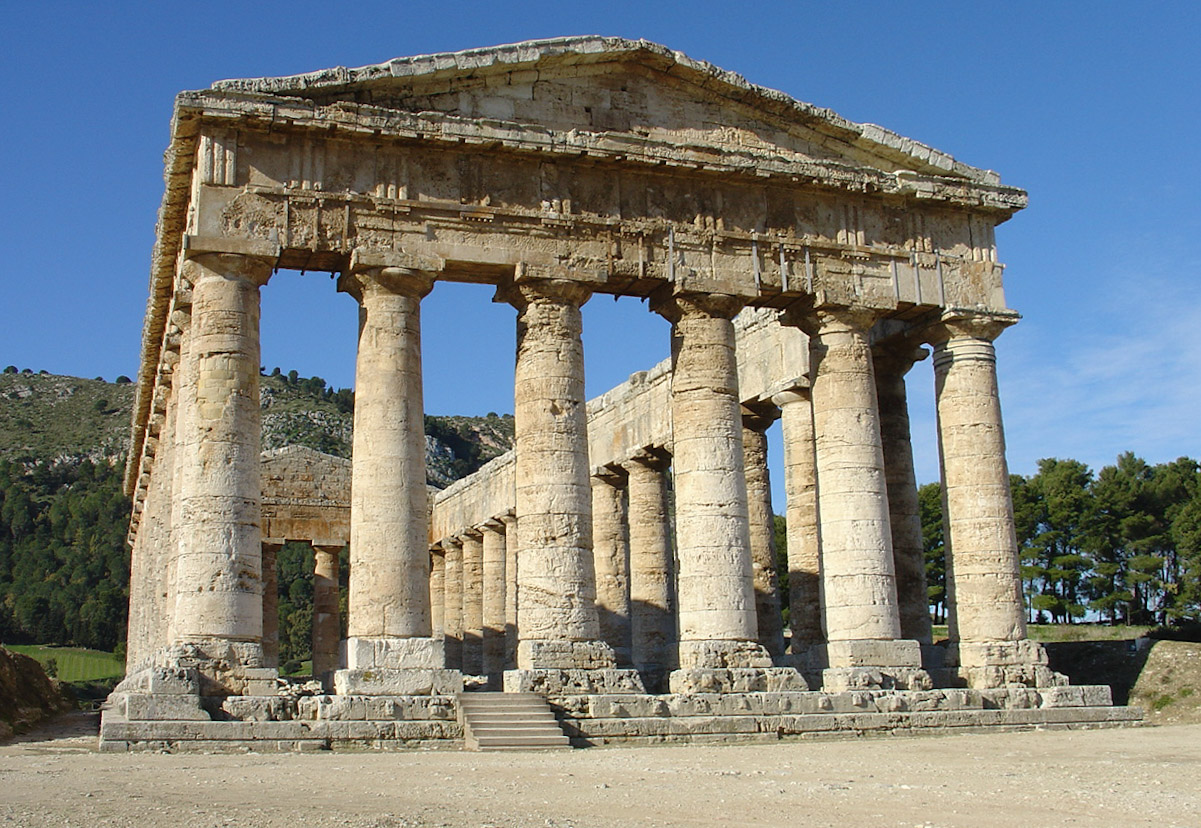
Templo élimo de Segesta, en Sicilia

- Historia de las Baleares (Islas Baleares —baleáricos, honderos baleares, Quinto Cecilio Metelo Baleárico—).
- Historia de Malta
- Gozo
- Djerba
- Batalla de Alalia
- Magna Grecia
- Batalla de Hímera
- Expedición a Sicilia
- Guerras púnicas

### África Noroccidental antigua

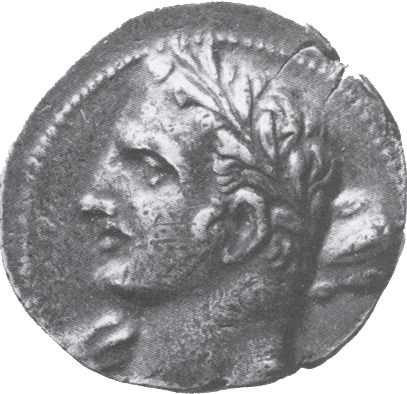
Aníbal, líder cartaginés de la familia bárcida juramentado contra la República romana, protagonizó durante la segunda guerra púnica una espectacular campaña militar que rodeó todo el Mediterráneo Occidental, incluyendo el cruce de los Alpes con elefantes de guerra. La historiografía romana escogió su figura para la representación idealizada y prototípica del adversario temible.

- Libiofenicios
- Cartago
- Reino de Mauritania
- Reino de Numidia
- Guanches
- Lenguas bereberes

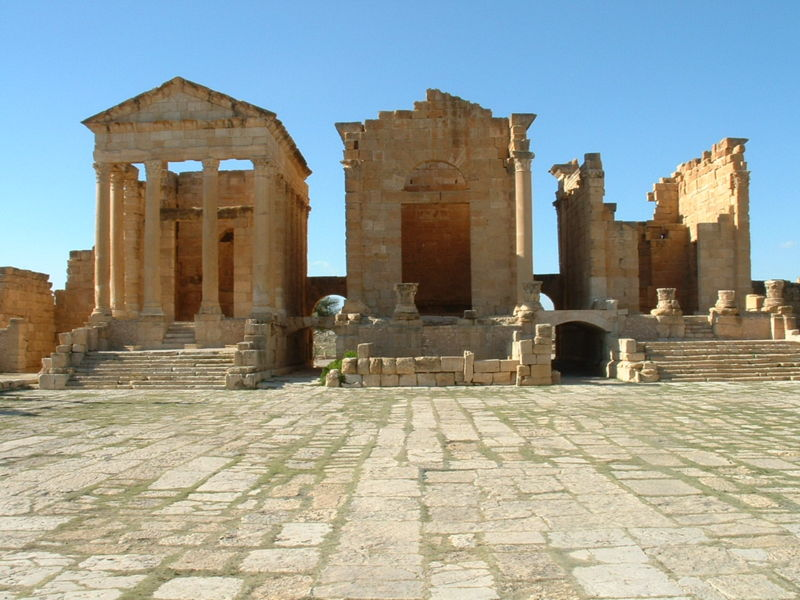
Capitolio de Sbeitla

### Europa Occidental antigua
- Germanos
- Britanos
- Pictos
- Hibernios
- Celtas
- Pueblos galos

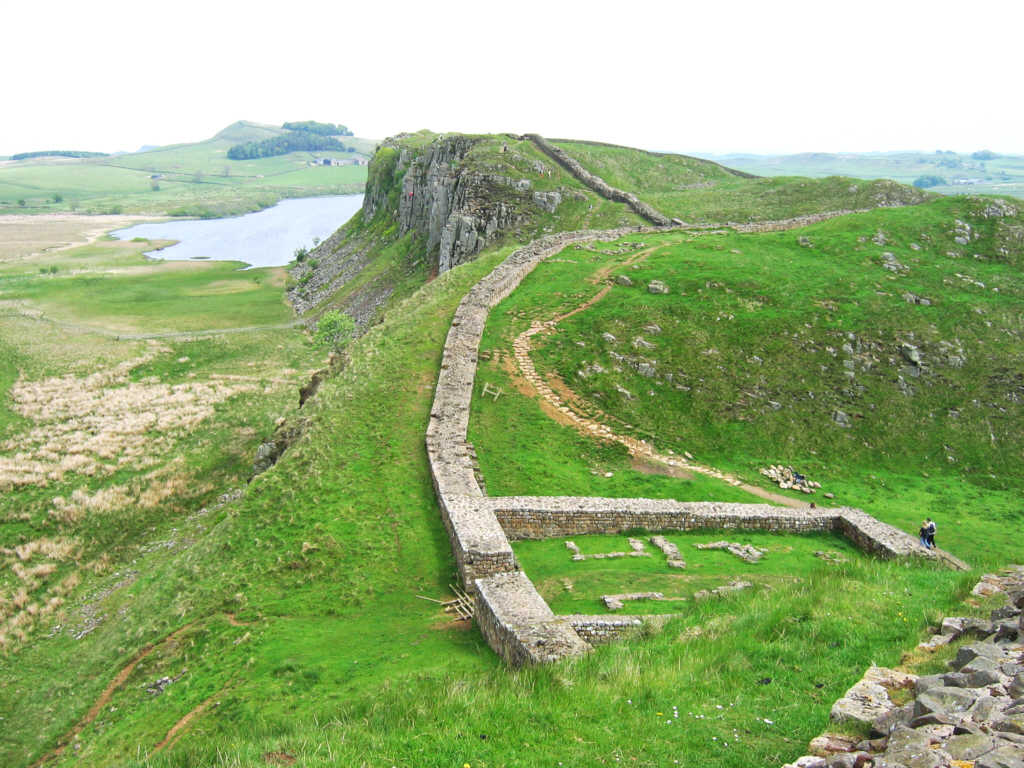
Vallum Hadriani (Muro de Adriano), en Britania.

- Historia antigua de la península ibérica
- Lenguas paleohispánicas
- Pueblos prerromanos de la península ibérica
  - Tartessos
  - Pueblos contemporáneos a la conquista romana de Hispania:
    - Pueblos de la zona oriental y meridional (franja mediterránea, Pirineos, valle del Ebro, Cordilleras Béticas y valle del Guadalquivir), genéricamente denominados iberos: layetanos, ausetanos, lacetanos, indigetes, ilergetes, iacetanos —relacionados más bien con los aquitanos—, suessetanos, sedetanos, edetanos, ilercavones, turdetanos, túrdulos, contestanos, oretanos, bastetanos, etc.
    - Pueblos de la zona occidental (actual Portugal) y central (Meseta central y el Sistema Ibérico): célticos, lusitanos, vetones, carpetanos, celtíberos, vacceos, etc.
    - Pueblos de la zona norte o franja cantábrica: galaicos, astures, cántabros, autrigones, várdulos, turmogos, berones, caristios, vascones, etc.
- Britania romana
- Galia
- Germania
- Hispania romana

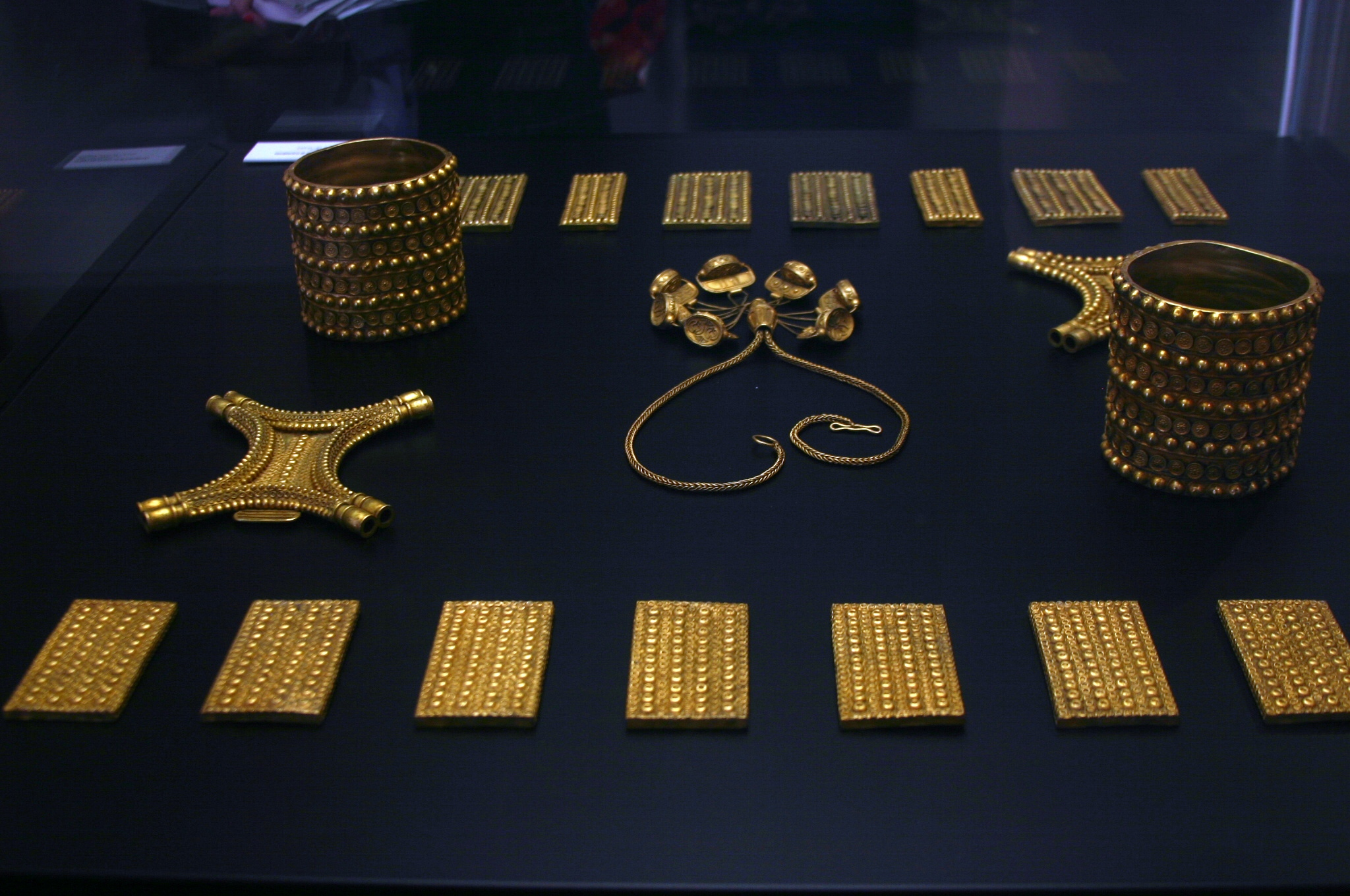
Tesoro de El Carambolo, atribuido a la cultura tartésica (suroeste de España).
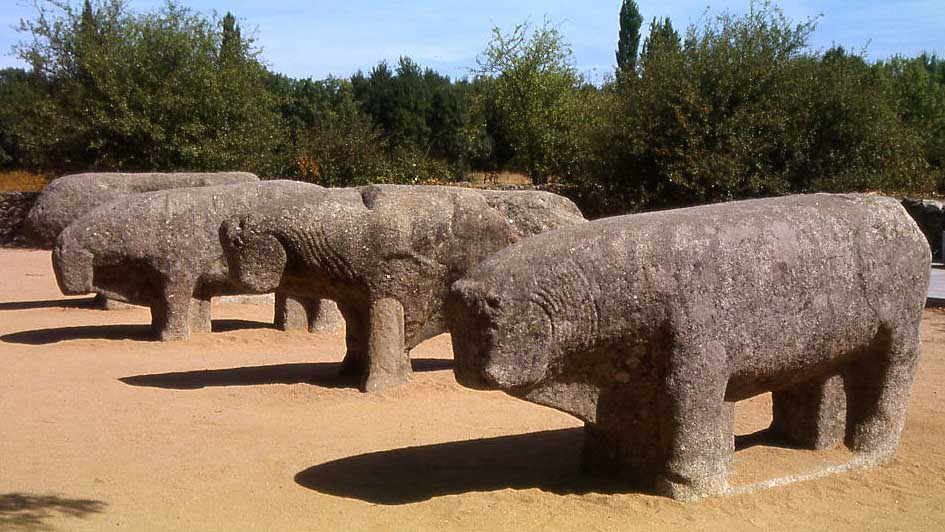
Toros de Guisando, esculturas prerromanas en Carpetania (centro de España).
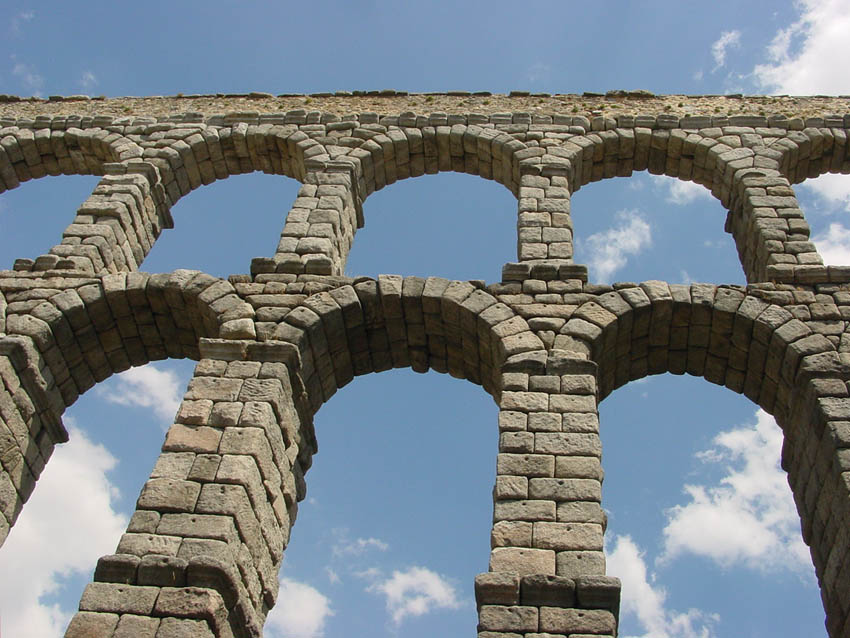
El Acueducto de Segovia es una de las muestras de la profunda romanización de Hispania. Conduce el agua una distancia superior a 15 km, salvando una profunda vaguada, hasta llegar al altozano ocupado por la ciudad, lo que le convierte en el acueducto romano más largo conservado.

### Italia y Roma antiguas

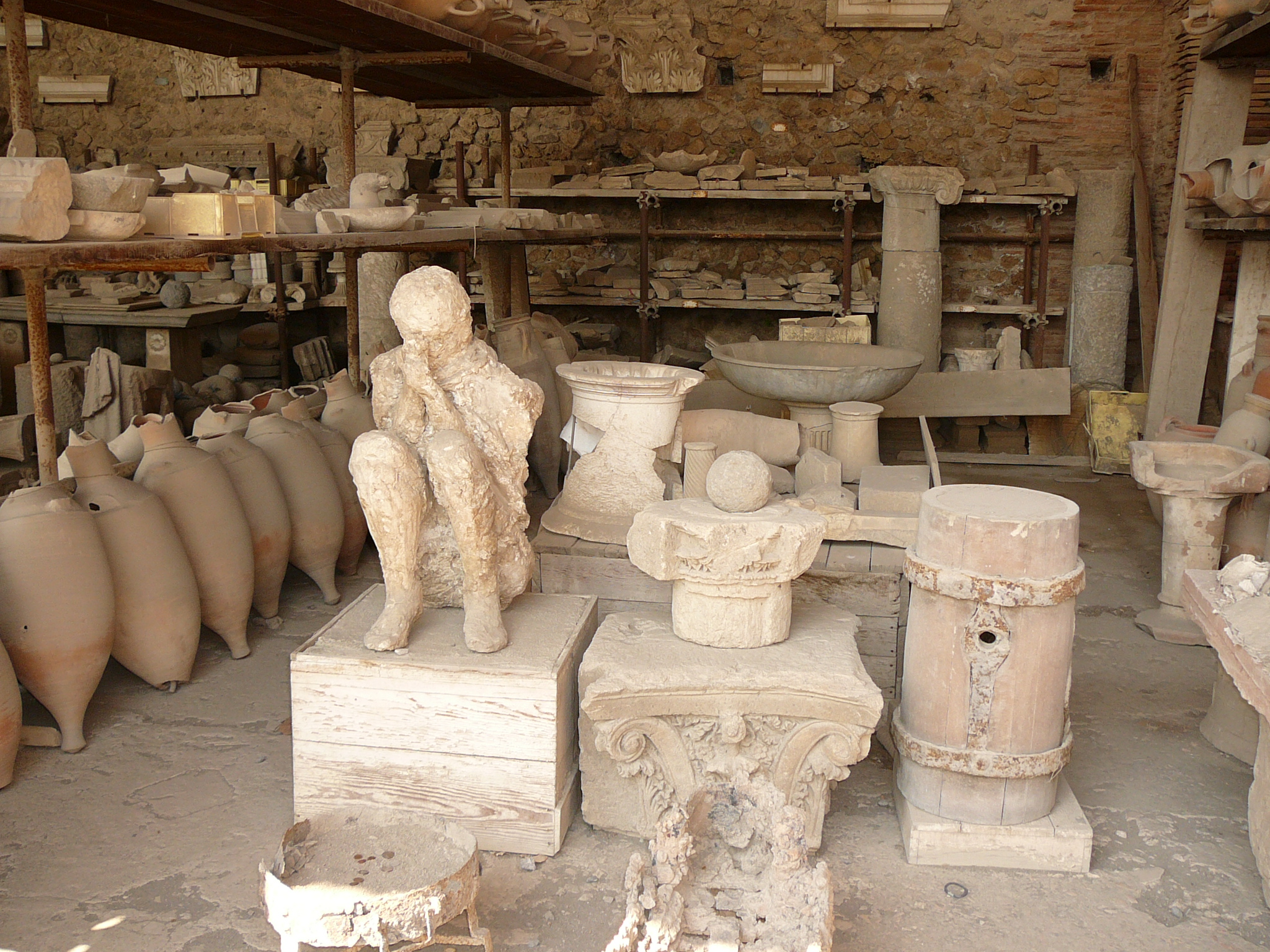
Molde de cadáver humano y objetos diversos de Pompeya

El Imperio romano tuvo un impacto muy superior a su propia extensión espacial (casi seis millones de kilómetros cuadrados, ya de por sí una de las mayores entre los imperios de todos los tiempos) y a su duración temporal (del 27 a. C. al 476 d. C. en Occidente y al 1453 en Oriente); por ser la institución política y la formación económico-social decisiva para la conformación de la civilización occidental, que en buena medida puede considerarse una pervivencia suya. A través de ella pervivieron sus conceptos jurídicos e institucionales (derecho romano, municipio romano, provincia romana, senado romano...), artísticos y culturales (arte y cultura clásica, urbanismo romano, vía romana, teatro romano, termas, acueductos...) y el propio idioma (el latín). La romanización fue un proceso que tuvo mucho de sincrético, puesto que incorporaba rasgos culturales de los pueblos conquistados. Muy especialmente se identificó con la civilización griega, a la que Roma reconocía como superior a la suya propia, excepto en cuestiones políticas y militares (Ex Oriente Lux, Ex Occidente Dux). En su periodo final, la aportación judeocristiana fue decisiva.

Frescos etruscos de la «tumba de los leopardos» (Tarquinia), donde se representa un simposion, costumbre social de clara influencia griega, representado aquí con el colorido y la concepción festiva propios de la pintura etrusca. Los etruscos desarrollaron una civilización con características orientalizantes dentro del ámbito itálico, del que fueron la potencia dominante hasta que Roma, la capital latina que estuvo sometida a reyes etruscos (Monarquía romana), se terminó imponiendo en los primeros tiempos de la República (del siglo V a. C. al siglo III a. C.).
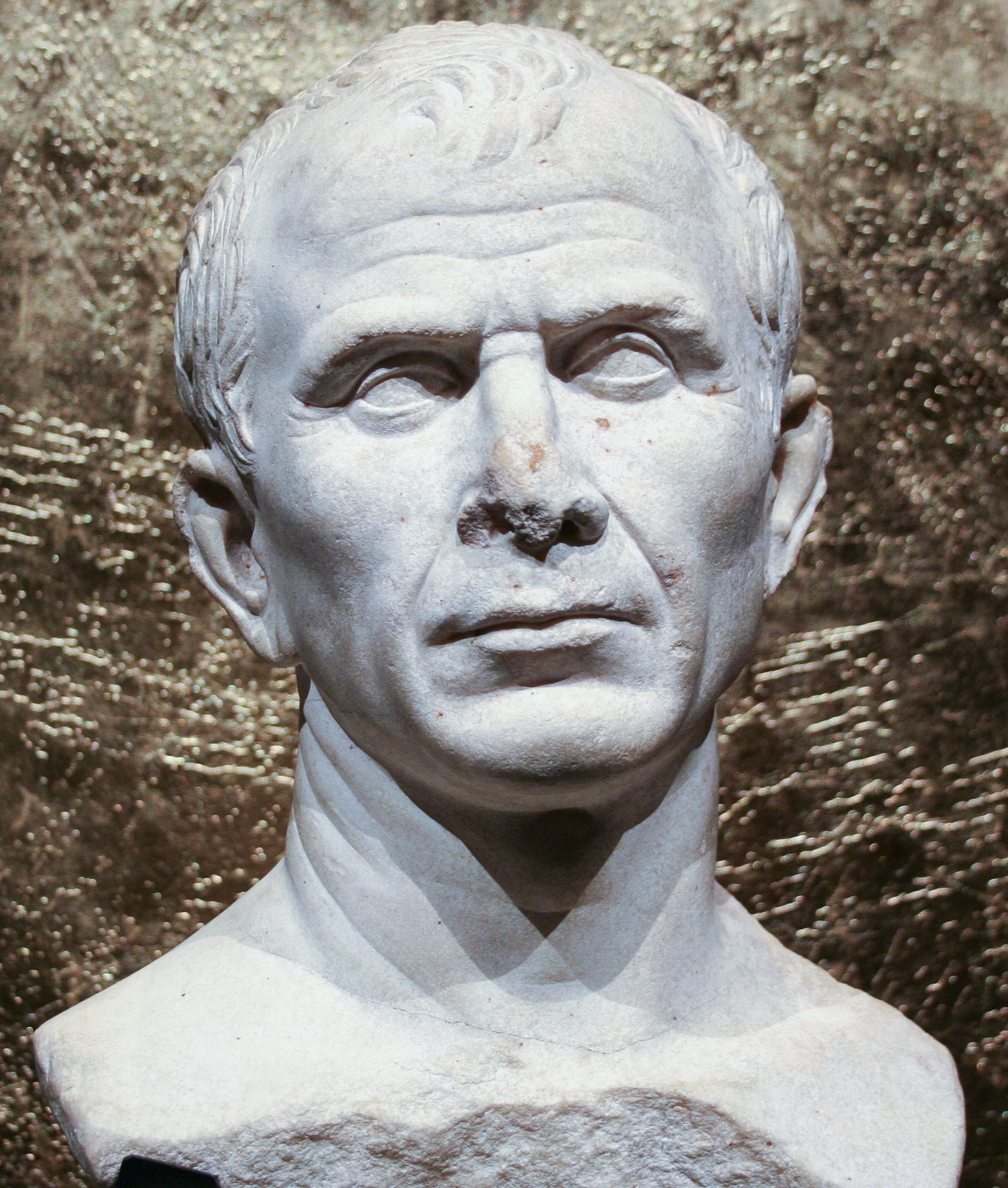
Busto de Julio César, el último «hombre fuerte» de la República (otros fueron Cayo Mario, Sila o su principal rival, Pompeyo), y antecesor inmediato del Imperio romano, que diseñó su heredero Octavio Augusto bajo la forma de principado (finales del siglo I a. C.). La expansión territorial de Roma y las guerras civiles republicanas significaron socialmente la superación de la oposición inicial entre patricios y plebeyos y la constitución de un modo de producción esclavista que encumbró a una poderosísima aristocracia.
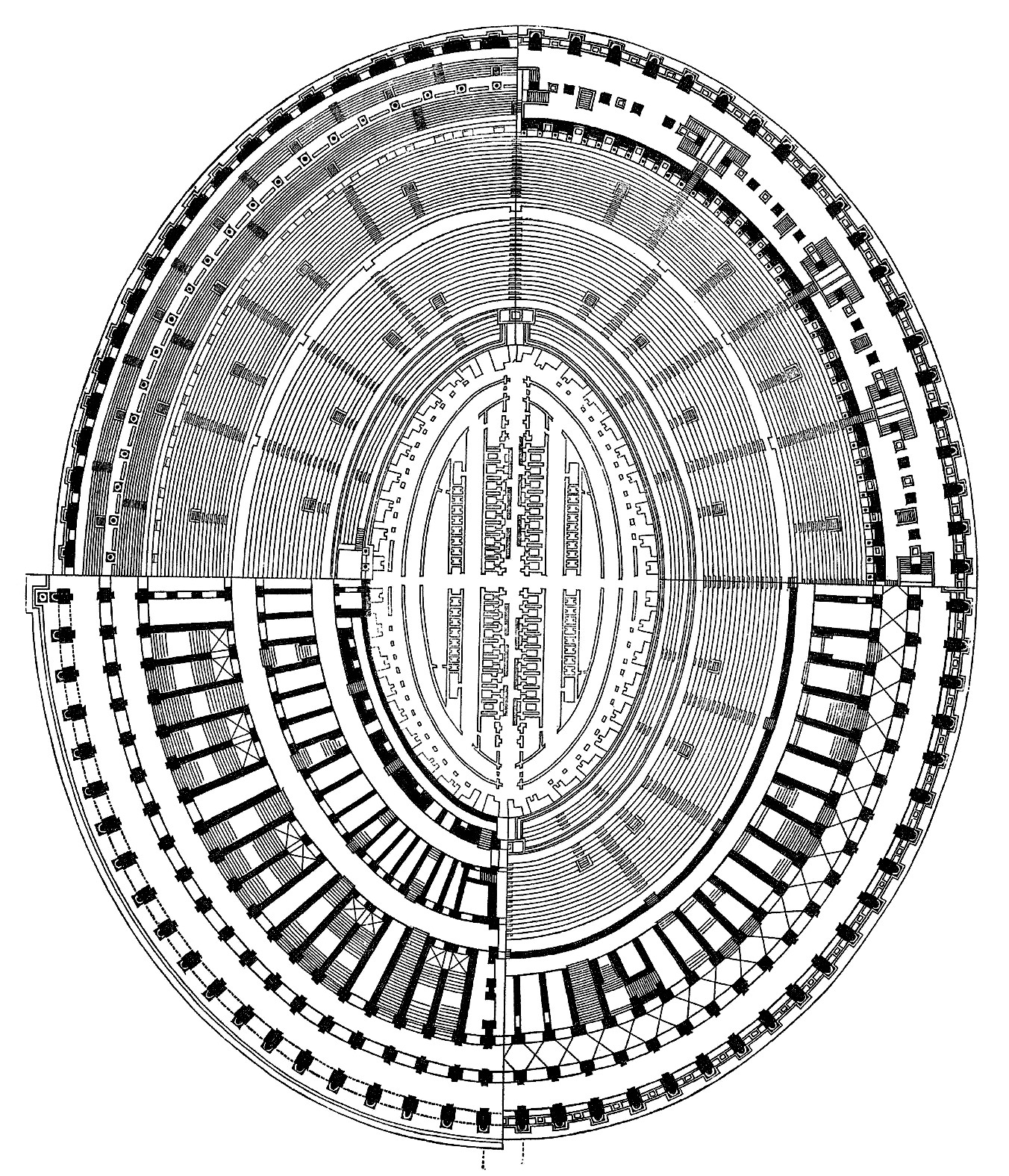
Planta del Coliseo de Roma o Anfiteatro Flavio, donde se sentaban 5000 espectadores a observar espectáculos sangrientos como batallas entre gladiadores o con fieras salvajes, e inclusive batallas navales (naumaquias). La expresión panem et circensis (‘pan y circo’) declaraba la intención demagógica de halagar y embrutecer a las masas populares al tiempo que se garantizaba su apoyo a la figura imperial; de modo similar a como lo habían hecho los dirigentes de la fase final de la República romana.
Fases de la expansión territorial de Roma, desde el Lacio inicial hasta la máxima extensión en tiempos de Trajano (siglo II), y la posterior división del imperio y caída de Occidente.

### Balcanes y Europa Oriental antiguos

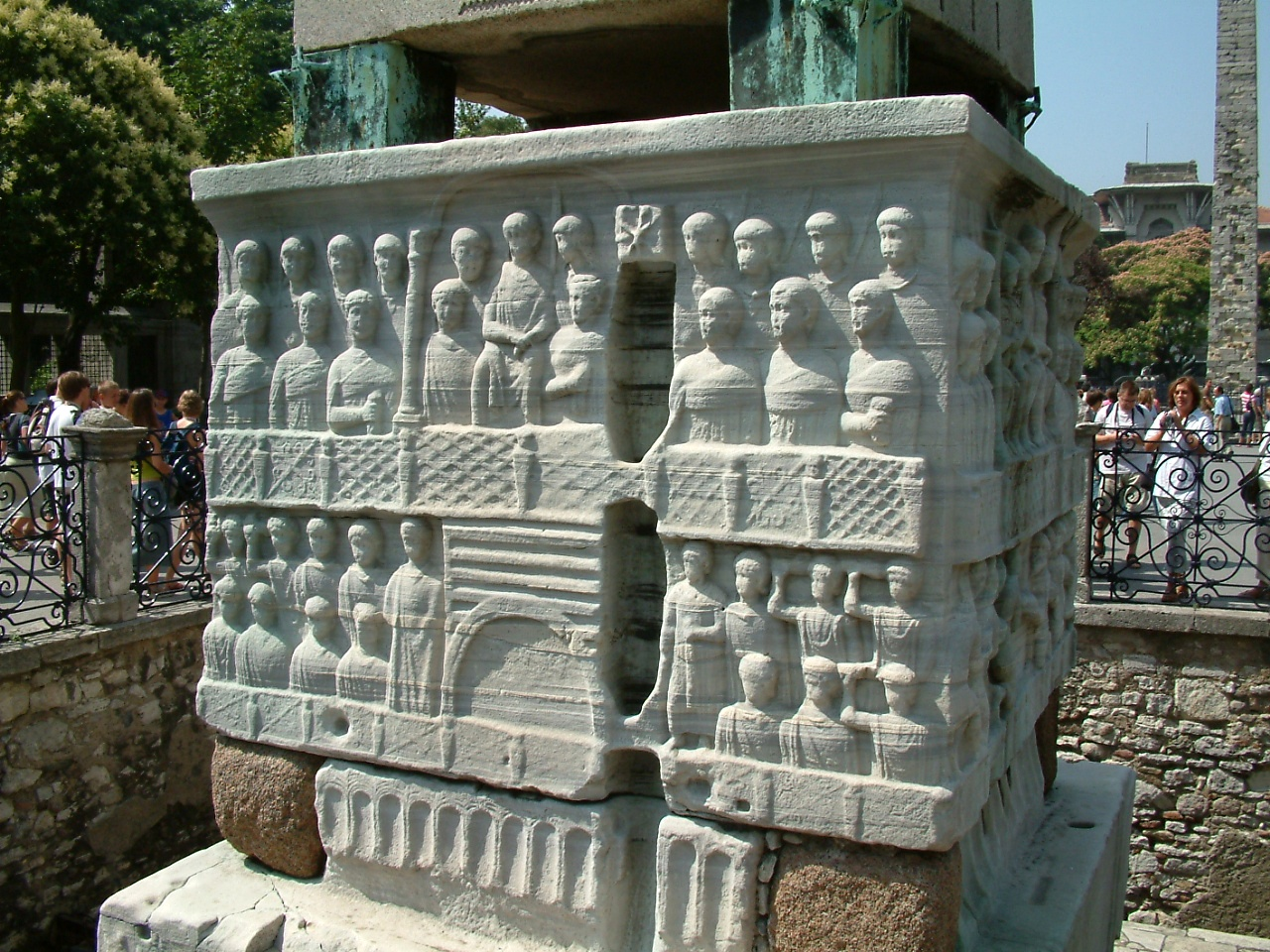
Base del Obelisco de Teodosio en Constantinopla, la Nueva Roma creada en la antigua colonia griega de Bizancio, en una localización de excepcional valor estratégico. Aparece su corte imperial presidida por un crismón. Tras la crisis del que inicia una secular transición del esclavismo al feudalismo, el Bajo Imperio romano desarrolló la nueva estructura política del Dominado con las reformas de Diocleciano, se cristianizó a partir del edicto de Milán de Constantino (313) y se dividió entre un Occidente ruralizado y sometido a las invasiones germánicas del y un Oriente que resistió y se prolongó durante toda la Edad Media convertido en Imperio bizantino.

- Primeras civilizaciones metalúrgicas del sureste de Europa
- Ilirios
- Peonios
- Dacios
- Macedonios
- Tracios
- Escitas
- Sármatas
- Wendos (venedi o proto eslavos).
- Reino de Epiro
- Guerras Pírricas
- Guerras Ilíricas
- Panonia
- Iliria
- Ilírico
- Dalmacia
- Tracia
- Dacia
- Mesia
- Escitia
- Reino del Ponto
- Reino del Bósforo
- Espartócidas
- Tauros (tauroi o tauri)
- Historia de Crimea (Crimea)
- Crimea griega
- Crimea romana
- Bizancio

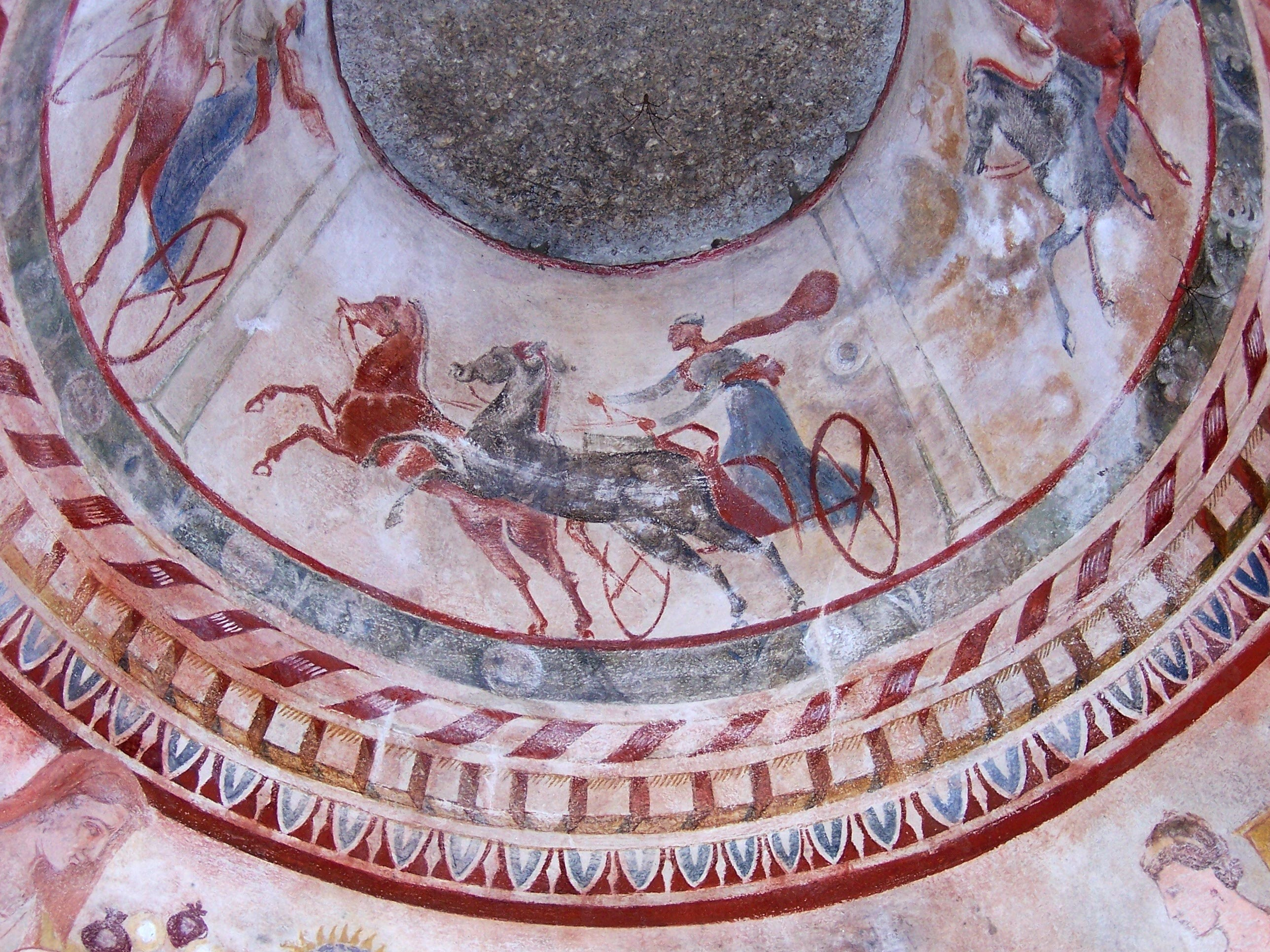
Tumba tracia de Kazanlak (en Bulgaria).
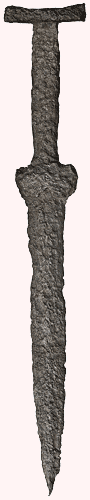
Acinaces de hierro escita (siglo VII al V a. C.).

## Eurasia Septentrional antigua
- Historia de Siberia
- Lenguas urálicas
- Lenguas túrquicas
- Lenguas mongólicas
- Lenguas ugrofinesas
- Lenguas samoyedas

## Asia Central y Meridional antiguas

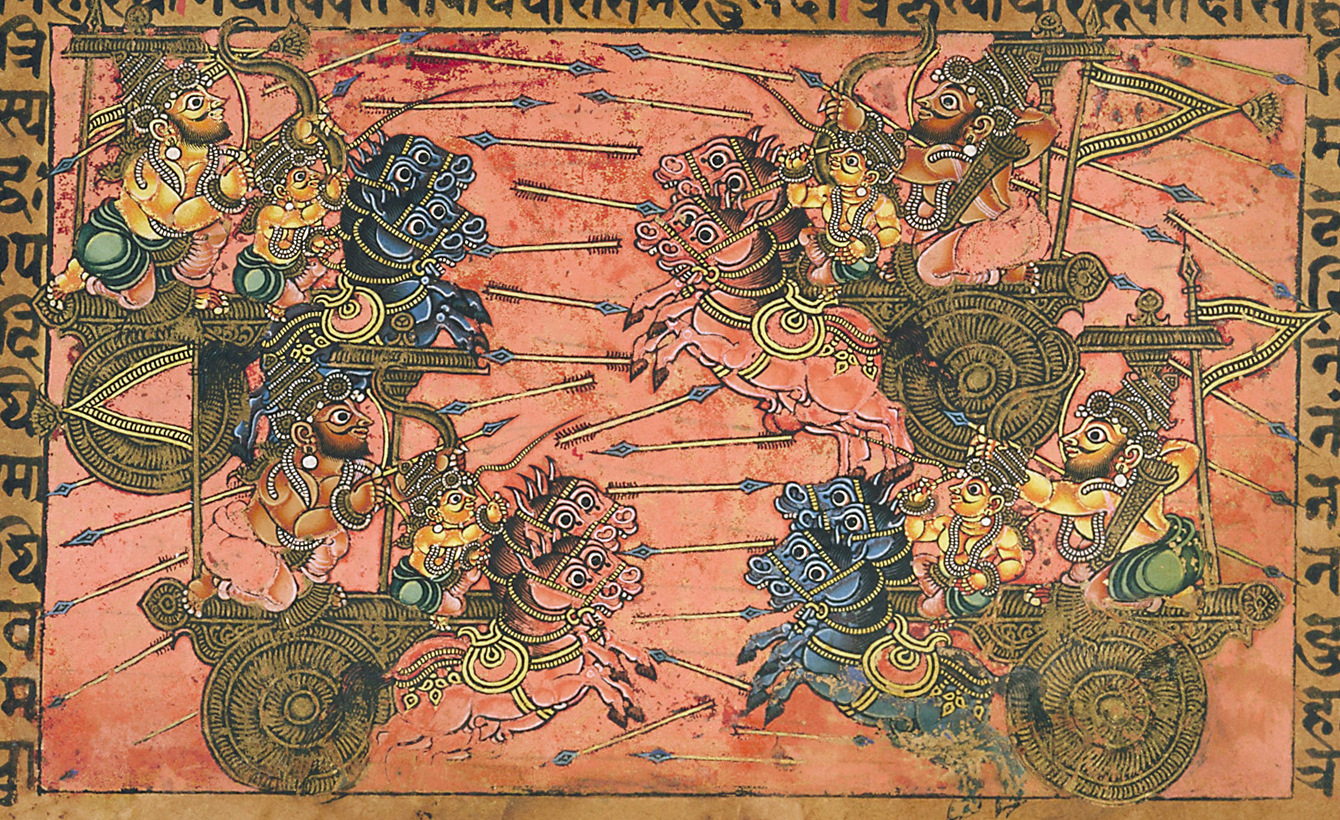
Representación moderna de un pasaje del texto Majabhárata (la mítica guerra de Kurukshetra), junto al texto en sánscrito.

Las estepas del Asia Central tuvieron históricamente una estrecha relación (dialéctica de pueblos nómadas y sedentarios) con la llanura del Indostán, y esta con la península del Decán. La conexión por tierra con el Oriente Medio a través de los desiertos de Irán fue, en cambio, más comprometida, mientras que la navegación por el mar Arábigo permitió rutas más fluidas. No obstante, todas ellas fueron experimentadas, a veces en el transcurso de la misma expedición, como fue el caso de la de Alejandro Magno (326 a. C.).
- Asia Central
- Asia Meridional
- Cultura del valle del Indo
- Arios
- Magadha
- Imperio mauriya
- Pueblos túrquicos
- Hunos y Heftalitas
- Escitas
- Civilización del Oxus (complejo arqueológico Bactria-Margiana).
- Cultura de Andrónovo
- Corasmia
- Bactriana
- Sogdiana
- Margiana
- Beluchistán
- Gedrosia
- Tocarios
- Imperio kushān
- Lenguas indoeuropeas
- Sánscrito
- Lenguas elamo-drávidas

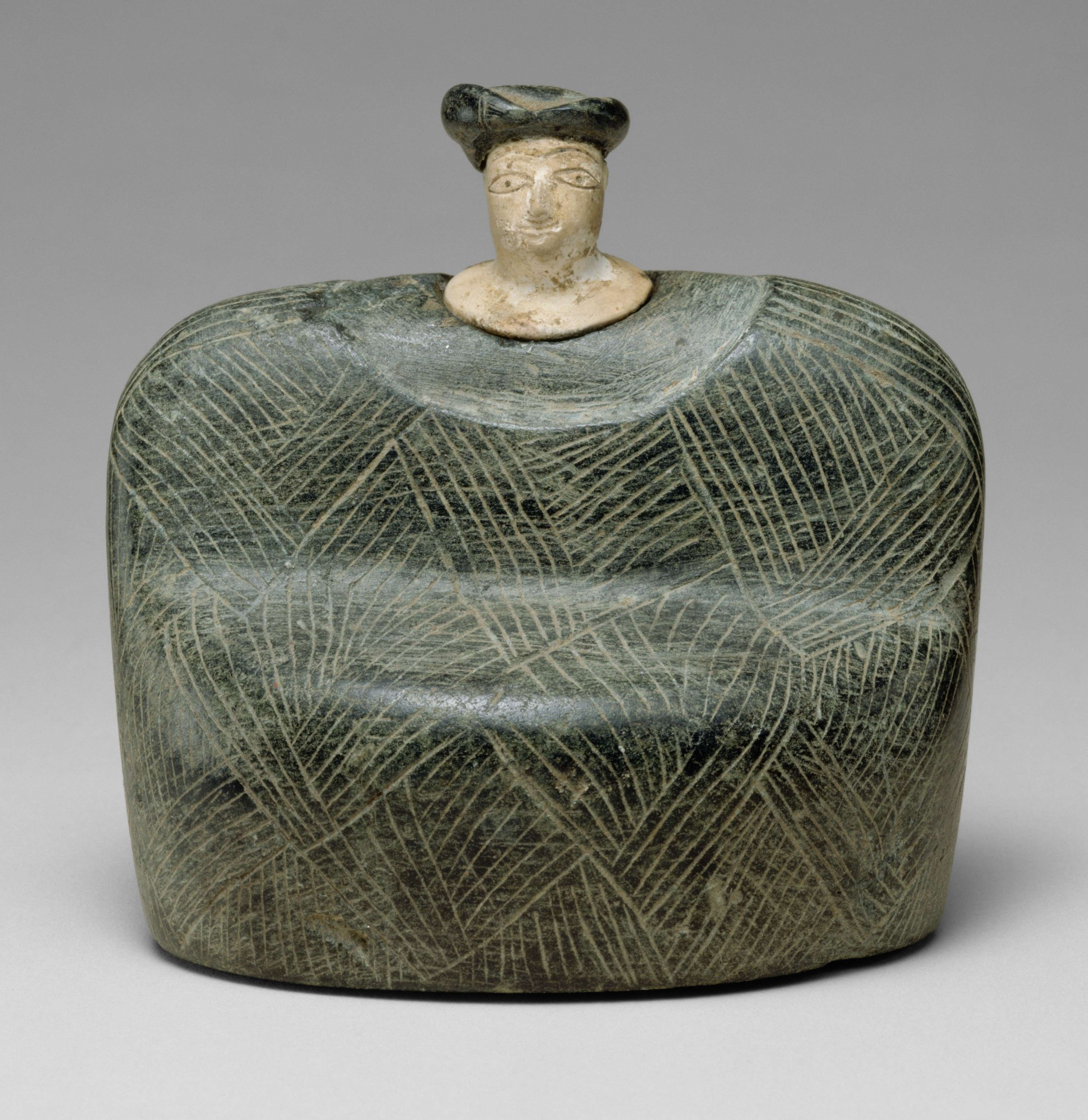
Mujer sentada, terracota pintada de la civilización del Oxus, hacia el 2000 a. C.
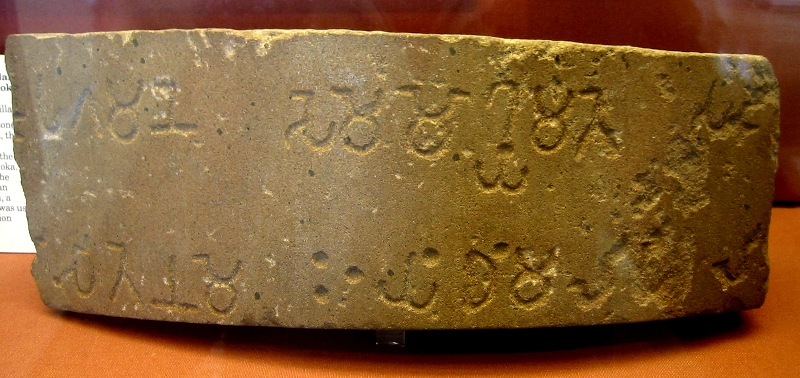
Fragmento del sexto decreto del Pilar de Asoka, hacia el 238 a. C. Procede probablemente del Pilar Meerut, en Uttar Pradesh (India). Hoy se encuentra en el Museo Británico.

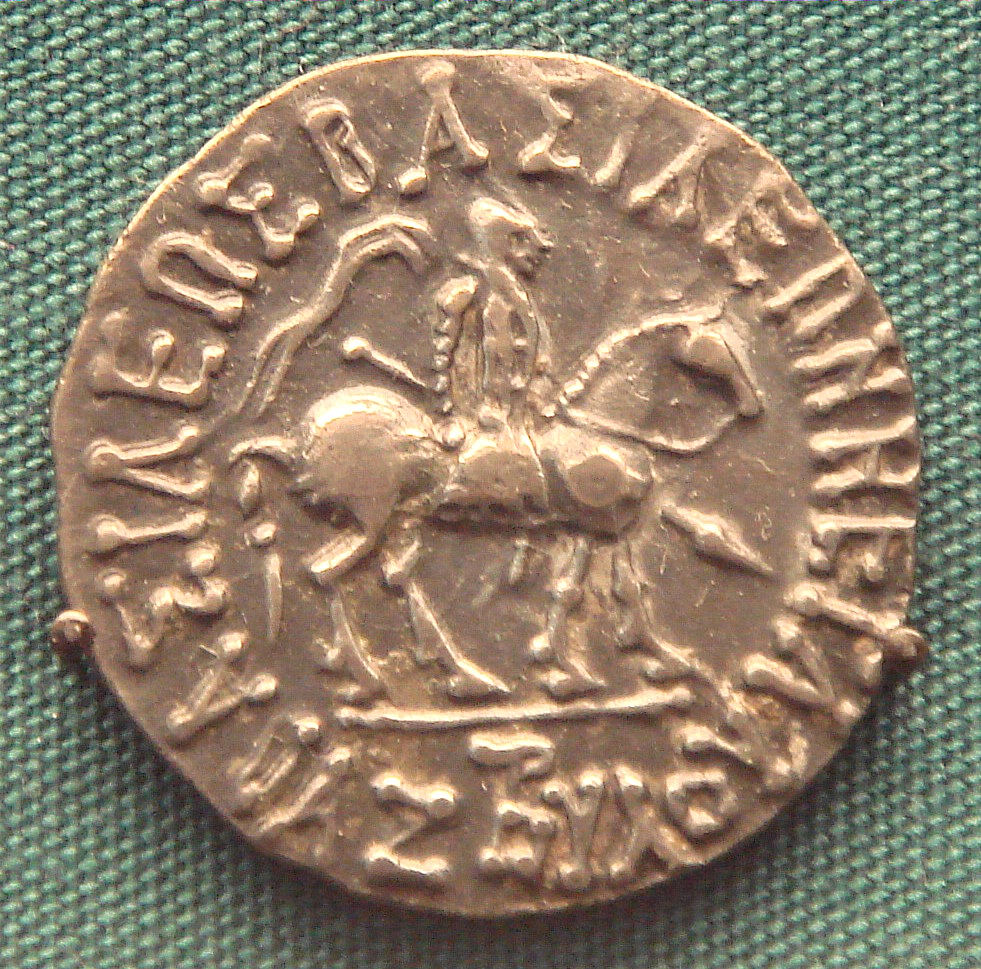
Moneda de Azes I, rey indogriego-escita del
Ladera que contenía los Budas de Bamiyan (Afganistán, hacia el), destruidos por los talibanes en 2005.

- Historia de Afganistán
- Historia de Uzbekistán
- Historia de Turkmenistán
- Historia de Tayikistán
- Historia de Pakistán
- Historia de la India
- Ruta de la seda
- Hinduismo
- Rig-veda
- Majabhárata
- Ramayana
- Budismo
- Jainismo
- Grecobudismo
- Nestorianismo

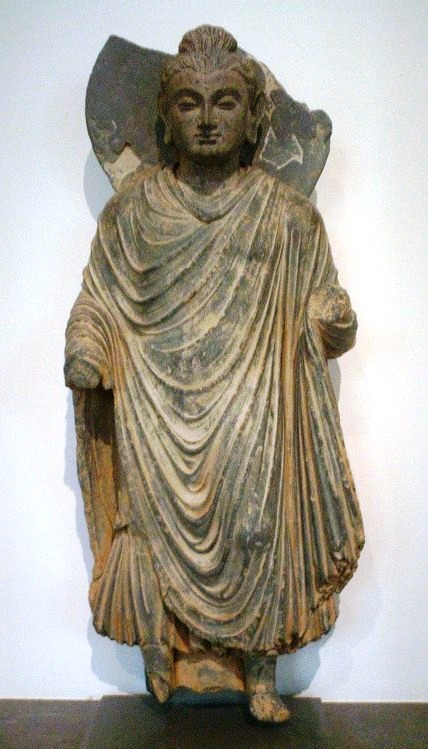
Buda de estilo Gandhara

- Moneda de Azes I, rey indogriego-escita del siglo I a. C.
- Ladera que contenía los Budas de Bamiyan (Afganistán, hacia el siglo V), destruidos por los talibanes en 2005.

## Extremo Oriente antiguo

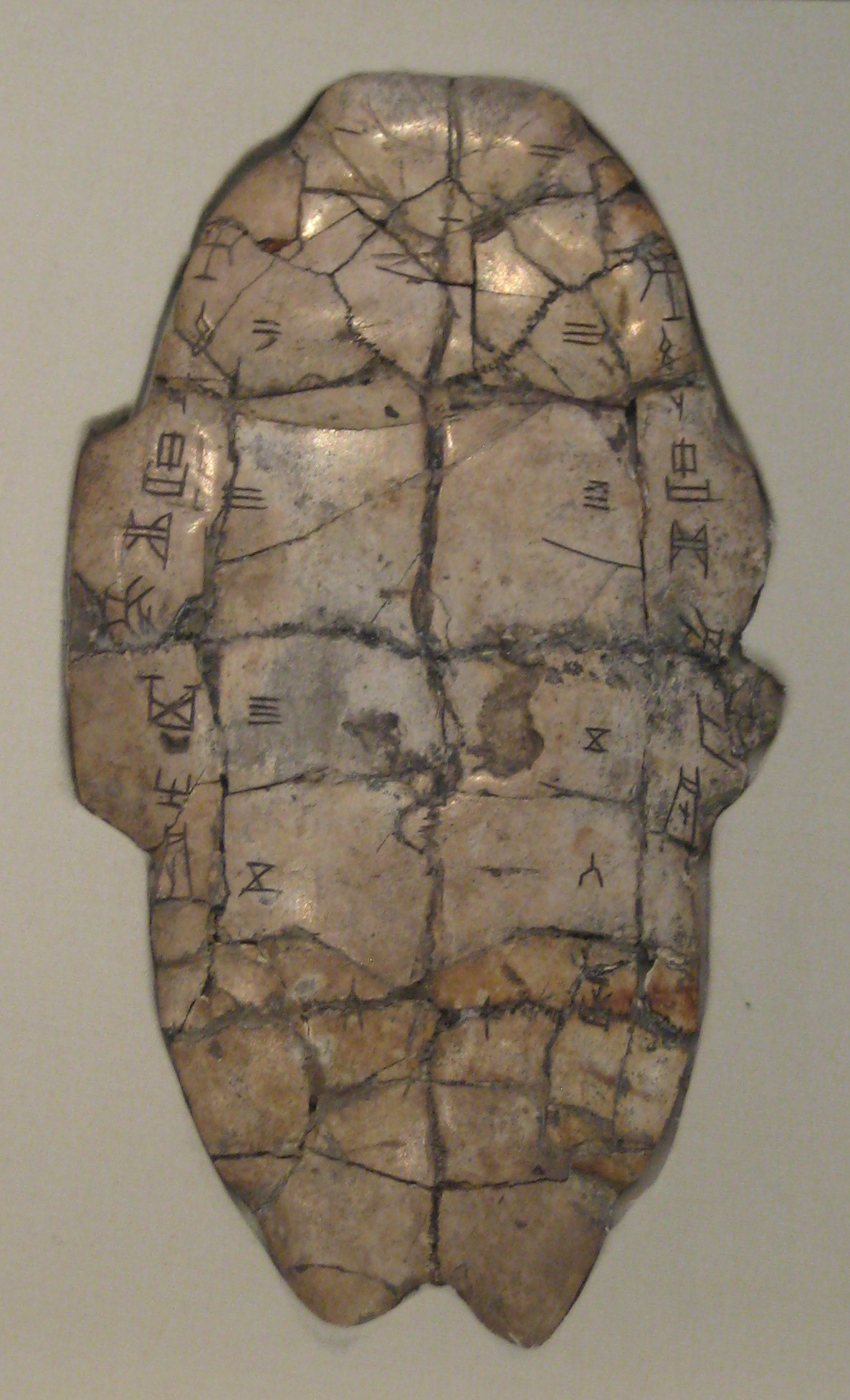
Inscripción antigua en caracteres chinos sobre caparazón de tortuga

El aislamiento geográfico de esta zona está marcado por las más altas cordilleras del mundo: el Himalaya, el Altái, el Hindu Kush, el Tian Shan, el Pamir y el Karakorum; y algunos de los más extensos y secos desiertos: el Taklamakán y el Gobi. Incluso las comunicaciones marítimas entre India y China son dificultosas (exposición a los monzones, prolongada navegación por la interposición de la península de Indochina y la península de Malaca que obliga a cruzar por zonas como el estrecho de la Sonda o el estrecho de Malaca). Aun así, existieron contactos, como testimonia la continuidad de rutas comerciales y la difusión de tecnologías, alfabetos y religiones (el hinduismo al Sureste asiático y el budismo a Tíbet, China y Japón). No obstante, la dificultad de ese contacto se percibía como resultado de un viaje de dimensiones míticas (Viaje a Occidente).
- Historia de China
- Historia de Japón
- Historia de Corea
- Historia de Vietnam
- Historia de Tailandia
- Historia de Camboya
- Historia de Laos
- Historia de Indonesia
- Historia de Birmania
- Historia del Tíbet
- Historia de Mongolia
- Lenguas sino-tibetanas
- Lenguas túrquicas
- Lenguas mongolas
- Lenguas tunguses
- Lenguas austronesias
- Lenguas malayo-polinesias

- Carro de guerra del ejército de terracota, que custodiaba la impresionante tumba del Qin Shi Huang, primer Emperador de China (siglo III a. C.)
- Piezas de bronce en forma de espada usadas como moneda. Estado Yan, Reinos Combatientes, China, siglo IV a. C. al siglo II a. C.
- Fresco chino del siglo IX representando a monjes budistas; el de la izquierda con rasgos tocarios. Grutas Bezeklik o Grutas de los Mil Budas, ubicadas en Qian Fo Dong, cuenca del Tarim, Sinkiang, en la región autónoma de los uigures (China).

- Tocarios
- Mongoles
- Ordos
- Altái; oiratos y pueblo calmuco.
- Pueblos túrquicos
- Pueblos tunguses
- Hunos
- Uigures
- Xiongnu
- Etnia han
- Ainu
- Japoneses
- Coreanos
- Cingaleses
- Javaneses
- Malayos
- Tagalos[13]
- Camboyanos
- Vietnamitas
- Religión tradicional china
- Mitología china
- Confucionismo
- Taoísmo
- Budismo
- Majaiana
- Mitología japonesa
- Shinto
- Zen

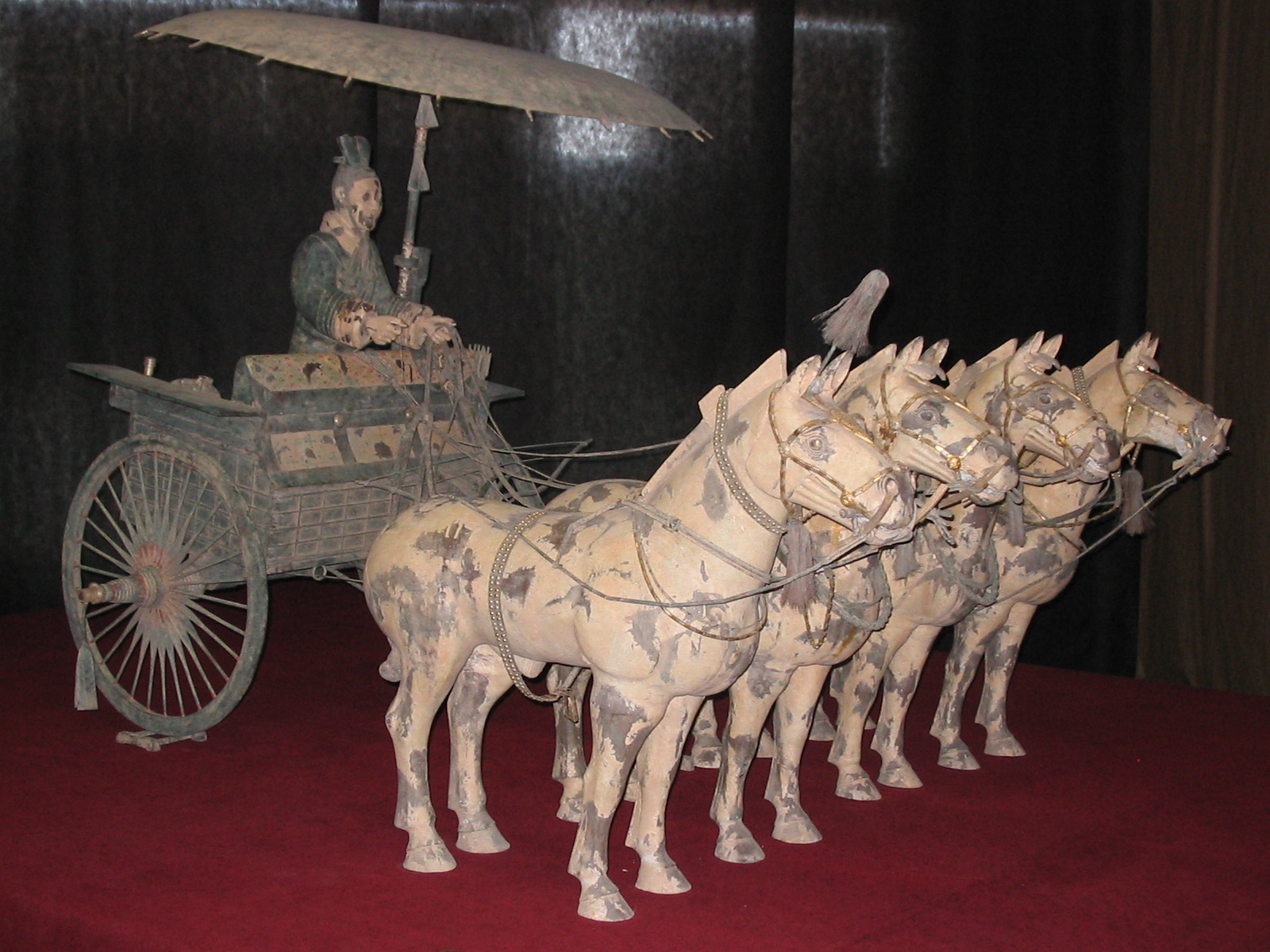
Carro de guerra del ejército de terracota, que custodiaba la impresionante tumba del Qin Shi Huang, primer Emperador de China
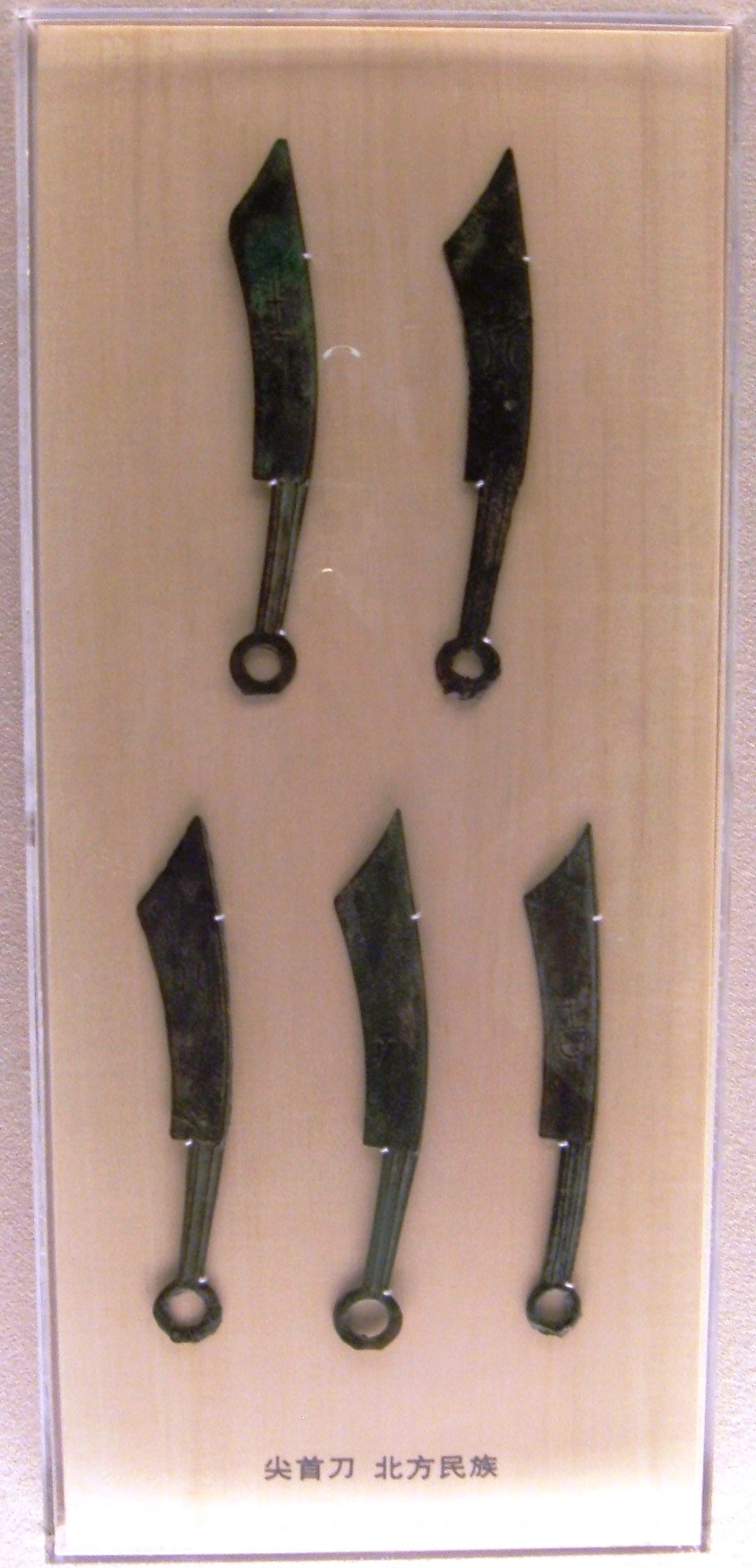
Piezas de bronce en forma de espada usadas como moneda. Estado Yan, Reinos Combatientes, China, al
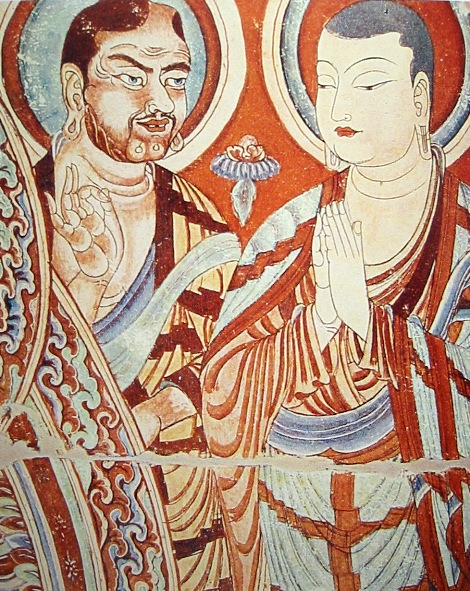
Fresco chino del representando a monjes budistas; el de la izquierda con rasgos tocarios. Grutas Bezeklik o Grutas de los Mil Budas, ubicadas en Qian Fo Dong, cuenca del Tarim, Sinkiang, en la región autónoma de los uigures (China).

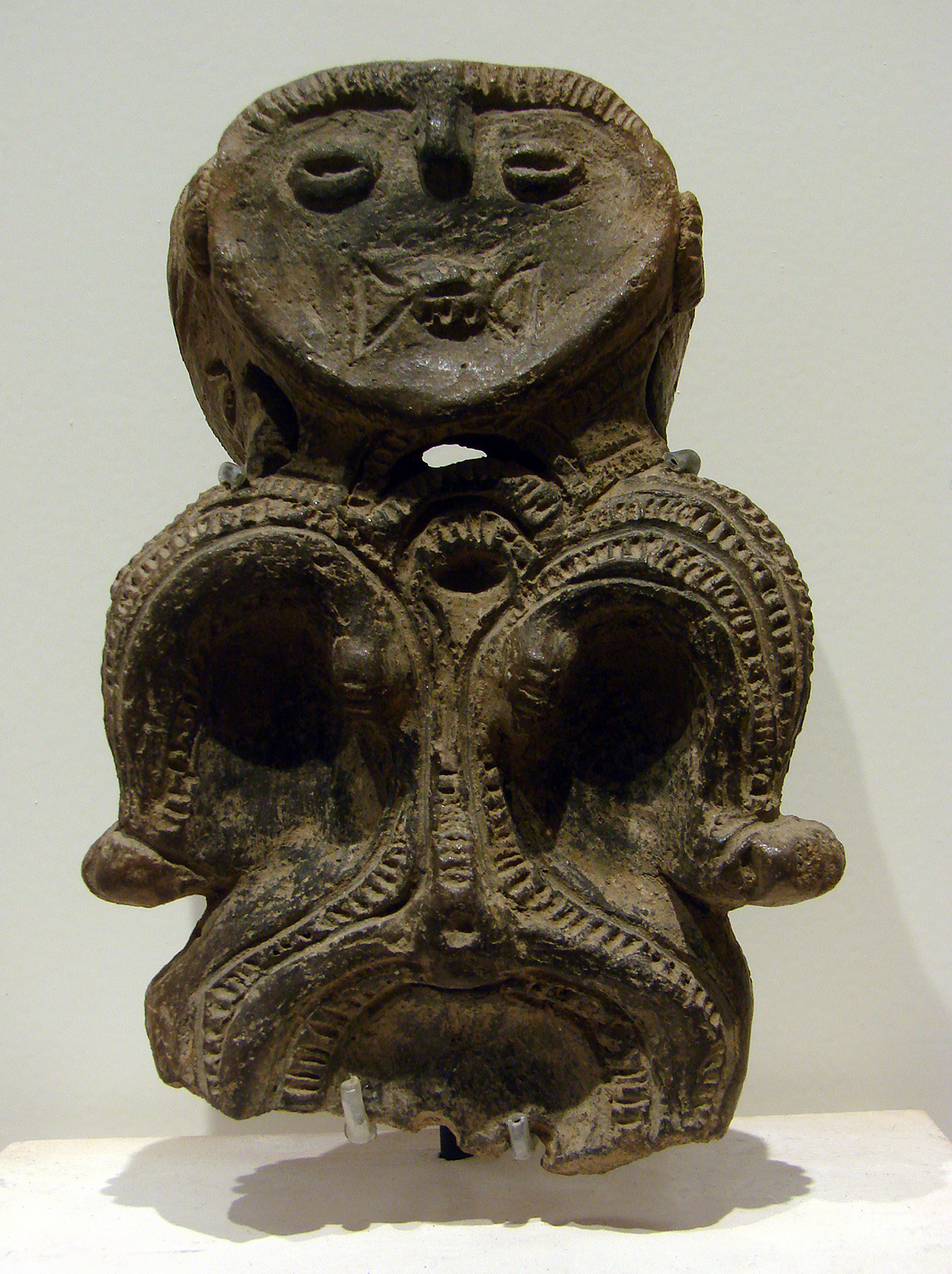
Figura de finales del periodo Jomon (Japón, del al).

- Hinduización de la Península Indochina

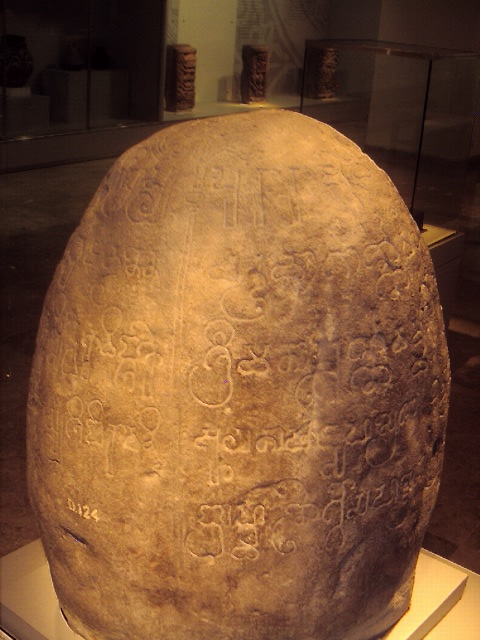
Prasasti (piedra con inscripciones) de la era de Purnawarman, rey de Tarumanagara (Tugu, Yakarta, isla de Java, Indonesia, siglo V a. C.), una civilización altamente influida por la hindú
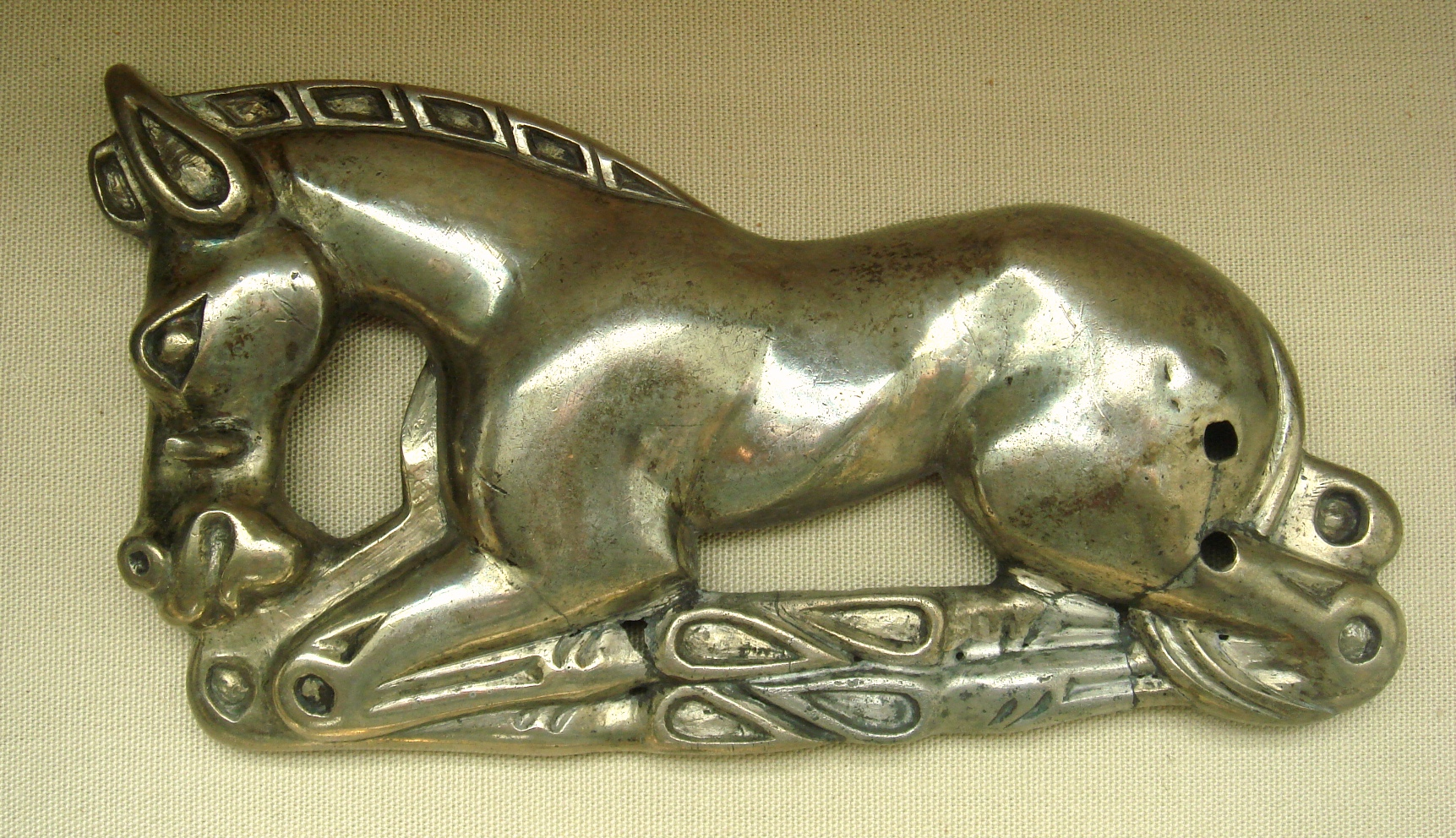
Caballo de plata de la cultura de los Ordos, un pueblo del Desierto de Ordos (Mongolia Interior, actual China), siglo IV a. C. al siglo I a. C.
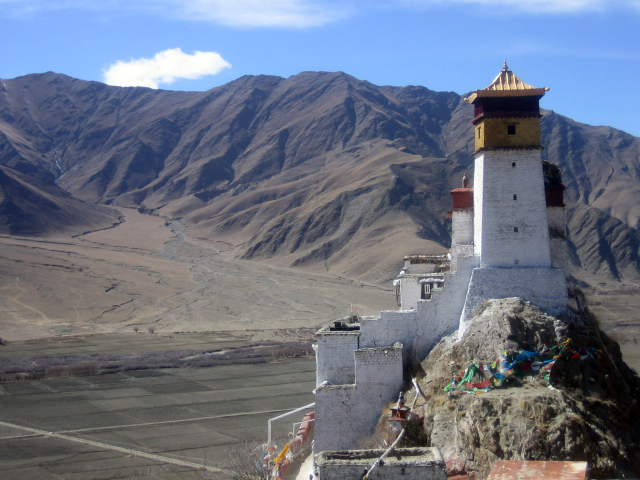
Yumbulagang, fortaleza que se considera la primera construcción edificada en Tíbet, y que habría sido fundada por su mitológico primer rey, Nyatri Tsenpo (hacia el siglo II a. C.)
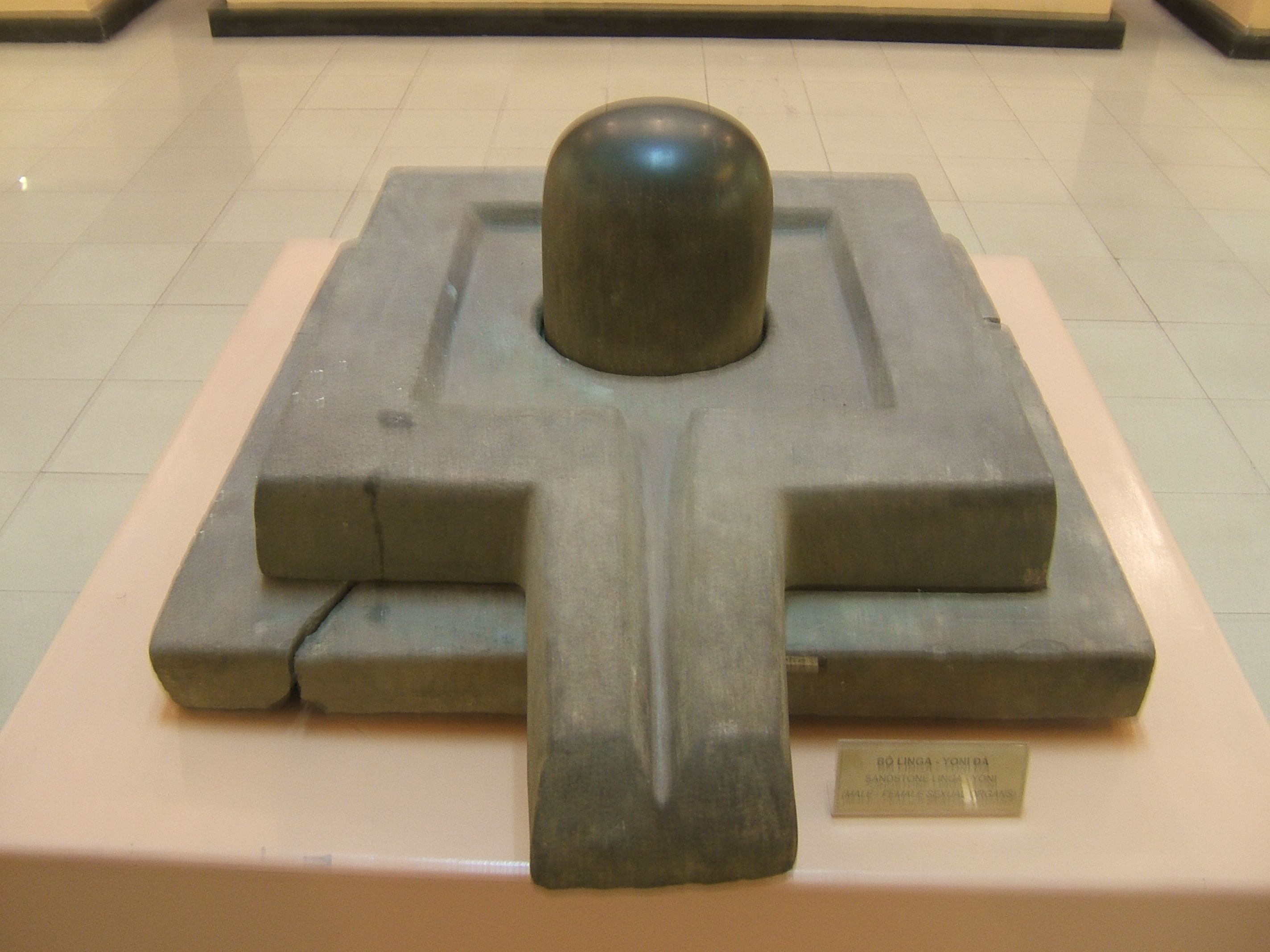
Linga del santuario de Cát Tiên (Vietnam), enigmático yacimiento con dataciones desde el siglo IV

## África Subsahariana antigua

Civilizaciones africanas antes de la colonización europea

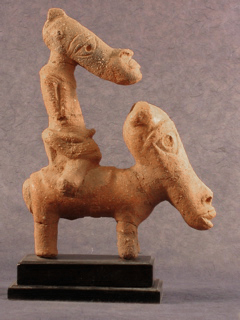
Jinete de terracota, Cultura nok (actual Nigeria).

El desierto del Sahara y las dificultades del curso superior del Nilo supusieron dos formidables barreras geográficas que provocaron una discontinuidad cultural muy importante entre el Norte de África y el África Subsahariana. No obstante, fueron lo suficientemente permeables como para permitir el contacto mediante rutas caravaneras con la zona del río Níger y el golfo de Guinea, y el contacto a través del mar Rojo con Eritrea y Etiopía, zonas fuertemente vinculadas a la península arábiga. El caso especial de Madagascar es consecuencia de la procedencia de la población malgache, relacionada a través del océano Índico con otras poblaciones malayo-polinesias.

## América antigua
En la América precolombina, surgieron dos centros civilizatorios distintos: la región andina hacia el 0 a. C. y Mesoamérica hacia el 0 a. C.

### Andes antiguos

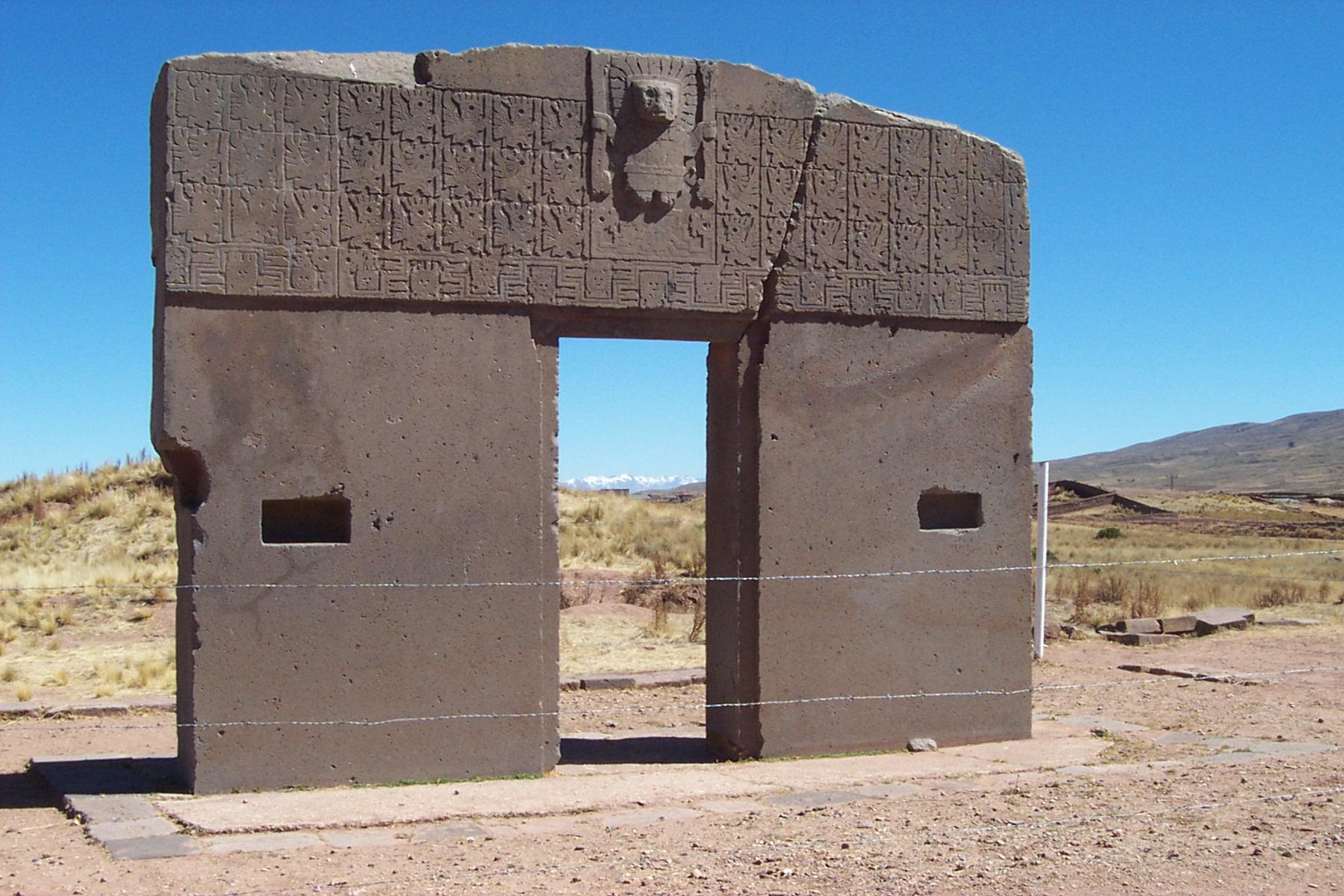
Puerta del Sol (Tiahuanaco, Bolivia).
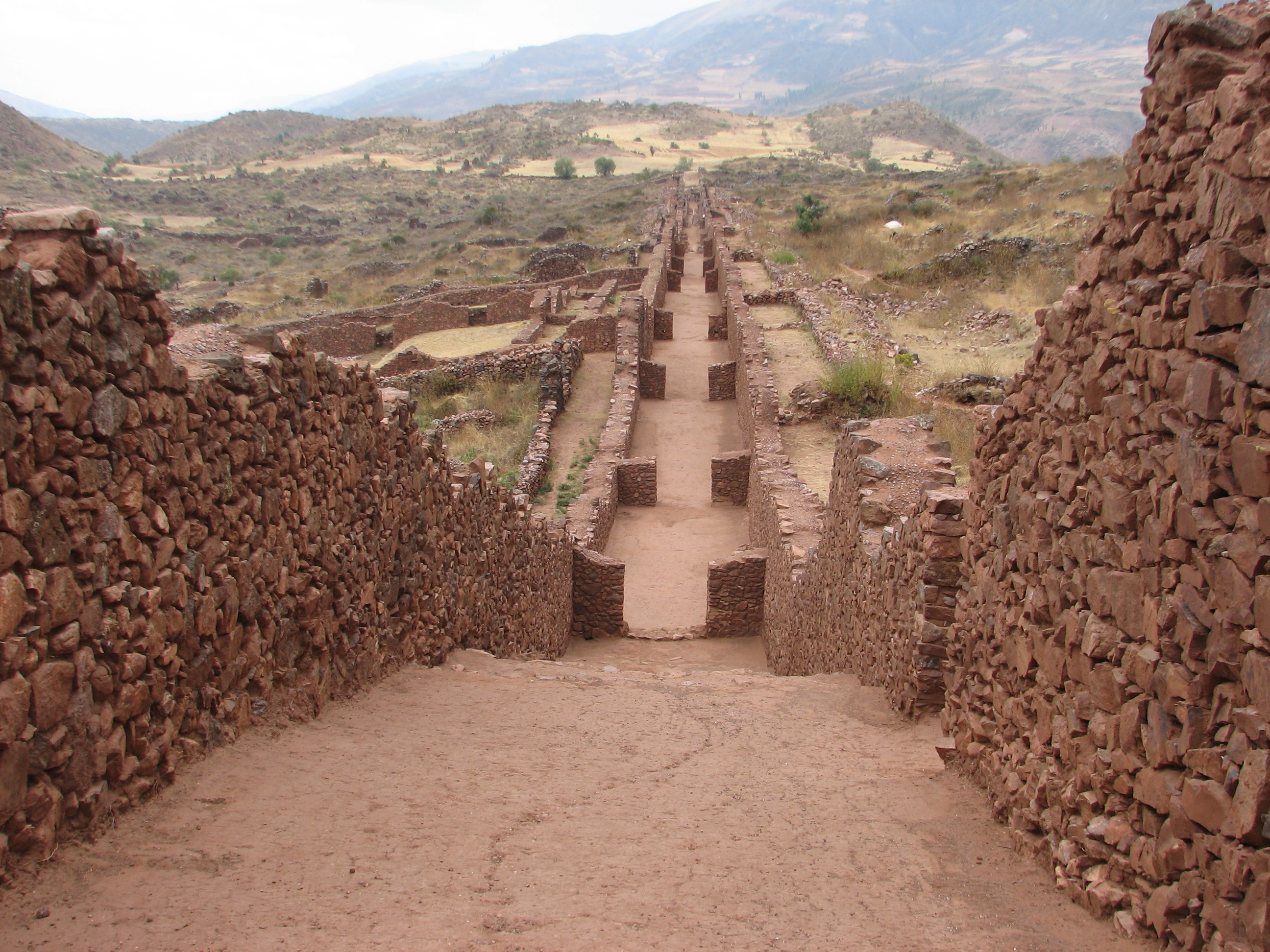
Calle de Piquillacta (cultura Huari), Perú, siglo VI al XII d. C.
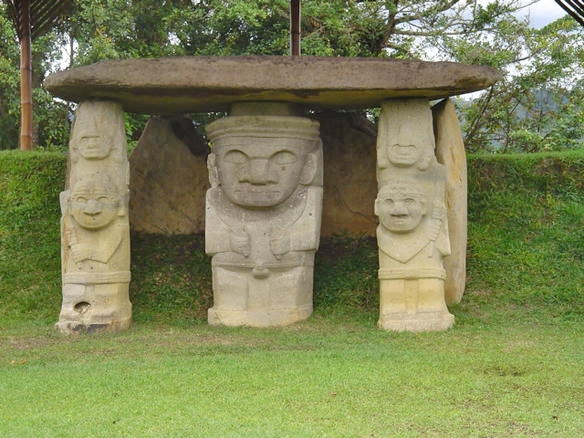
Tumba cromada de la Cultura San Agustín, Colombia, siglo VII a. C.
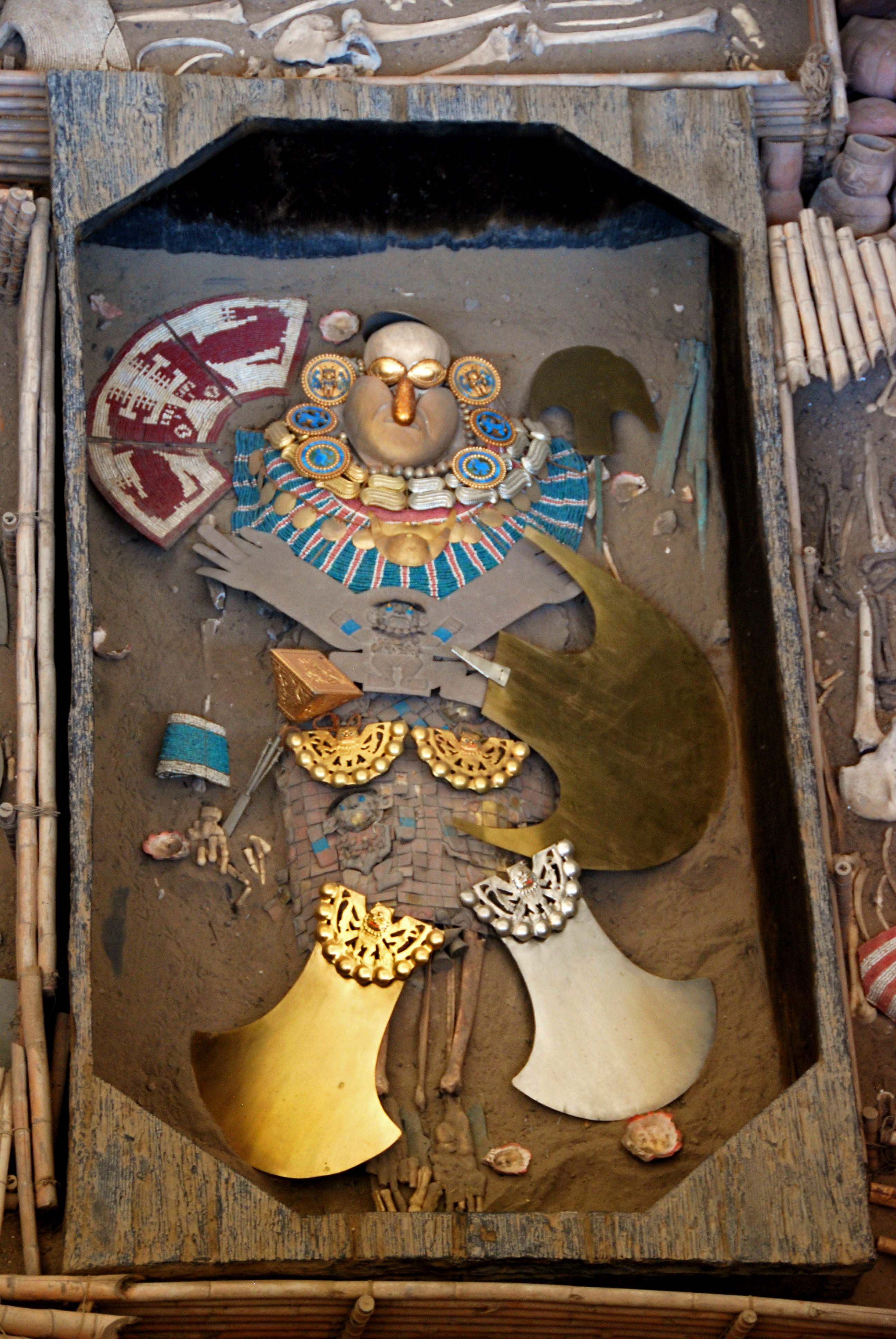
Tumba del Señor de Sipán (Cultura Mochica, Perú, siglo III).
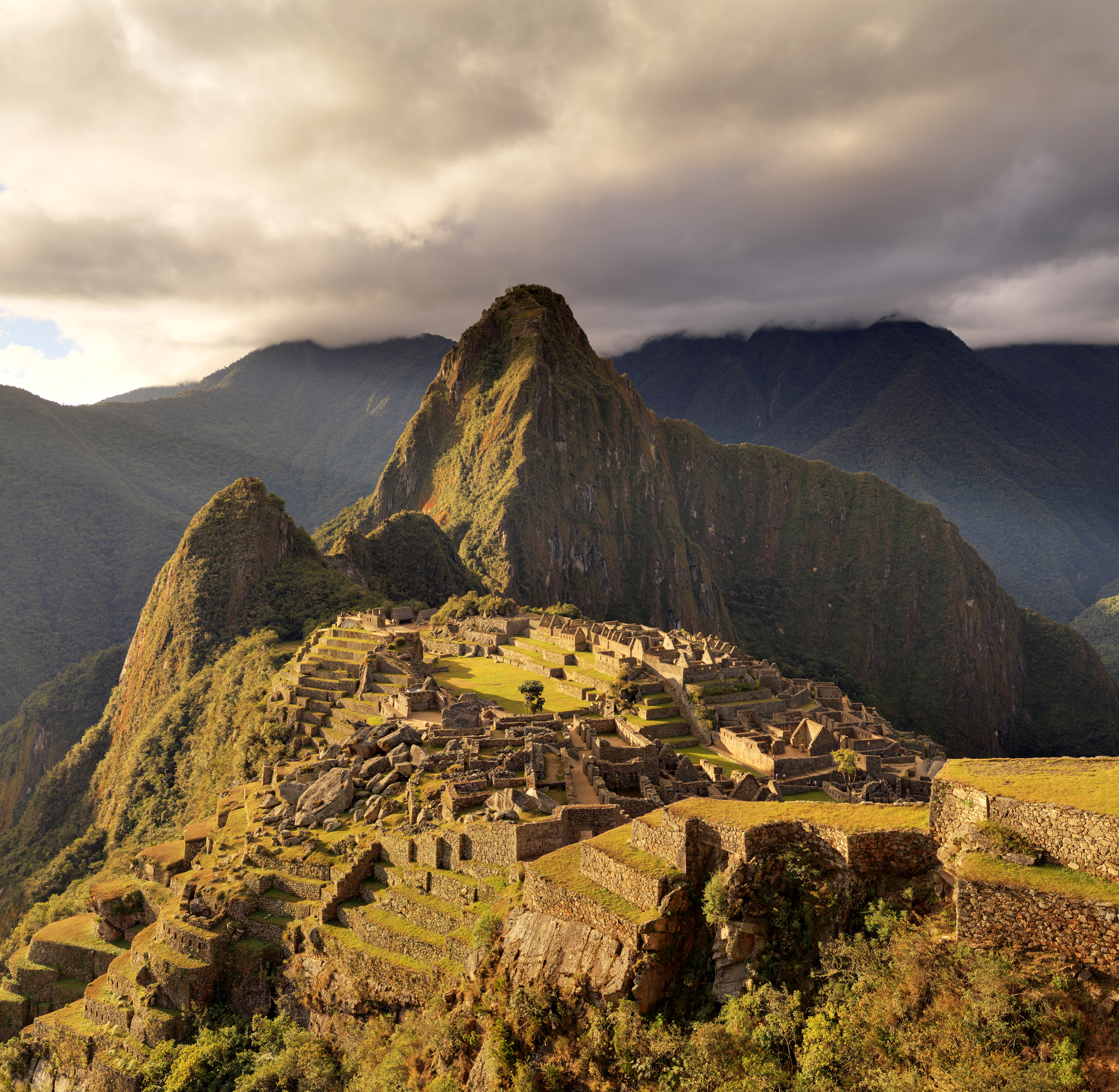
Machu Pichu (cultura incaica, Perú, siglo XV).

Las primeras sociedades complejas conocidas de América del Sur, Sechín y Caral, surgieron hacia el IV milenio a. C. en la costa central del actual Perú. En el siglo XII a. C., la cultura de Chavín o Cupisnique se propagó por toda la costa y los Andes centrales, dando paso tras su declive a diversos estilos regionales como Paracas , Vicús, Cajamarca, Moche, Recuay, Lima, Pucará, Nazca, Huarpa y Tiahuanaco. Hacia el siglo VII , la influencia de Nazca y Tiahuanaco sobre Huarpa, sumada a desarrollos locales en la agricultura y riego, propiciaron el surgimiento de Huari como un gran Estado urbano y militarizado que expandió su dominio por gran parte de la región anteriormente influenciada por Chavín, salvo el sur tiahuanacota. A la caída de Huari y Tiahuanaco en el siglo X, el poder político se fragmenta en diversos señoríos con estilos culturales diversos. En esta época se desarrollaron Lambayeque, Chimú, Chancay, Ychsma, Maranga y Chincha en la costa, a la par de Chachapoyas, Huamachuco, huancas, chancas, collas, Lupaca, Chiribaya e incas en las tierras altas. Al rededor de 1438, el inca Pachacuti lidera la expansión del Imperio incaico hasta el sur de la actual Colombia y noroeste argentino. La larga sucesión cultural tiene un abrupto cambio con la Conquista española en el siglo XVI.

### Mesoamérica

Cabeza colosal olmeca (Xalapa, México).Cabeza colosal olmeca (Xalapa, México).
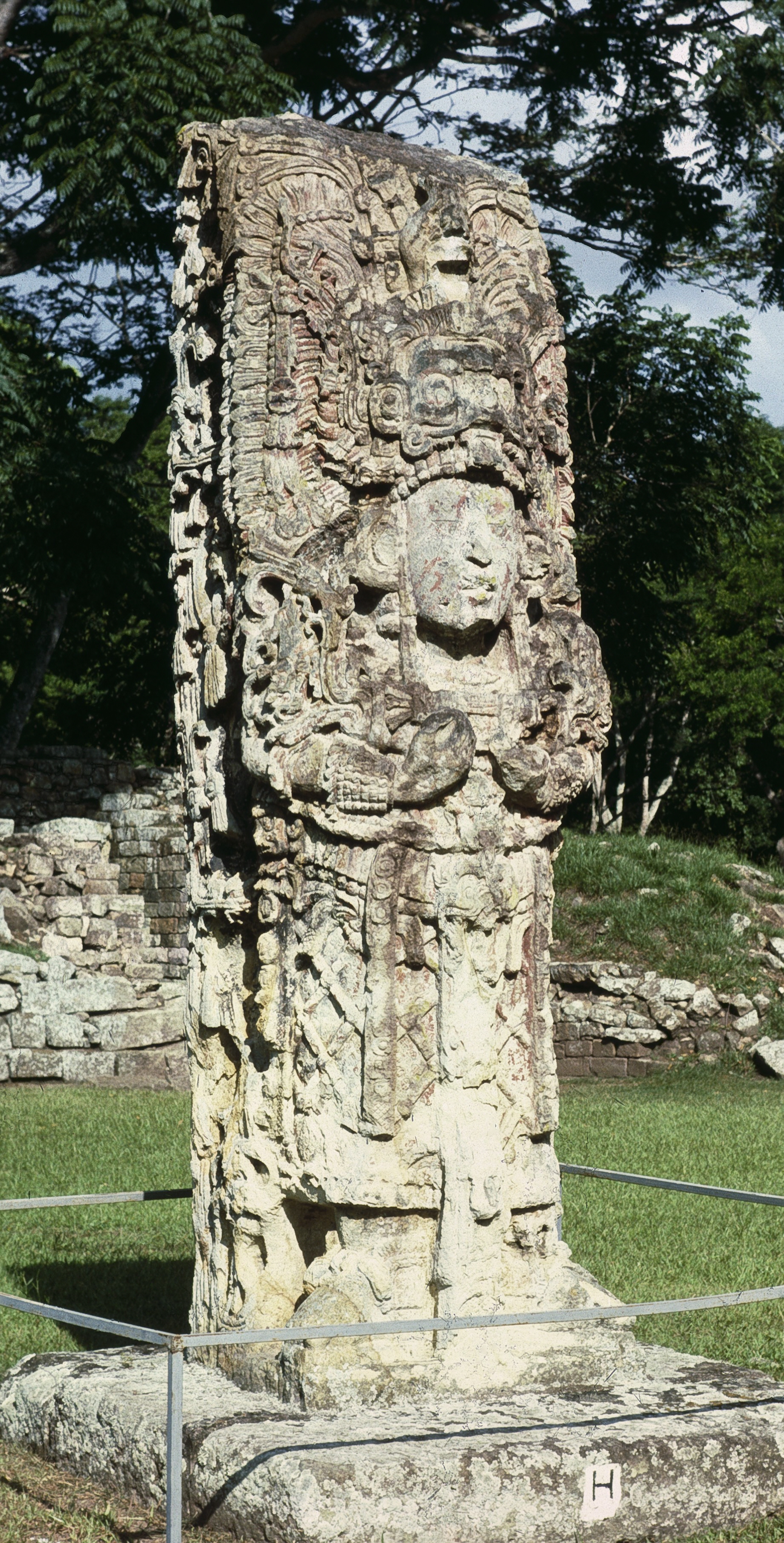
Estela maya, en Copán (Honduras).
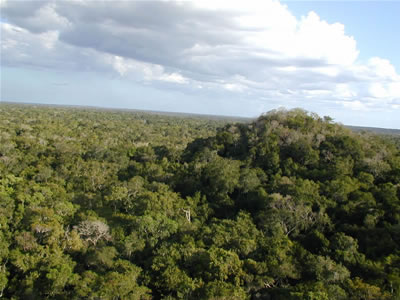
Pirámide del Tigre en la ciudad maya de El Mirador (Petén, Guatemala, preclásico tardío, hacia el 600 a. C.). También incluía la Pirámide La Danta, actualmente oculta por la selva, un complejo religioso más grande que la Gran Pirámide de Guiza.
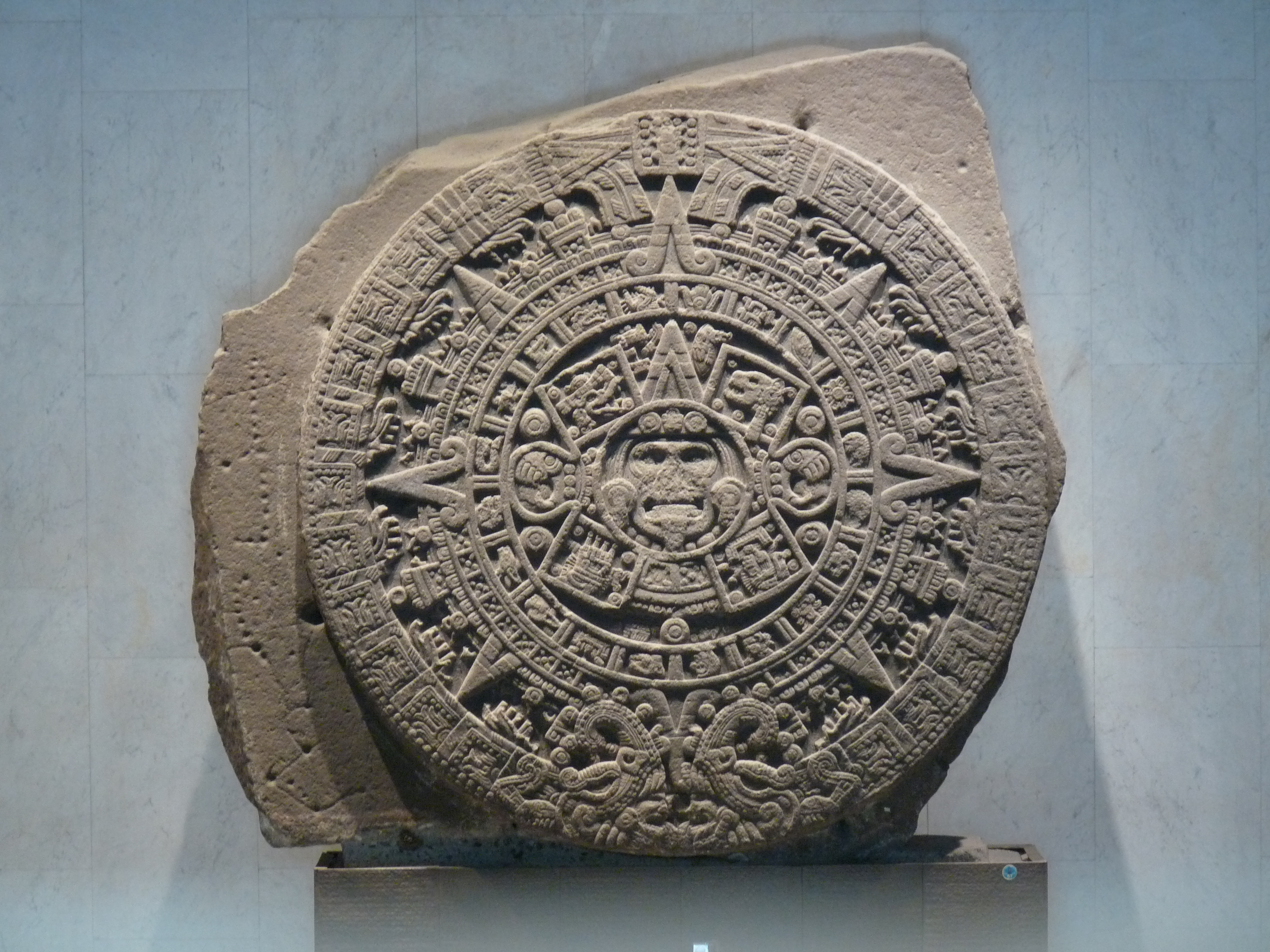
Calendario Azteca

### El área istmo-colombiana
- Área Intermedia
- Cultura Muisca
- Cultura Tayrona
- Cultura San Agustín

## Oceanía antigua
- Oceanía
- Océano Pacífico
- Historia de Oceanía
- Melanesia
- Polinesia
- Micronesia
- Lapita
- Historia de Tonga
- Aborígenes australianos
- Maoríes
- Mitología samoana
- Religión hawaiana
- Tangaloa
- Lenguas austronesias
- Lenguas malayo-polinesias
- Lenguas oceánicas

La extraordinaria extensión de la colonización polinesia en el Pacífico (exploración del Pacífico, navegación polinesia), en un triángulo cuyos vértices están en Nueva Zelanda, Hawái y la Isla de Pascua, y cuyo centro es Tahití. La unidad etnográfica de esta cultura se observa en características antropológicas físicas, lingüísticas, ideológicas, sociales y económicas (determinados cultivos y ganados —cerdos y aves—).
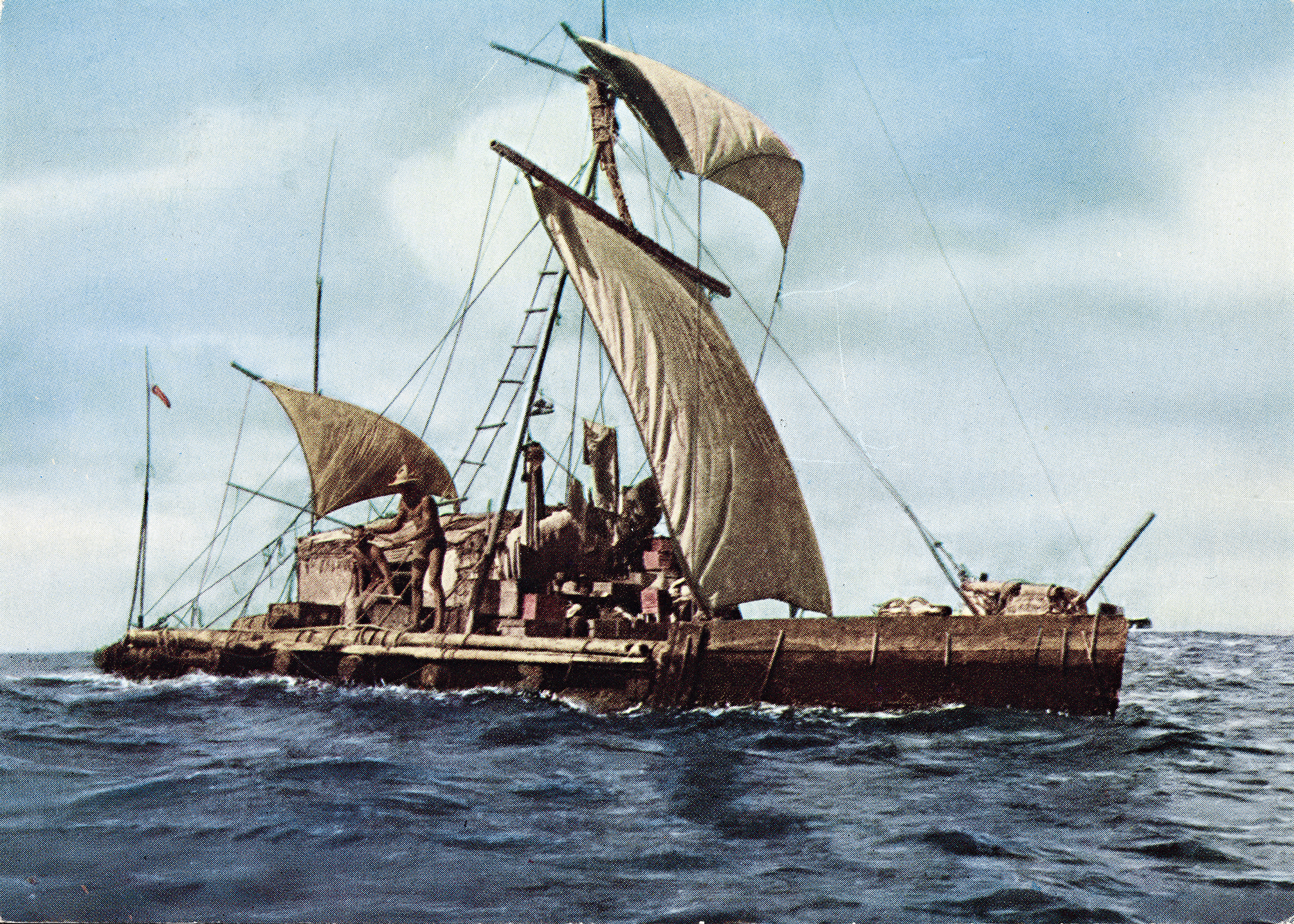
La expedición de Thor Heyerdahl en la Kon-tiki fue un intento imaginativo de arqueología o antropología experimental que pretendía comprobar la posibilidad de viajes entre América del Sur y el Pacífico, basándose en la capacidad de navegación de balsas similares a los «caballitos de totora» del lago Titicaca. No obstante, la interpretación más usual de las evidencias arqueológicas y antropológicas mantiene que el asentamiento original de la población de América se realizó vía terrestre, y de norte a sur, mientras que la de Oceanía se realizó de oeste a este.
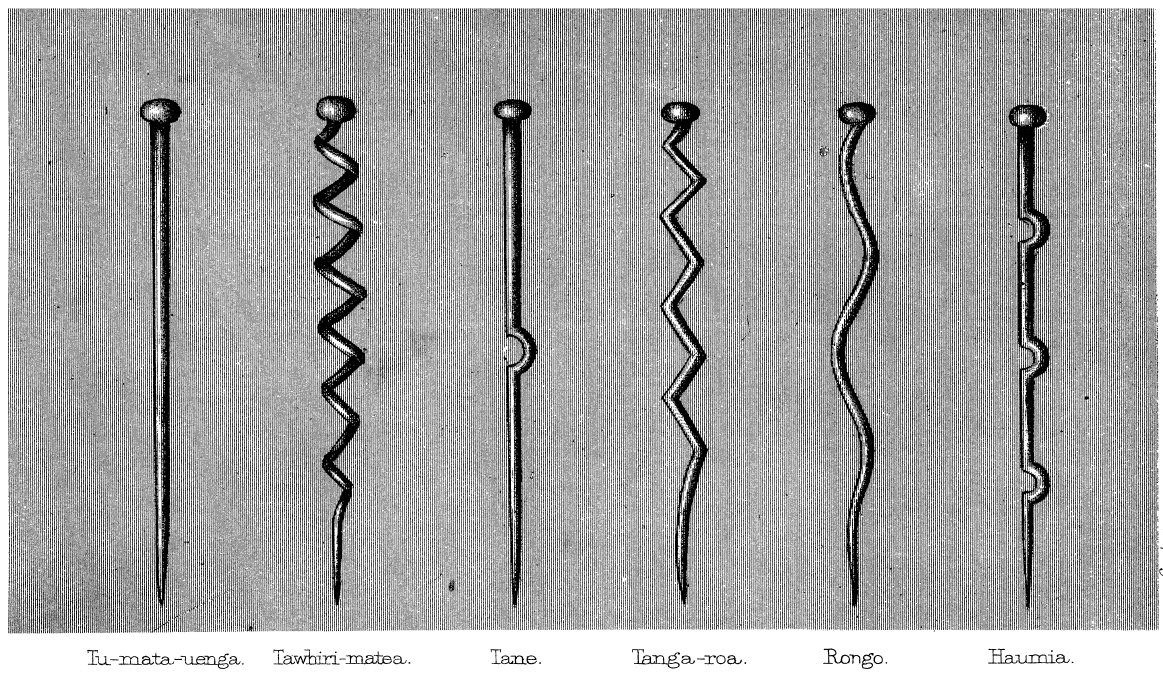
Símbolos de los dioses maoríes. Tangaroa sería un héroe divinizado cuya genealogía se conserva en los mitos polinesios, mantenidos por la tradición oral, y que permiten describir e incluso datar sucesivas migraciones que comenzarían desde algún punto de Indonesia (posiblemente la Isla de Java, se ha calculado en el siglo III a. C.) y continuarían por radiación de isla en isla hasta alcanzar la máxima expansión en el siglo XII.

## Mapas y cronología de la Edad Antigua

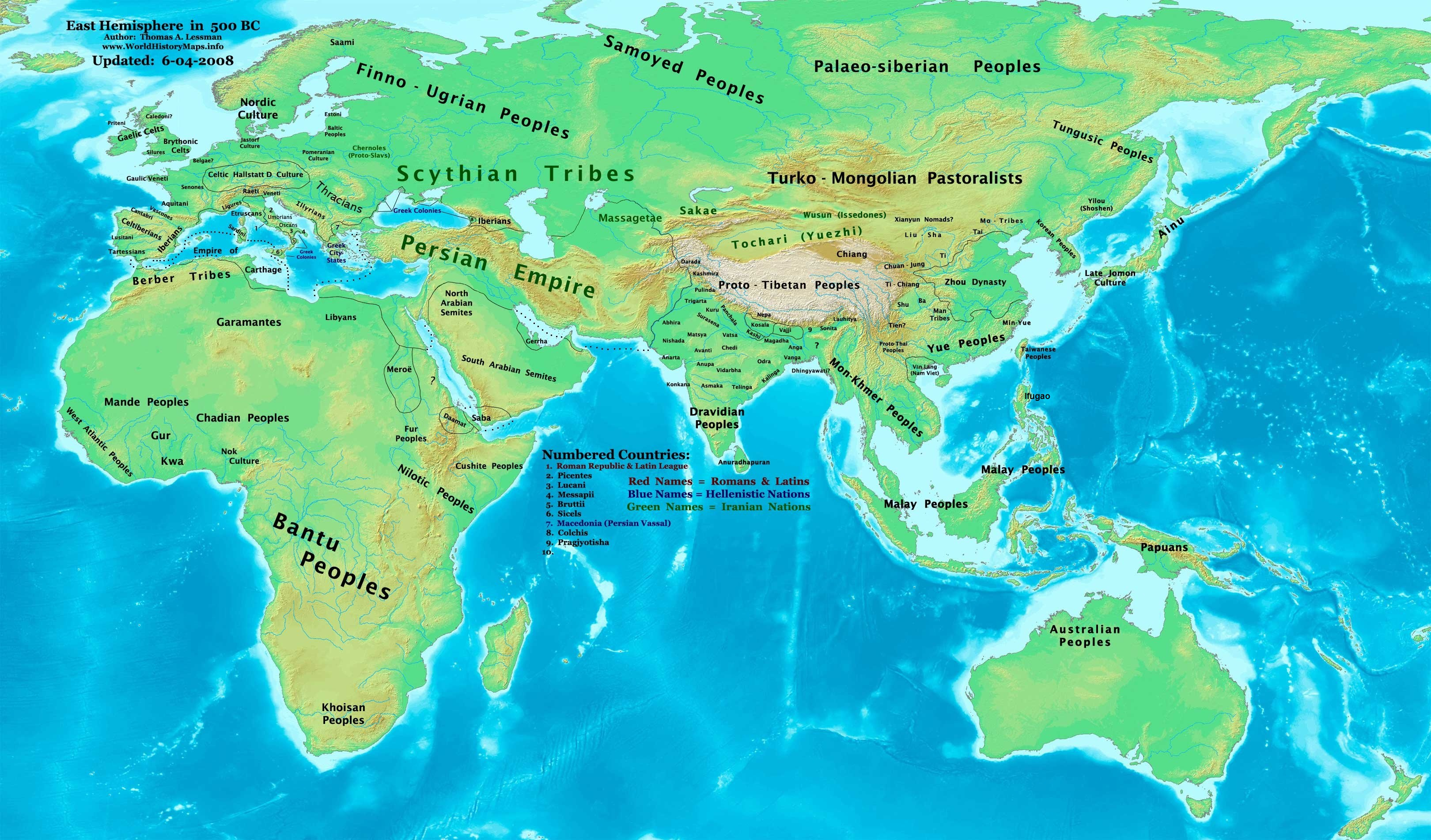
El Viejo Mundo hacia el

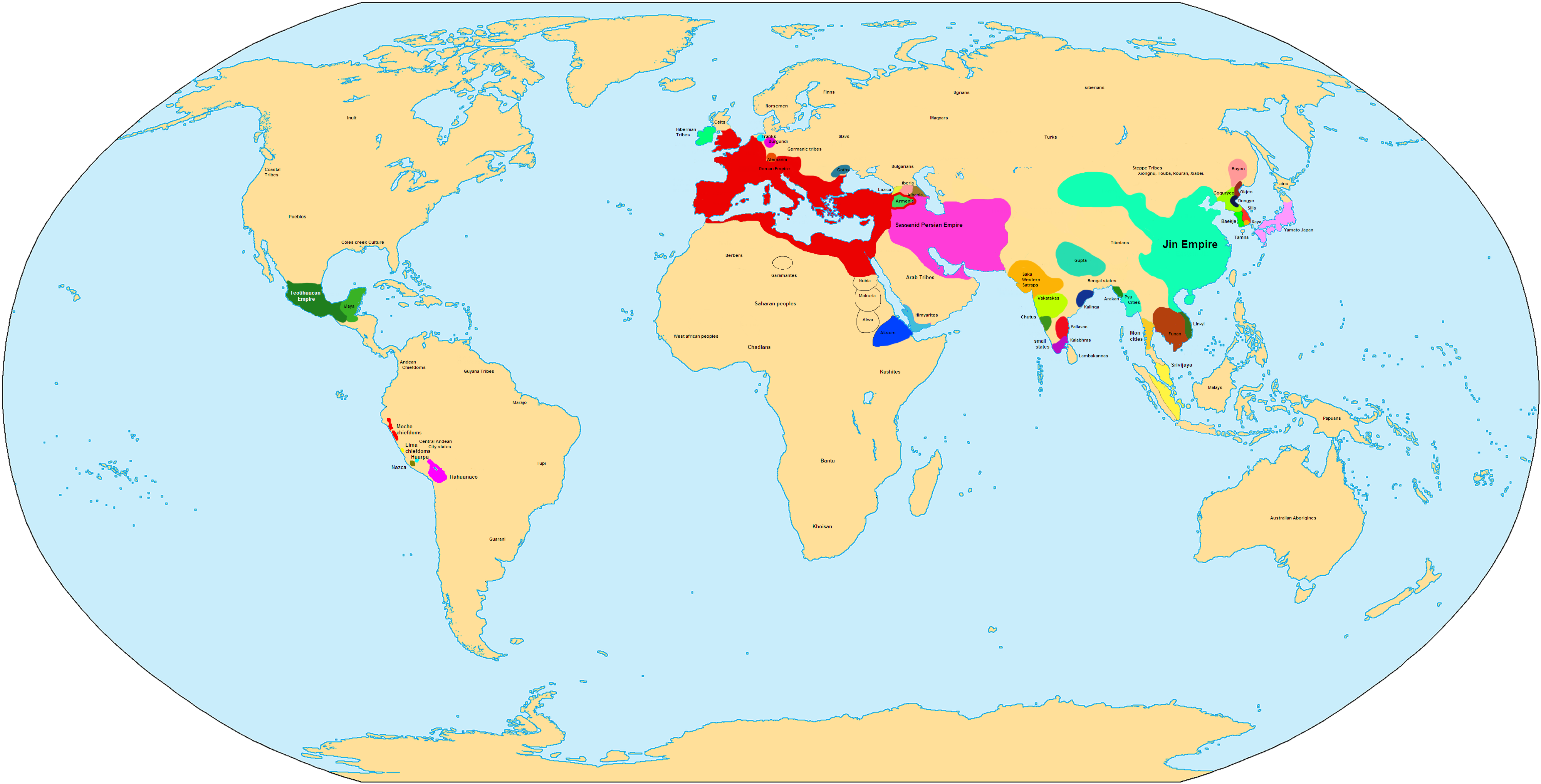
Extensión de las distintas civilizaciones hacia el año 300.

### Formaciones históricas en torno al espacio mediterráneo y próximo-oriental
En fondo blanco, los periodos considerados prehistóricos (sin presencia de escritura —la existencia de proto-escritura en algunas culturas es una cuestión polémica—), en fondo ligeramente sombreado los periodos históricos (con presencia de escritura —las primeras escrituras y alfabetos, en letras de color rosa—), en fondo de distintos colores, los distintos imperios (entidades políticas de gran extensión, que alcanza al menos una de las zonas consideradas en este esquema). La tabla sigue la narrativa occidental, es decir, terminando con la caída del Imperio romano de Occidente.
| Siglo o Milenio   | Egeo yBalcanes | PenínsulaItálica                                                                            | De los Alpes a los Pirineos                                                                      | Península Ibérica                                                                                    | Noroeste de África | Egipto                                                         | Levante y Asia Menor                                                                                      | Mesopotamia                                                                           | Irán y Asia Central                                   |
| ----------------- | --- | ------------------------------------------------------------------------------------------- | ------------------------------------------------------------------------------------------------ | --- | --- | -------------------------------------------------------------- | --- | ------------------------------------------------------------------------------------- | ----------------------------------------------------- |
| V milenio a. C.   | Neolítico y Calcolítico (prehistóricos)DanubianoSesklo, Dímini, Vinča, Gumelnitsa                                          | Neolítico (prehistórico)cerámica cardialbocca quadrata                                      | Neolítico (prehistórico)cerámica de bandascerámica cardial, Rössen, Chassey, La Hoguette         | Neolítico (prehistórico)cerámica cardial                                                             | Neolítico (prehistórico) | Neolítico (prehistórico) Predinástico                          | Neolítico y Calcolítico (prehistóricos)                                                                   | Neolítico y Calcolítico (prehistóricos)El Obeid                                       | Neolítico y Calcolítico (prehistóricos)               |
| IV milenio a. C.  | Neolítico y Calcolítico (prehistóricos)DispilioGumelnitsa                                                                  | Neolítico (prehistórico)bocca quadrata                                                      | Neolítico (prehistórico) megalitismoChassey, Pfyn                                                | Neolítico (prehistórico)sepulcros de fosa                                                            | tehenuPaleta de Tehenu (egipcia, protohistórica) | CalcolíticoPredinásticoProtodinásticoescritura jeroglífica     | Calcolítico (prehistórico)UrukYemdet Nasr                                                                 | CalcolíticoUrukYemdet Nasrescritura cuneiforme                                        | Calcolítico (prehistórico) Protoelamita               |
| III milenio a. C. | Calcolítico (prehistórico)Cicládicocivilización minoicaEdad del Bronce (prehistórica)                                      | Calcolítico (prehistórico)vaso campaniforme, Remedello, Rinaldone, Gaudo, Laterza, Polada   | Calcolítico (prehistórico)vaso campaniforme, Horguen, SOM                                        | Calcolítico (prehistórico)vaso campaniformemegalitismoLos Millares                                   | Calcolítico (prehistórico) megalitismo (prehistórico)temehu | Arcaico o TinitaImperio Antiguoescritura hieráticaIntermedio I | Imperio acadio                                                                                            | Dinástico arcaico o Protodinásticociudades sumeriasImperio acadioRenacimiento sumerio | ProtoelamitaImperio acadioRenacimiento sumerio        |
| II milenio a. C.  | Egeo yBalcanes | PenínsulaItálica                                                                            | De los Alpes a los Pirineos                                                                      | Península Ibérica                                                                                    | Noroeste de África | Egipto                                                         | Levante y Anatolia                                                                                        | Mesopotamia                                                                           | Irán y Asia Central                                   |
| Siglo XX a. C.    | civilización minoica | Edad del Bronce(prehistórica)cultura apenínica, Polada                                      | Edad del Bronce(prehistórica) vaso campaniforme                                                  | Edad del Bronce (prehistórica) vaso campaniforme                                                     | Edad del Bronce (prehistórica) | Imperio Medio                                                  | hititas                                                                                                   | Imperio asirio                                                                        | Elam                                                  |
| Siglo XIX a. C.   | civilización minoica | cultura apenínica, Polada(prehistóricas)                                                    | vaso campaniforme (prehistórica)                                                                 | El Argar(prehistórica, Sureste)                                                                      | | Imperio Medio                                                  | Imperio asirio                                                                                            | Imperio asirio                                                                        | Elam                                                  |
| Siglo XVIII a. C. | civilización minoica | cultura apenínica, Polada(prehistóricas)                                                    | vaso campaniforme (prehistórica)                                                                 | Las Motillas(prehistórica, Meseta Sur)                                                               | | Imperio MedioIntermedio II                                     | hititashurritasAlepoescritura protosinaítica                                                              | Imperio babilónico                                                                    | Elam                                                  |
| Siglo XVII a. C.  | civilización minoicalineal A                                                                                               | cultura apenínica, Polada(prehistóricas)                                                    | vaso campaniforme (prehistórica)                                                                 | Cogotas I(prehistórica, Meseta Norte)                                                                | | Intermedio IIhicsos                                            | hititashurritasAlepo                                                                                      | Imperio babilónico                                                                    | Elam                                                  |
| Siglo XVI a. C.   | civilización minoicamicénicoslineal B                                                                                      | Terramaras(prehistórica)                                                                    | túmulos (prehistórica)                                                                           | Vila Nova (prehistórica, bajo Tajo)                                                                  | | Intermedio IIImperio Nuevo                                     | hititas Mitanilineal C                                                                                    | Mitani casitas                                                                        | Elam                                                  |
| Siglo XV a. C.    | civilización minoicamicénicos                                                                                              | Terramaras(prehistórica)                                                                    | túmulos (prehistórica)                                                                           | Atalaia (prehistórica, suroeste)                                                                     | | Imperio Nuevo                                                  | hititasMitaniImperio Nuevo                                                                                | Mitanicasitas                                                                         | Elam                                                  |
| Siglo XIV a. C.   | civilización minoicamicénicos                                                                                              | Terramaras(prehistórica)                                                                    | túmulos (prehistórica)                                                                           | cultura pretalayótica(prehistórica, Baleares)                                                        | mashauash | Imperio Nuevo                                                  | hititasImperio Nuevo                                                                                      | Imperio medio asirio                                                                  | Elam                                                  |
| Siglo XIII a. C.  | micénicospueblos del mar¿invasión doria?Edad del Hierro (prehistórica)                                                     | campos de urnasproto-Villanovapueblos itálicos(prehistóricos)                               | campos de urnas (prehistórica)                                                                   | cultura talayótica (prehistórica, Baleares)                                                          | libu | Imperio Nuevopueblos del mar                                   | hititasImperio Nuevopueblos del marbatalla de Qadeshalfabeto ugarítico                                    | Imperio medio asirio                                                                  | Elam                                                  |
| Siglo XII a. C.   | Edad Oscura (prehistórica)dorios                                                                                           | proto-Villanovapueblos itálicos(prehistóricos)                                              | Hallstatt ("celtas", prehistórica)                                                               | campos de urnas(prehistórica, Noreste)                                                               | libu | Imperio Nuevo                                                  | Edad del Hierro frigios, lidios, hititas, fenicios, filisteos, arameosalfabeto fenicio                    | Imperio medio asirioarameos                                                           | ElamImperio medio asirio                              |
| Siglo XI a. C.    | Edad Oscura (prehistórica)jonios                                                                                           | proto-Villanovapueblos itálicos(prehistóricos)                                              | Hallstatt ("celtas", prehistórica)                                                               | Fundación de Cádiz(primera colonia fenicia)                                                          | libu | Imperio NuevoIntermedio III                                    | frigios, lidios, feniciosReino de Israelarameos                                                           | arameos                                                                               | Elam                                                  |
| I milenio a. C.   | Egeo yBalcanes | PenínsulaItálica                                                                            | De los Alpes a los Pirineos                                                                      | Península Ibérica                                                                                    | Noroeste de África | Egipto                                                         | Levante y Anatolia                                                                                        | Mesopotamia                                                                           | Irán y Asia Central                                   |
| Siglo X a. C.     | Edad Oscura (prehistórica)polis griegasilirios                                                                             | Edad del Hierro (prehistórica)Villanovapueblos itálicos                                     | Hallstatt ("celtas", prehistórica)                                                               | preiberosceltas (prehistóricos)                                                                      | paleo-bereberes, pre-líbicos | Intermedio III                                                 | frigios, lidios, feniciosReino de IsraelReino de Judáalfabeto paleohebreoreinos arameos y neohititas      | reinos arameos                                                                        | Elam                                                  |
| Siglo IX a. C.    | Edad Oscurapolis griegasalfabeto griego ilirios                                                                            | "galos" o "celtas"etruscospueblos itálicos(prehistóricos y protohistóricos)                 | Hallstatt ("celtas", prehistórica)                                                               | preiberosceltas(prehistóricos)                                                                       | colonización feniciafundación de Cartago (protohistoria)paleo-bereberes, pre-líbicos                                                                           | Intermedio III                                                 | frigios, lidios, feniciosReino de IsraelReino de Judáreinos arameos y neohititasprimeros alfabetos árabes | reinos arameosImperio nuevo asirio                                                    | ElamImperio nuevo asirio                              |
| Siglo VIII a. C.  | Arcaicoprimera olimpiadaHomeropolis y coloniasLiga jónicailirios                                                           | "galos" o "celtas"pueblos itálicosetruscosalfabeto etruscofundación de Romacolonias griegas | Edad del HierroHallstatt ("celtas", prehistórica)                                                | Edad del Hierro (prehistórica)celtasiberoscolonias griegascolonias feniciasTartessos (protohistoria) | colonias feniciasCartagopaleo-bereberes, pre-líbicos | Intermedio IIIescritura demóticaImperio nuevo asirio           | frigios, lidiosCautividad de NíniveImperio nuevo asirioUrartureinos arameos y neohititasalfabeto arameo   | Imperio nuevo asirio                                                                  | ElamImperio medo                                      |
| Siglo VII a. C.   | Arcaicotiranoslegisladores griegosilirios, macedonios, tracios                                                             | pueblos itálicosetruscosMonarquía romanaalfabeto latinosamnitasMagna Grecia                 | Hallstatt ("celtas", prehistórica)                                                               | celtasiberoscolonias griegascolonias feniciasTartessosescrituras paleohispánicas                     | colonias feniciasCartagopaleo-bereberes, líbicosCirenaica (greco-egipcios)                                                                                     | Intermedio IIIImperio nuevo asirioTardío o Saíta               | frigios, lidios, feniciosImperio asirioImperio neobabilónico                                              | Imperio nuevo asirioImperio neobabilónico                                             | Imperio nuevo asirioImperio neobabilónicoImperio medo |
| Siglo VI a. C.    | Arcaicotiranosdemocracia atenienseImperio aqueménidailirios, macedonios, tracios                                           | pueblos itálicosetruscosMonarquía romanaRepública romanaMagna Grecia                        | Hallstatt ("celtas", prehistórica)Antipolis y Massilia(primeras colonias griegas, protohistoria) | celtasiberoscolonias griegasTartessosImperio cartaginés                                              | batalla de AlaliaImperio cartaginéspaleo-bereberes, líbicosCirenaica (greco-egipcios)                                                                          | Tardío o SaítaImperio aqueménida                               | sitio de Tirocautividad de BabiloniaImperio neobabilónicoImperio aqueménida                               | Imperio neobabilónicoImperio aqueménida                                               | Imperio aqueménida                                    |
| Siglo V a. C.     | Imperio aqueménidaGuerras MédicasLiga de DelosLiga del PeloponesoGuerra del Peloponesoilirios, reino de Macedonia, tracios | pueblos itálicosetruscosRepública romanaMagna Grecia                                        | La Tène(prehistórica)colonias griegas                                                            | celtasiberoscolonias griegasImperio cartaginés                                                       | Imperio cartaginéspaleo-bereberes, líbicos, garamantesCirenaica (greco-egipcios)                                                                               | Imperio aqueménida                                             | Imperio aqueménida                                                                                        | Imperio aqueménida                                                                    | Imperio aqueménida                                    |
| Siglo IV a. C.    | batalla de QueroneaImperio de Alejandroilirios                                                                             | etruscosRepública romanapueblos itálicosConquista romana de ItaliaMagna Grecia              | La Tène(prehistórica)Colonias griegas                                                            | celtasiberoscolonias griegasImperio cartaginés                                                       | Imperio cartaginéspaleo-bereberes, líbicos, garamantesCirenaica (greco-egipcios)                                                                               | Imperio aqueménidaImperio de Alejandro                         | Imperio aqueménidabatalla del Gránicobatalla de Issossitio de Tirositio de GazaImperio de Alejandro       | batalla de GaugamelaImperio de Alejandro                                              | sitio de la Roca SogdianaImperio de Alejandro         |
| Siglo III a. C.   | Reino de MacedoniaReino de EpiroLiga AqueaLiga Etoliailirios                                                               | Guerras PírricasImperio cartaginésGuerras púnicasRepública romana                           | galoscolonias griegasGuerras púnicasRepública romana                                             | pueblos prerromanoscolonias griegasImperio cartaginésGuerras púnicasRepública romana                 | Imperio cartaginésbatalla de Zamapaleo-bereberes, líbicos, garamantesCirenaica (greco-egipcios)                                                                | dinastía ptolemaica (greco-egipcios)                           | Imperio seléucidaReino de Pérgamo                                                                         | Imperio seléucida                                                                     | Imperio seléucidapartosgrecobactrianosindogriegos     |
| Siglo II a. C.    | Reino de MacedoniaReino de EpiroLiga AqueaLiga EtoliaGuerras macedónicasiliriosRepública romana                            | República romana                                                                            | galosRepública romana                                                                            | celtíberos y lusitanossitio de NumanciaRepública romanacántabros y astures                           | CartagoTercera guerra púnicaRepública romanaReino de NumidiaReino de Mauritaniapaleo-bereberes, líbicos, getulos, garamantesCirenaica (greco-egipcios)         | dinastía ptolemaica (greco-egipcios)                           | Reino de PérgamoReino de ArmeniaReino del Pontomacabeosnabateos                                           | Imperio seléucidapartos                                                               | partosgrecobactrianosindogriegos                      |
| Siglo I a. C.     | República romanaAlto Imperio romano                                                                                        | República romanaAlto Imperio romano                                                         | galosGuerra de las Galiasbatalla de AlesiaRepública romanaAlto Imperio romano                    | República romanacántabros y asturesGuerras cántabrasAlto Imperio romano                              | República romanaReino de NumidiaReino de MauritaniaGuerra de Yugurtapaleo-bereberes, líbicos, getulos, garamantesCirenaica (greco-egipcios)Alto Imperio romano | dinastía ptolemaicabatalla de ActiumAlto Imperio romano        | Guerras mitridáticasRepública romanaAlto Imperio romanonabateos                                           | partos                                                                                | partostocariosindogriegos                             |
| I milenio         | Egeo yBalcanes | PenínsulaItálica                                                                            | De los Alpes a los Pirineos                                                                      | Península Ibérica                                                                                    | Noroeste de África | Egipto                                                         | Levante y Anatolia                                                                                        | Mesopotamia                                                                           | Irán y Asia Central                                   |
| Siglo I           | Alto Imperio romano | Alto Imperio romano                                                                         | Alto Imperio romano                                                                              | Alto Imperio romano                                                                                  | Alto Imperio romanoReino de Mauritania | Alto Imperio romano                                            | Alto Imperio romanoPrimera guerra judeo-romananabateos                                                    | partos                                                                                | partostocariosindogriegos                             |
| Siglo II          | Alto Imperio romano | Alto Imperio romano                                                                         | Alto Imperio romano                                                                              | Alto Imperio romano                                                                                  | Alto Imperio romano | Alto Imperio romano                                            | Alto Imperio romano                                                                                       | partosAlto Imperio romano                                                             | partosImperio kushán                                  |
| Siglo III         | Bajo Imperio romano | Bajo Imperio romano                                                                         | Bajo Imperio romano                                                                              | Bajo Imperio romano                                                                                  | Bajo Imperio romano | Bajo Imperio romanoImperio de Palmira                          | Bajo Imperio romanoImperio de Palmira                                                                     | Imperio sasánidaBajo Imperio romanoImperio de Palmira                                 | Imperio sasánidaImperio kushán                        |
| Siglo IV          | Imperio romano de Oriente                                                                                                  | Imperio romano de Occidente                                                                 | Imperio romano de Occidente                                                                      | Imperio romano de Occidente                                                                          | Imperio romano de Occidente | Imperio romano de Oriente                                      | Imperio romano de Oriente                                                                                 | Imperio sasánidaImperio romano de Oriente                                             | Imperio sasánidaImperio kushán                        |
| Siglo V           | Imperio romano de Oriente                                                                                                  | Imperio romano de OccidenteReino ostrogodo                                                  | invasiones germánicasReino visigodo de Tolosa                                                    | invasiones germánicasReino suevoReino visigodo de Tolosa                                             | Reino vándalo de África | Imperio romano de Oriente                                      | Imperio romano de Oriente                                                                                 | Imperio sasánidaImperio romano de Oriente                                             | Imperio sasánidahunos blancos                         |

| Mediterráneo Occidental (hegemonía romana tras las guerras púnicas): República romana, con la ciudad de Roma, los territorios de la península itálica sometidos a diferentes consideraciones jurídicas y de ciudadanía, y sus provincias en Sicilia, Cerdeña, Córcega, Hispania y Dalmacia Reino de Mauritania Reino de Numidia República Cartaginesa Mediterráneo Oriental: -Grecia: Reino de Epiro Reino de Macedonia Liga Etolia Liga Aquea | -Egipto: Imperio ptolemaico -Asia menor y Mar Negro: Rodas Reino del Bósforo Reino de Capadocia Galatia Reino de Bitinia Reino de Pérgamo Reino de Armenia Reino del Ponto -Levante, Mesopotamia y Asia Central: Imperio seléucida Partos Reino grecobactriano Imperio mauria |

## Ficción

### Literatura
William Shakespeare compuso varias obras teatrales con ambientación en la Antigüedad:
Julio César, Antonio y Cleopatra, Coriolano, Tito Andrónico, entre otras.
Miguel de Cervantes hizo lo propio en El cerco de Numancia; pero fue más usual en el teatro clásico francés: Pierre Corneille (Horacio, Cinna, etcétera) y Jean Racine (La Tebaida, Andrómaca, Fedra, entre otras), a partir del cual —y basándose en modelos clásicos y en textos antiguos de Terencio y Plauto— se fijaron las convenciones académicas que fijaron el modelo del teatro neoclásico del siglo XVIII.
La novela histórica surgida en el romanticismo tuvo en la Edad Media su principal escenario (véase medievalismo), pero también se buscó la ambientación en distintas civilizaciones de la Edad Antigua.
Muchas de las novelas se adaptaron al cine o la televisión:
- Sinuhé, el egipcio, de Mika Waltari.
- Creación, de Gore Vidal.
- Alexandros, de Valerio Massimo Manfredi.
- Los últimos días de Pompeya, de Edward Bulwer Lytton.
- Ben-Hur, de Lewis Wallace.
- ¿Quo vadis?, de Henryk Sienkiewicz.
- Yo, Claudio y Claudio, el dios, y su esposa Mesalina, de Robert Graves.
- Juliano el Apóstata, de Gore Vidal.

El éxito editorial de los temas históricos ha multiplicado la aparición de best sellers del género, sobre todo los relacionados con la historia militar de Roma.

### Cine
- Intolerancia
- Tierra de faraones, de Howard Hawks (Land of the Pharaohs, 1955). La popularidad de la egiptomanía ha producido muchas películas cuya relación con el antiguo Egipto es más bien lateral (como las numerosas versiones de La momia, desde la de Karl Freund —1932—).
- 300. Existe una versión cinematográfica anterior del mismo suceso (El león de Esparta o The 300 Spartans, 1962).
- Alejandro Magno
- Cabiria, de Giovanni Pastrone (1914).
- Espartaco, de Stanley Kubrick (1960).
- Golfus de Roma
- Cleopatra
- Calígula
- Satiricón
- La caída del Imperio romano, de Anthony Mann (1964).
- Gladiador
- La última legión

La adaptación de mitos de la edad antigua ha dado origen a un género cinematográfico especial, que incluye títulos tales como Troya, Furia de titanes, Jasón y los argonautas, etcétera, así como el cine bíblico: Los diez mandamientos (de Cecil B. DeMille, 1923 y 1956), Salomón y la reina de Saba, Sansón y Dalila, entre otras.
También hay distintas adaptaciones de los evangelios: The Greatest Story Ever Told, The Robe, El Evangelio según san Mateo, La pasión de Cristo, etcétera. (Véase Categoría:Películas sobre Jesús).
Con el nombre de peplum (por la vestidura griega denominada en castellano peplo) se designa a un subgénero cinematográfico en que la ambientación en la Antigüedad es una simple excusa para una película de aventuras de bajo presupuesto en la que los anacronismos y otras inadecuaciones a la historia son abundantes (por ejemplo: Hércules, de 1958, y Hércules, Sansón, Maciste y Ursus, de 1964). Las características del género ha propiciado la realización de numerosas secuelas y parodias.
Tanto estas como las de mayor nivel popularmente recibieron el nombre de «películas de romanos» (aunque fueran ambientadas en la época griega o cualquier otra época antigua), y su visionado en los «cines de barrio» de sesión continua y doble programa o en los cines de verano tuvo un notable papel en la educación sentimental de la juventud desde finales de los años cincuenta hasta los setenta del siglo XX, reflejado en obras como las de Terenci Moix (egiptómano y mitómano en concreto de Elizabeth Taylor, actriz que representó a Cleopatra). En este sentido, el cantautor español Joaquín Sabina tiene una canción titulada Una de romanos, caracterizada por la nostalgia de la juventud pasada.

### Televisión
- Yo, Claudio (miniserie)
- Roma (serie de televisión)

### Historieta
- 300 (1998, cómic de Frank Miller), en el que está basada la película.
- Astérix el Galo (también adaptado al cine en múltiples ocasiones).
- El Jabato